# 1979
Portal Geschichte | Portal Biografien | Aktuelle Ereignisse | Jahreskalender | Tagesartikel

◄ |
19. Jahrhundert |
20. Jahrhundert
| 21. Jahrhundert

◄ |
1940er |
1950er |
1960er |
1970er
| 1980er | 1990er | 2000er | ►

◄◄ |
◄ |
1975 |
1976 |
1977 |
1978 |
1979
| 1980 | 1981 | 1982 | 1983 | ► | ►►
 Jan.
| Feb.
| Mär.
| Apr.
| Mai
| Jun.
| Jul.
| Aug.
| Sep.
| Okt.
| Nov.
| Dez.
Staatsoberhäupter · Wahlen · Nekrolog  · Literaturjahr · Musikjahr · Filmjahr · Rundfunkjahr · Sportjahr
| Januar | Januar | Januar | Januar | Januar | Januar | Januar | Januar |
| Kw     | Mo     | Di     | Mi     | Do     | Fr     | Sa     | So     |
| ------ | ------ | ------ | ------ | ------ | ------ | ------ | ------ |
| 1      | 1      | 2      | 3      | 4      | 5      | 6      | 7      |
| 2      | 8      | 9      | 10     | 11     | 12     | 13     | 14     |
| 3      | 15     | 16     | 17     | 18     | 19     | 20     | 21     |
| 4      | 22     | 23     | 24     | 25     | 26     | 27     | 28     |
| 5      | 29     | 30     | 31     |        |        |        |        |

| Februar | Februar | Februar | Februar | Februar | Februar | Februar | Februar |
| Kw      | Mo      | Di      | Mi      | Do      | Fr      | Sa      | So      |
| ------- | ------- | ------- | ------- | ------- | ------- | ------- | ------- |
| 5       |         |         |         | 1       | 2       | 3       | 4       |
| 6       | 5       | 6       | 7       | 8       | 9       | 10      | 11      |
| 7       | 12      | 13      | 14      | 15      | 16      | 17      | 18      |
| 8       | 19      | 20      | 21      | 22      | 23      | 24      | 25      |
| 9       | 26      | 27      | 28      |         |         |         |         |

| März | März | März | März | März | März | März | März |
| Kw   | Mo   | Di   | Mi   | Do   | Fr   | Sa   | So   |
| ---- | ---- | ---- | ---- | ---- | ---- | ---- | ---- |
| 9    |      |      |      | 1    | 2    | 3    | 4    |
| 10   | 5    | 6    | 7    | 8    | 9    | 10   | 11   |
| 11   | 12   | 13   | 14   | 15   | 16   | 17   | 18   |
| 12   | 19   | 20   | 21   | 22   | 23   | 24   | 25   |
| 13   | 26   | 27   | 28   | 29   | 30   | 31   |      |

| April | April | April | April | April | April | April | April |
| Kw    | Mo    | Di    | Mi    | Do    | Fr    | Sa    | So    |
| ----- | ----- | ----- | ----- | ----- | ----- | ----- | ----- |
| 13    |       |       |       |       |       |       | 1     |
| 14    | 2     | 3     | 4     | 5     | 6     | 7     | 8     |
| 15    | 9     | 10    | 11    | 12    | 13    | 14    | 15    |
| 16    | 16    | 17    | 18    | 19    | 20    | 21    | 22    |
| 17    | 23    | 24    | 25    | 26    | 27    | 28    | 29    |
| 18    | 30    |       |       |       |       |       |       |

| Mai | Mai | Mai | Mai | Mai | Mai | Mai | Mai |
| Kw  | Mo  | Di  | Mi  | Do  | Fr  | Sa  | So  |
| --- | --- | --- | --- | --- | --- | --- | --- |
| 18  |     | 1   | 2   | 3   | 4   | 5   | 6   |
| 19  | 7   | 8   | 9   | 10  | 11  | 12  | 13  |
| 20  | 14  | 15  | 16  | 17  | 18  | 19  | 20  |
| 21  | 21  | 22  | 23  | 24  | 25  | 26  | 27  |
| 22  | 28  | 29  | 30  | 31  |     |     |     |

| Juni | Juni | Juni | Juni | Juni | Juni | Juni | Juni |
| Kw   | Mo   | Di   | Mi   | Do   | Fr   | Sa   | So   |
| ---- | ---- | ---- | ---- | ---- | ---- | ---- | ---- |
| 22   |      |      |      |      | 1    | 2    | 3    |
| 23   | 4    | 5    | 6    | 7    | 8    | 9    | 10   |
| 24   | 11   | 12   | 13   | 14   | 15   | 16   | 17   |
| 25   | 18   | 19   | 20   | 21   | 22   | 23   | 24   |
| 26   | 25   | 26   | 27   | 28   | 29   | 30   |      |

| Juli | Juli | Juli | Juli | Juli | Juli | Juli | Juli |
| Kw   | Mo   | Di   | Mi   | Do   | Fr   | Sa   | So   |
| ---- | ---- | ---- | ---- | ---- | ---- | ---- | ---- |
| 26   |      |      |      |      |      |      | 1    |
| 27   | 2    | 3    | 4    | 5    | 6    | 7    | 8    |
| 28   | 9    | 10   | 11   | 12   | 13   | 14   | 15   |
| 29   | 16   | 17   | 18   | 19   | 20   | 21   | 22   |
| 30   | 23   | 24   | 25   | 26   | 27   | 28   | 29   |
| 31   | 30   | 31   |      |      |      |      |      |

| August | August | August | August | August | August | August | August |
| Kw     | Mo     | Di     | Mi     | Do     | Fr     | Sa     | So     |
| ------ | ------ | ------ | ------ | ------ | ------ | ------ | ------ |
| 31     |        |        | 1      | 2      | 3      | 4      | 5      |
| 32     | 6      | 7      | 8      | 9      | 10     | 11     | 12     |
| 33     | 13     | 14     | 15     | 16     | 17     | 18     | 19     |
| 34     | 20     | 21     | 22     | 23     | 24     | 25     | 26     |
| 35     | 27     | 28     | 29     | 30     | 31     |        |        |

| September | September | September | September | September | September | September | September |
| Kw        | Mo        | Di        | Mi        | Do        | Fr        | Sa        | So        |
| --------- | --------- | --------- | --------- | --------- | --------- | --------- | --------- |
| 35        |           |           |           |           |           | 1         | 2         |
| 36        | 3         | 4         | 5         | 6         | 7         | 8         | 9         |
| 37        | 10        | 11        | 12        | 13        | 14        | 15        | 16        |
| 38        | 17        | 18        | 19        | 20        | 21        | 22        | 23        |
| 39        | 24        | 25        | 26        | 27        | 28        | 29        | 30        |

| Oktober | Oktober | Oktober | Oktober | Oktober | Oktober | Oktober | Oktober |
| Kw      | Mo      | Di      | Mi      | Do      | Fr      | Sa      | So      |
| ------- | ------- | ------- | ------- | ------- | ------- | ------- | ------- |
| 40      | 1       | 2       | 3       | 4       | 5       | 6       | 7       |
| 41      | 8       | 9       | 10      | 11      | 12      | 13      | 14      |
| 42      | 15      | 16      | 17      | 18      | 19      | 20      | 21      |
| 43      | 22      | 23      | 24      | 25      | 26      | 27      | 28      |
| 44      | 29      | 30      | 31      |         |         |         |         |

| November | November | November | November | November | November | November | November |
| Kw       | Mo       | Di       | Mi       | Do       | Fr       | Sa       | So       |
| -------- | -------- | -------- | -------- | -------- | -------- | -------- | -------- |
| 44       |          |          |          | 1        | 2        | 3        | 4        |
| 45       | 5        | 6        | 7        | 8        | 9        | 10       | 11       |
| 46       | 12       | 13       | 14       | 15       | 16       | 17       | 18       |
| 47       | 19       | 20       | 21       | 22       | 23       | 24       | 25       |
| 48       | 26       | 27       | 28       | 29       | 30       |          |          |

| Dezember | Dezember | Dezember | Dezember | Dezember | Dezember | Dezember | Dezember |
| Kw       | Mo       | Di       | Mi       | Do       | Fr       | Sa       | So       |
| -------- | -------- | -------- | -------- | -------- | -------- | -------- | -------- |
| 48       |          |          |          |          |          | 1        | 2        |
| 49       | 3        | 4        | 5        | 6        | 7        | 8        | 9        |
| 50       | 10       | 11       | 12       | 13       | 14       | 15       | 16       |
| 51       | 17       | 18       | 19       | 20       | 21       | 22       | 23       |
| 52       | 24       | 25       | 26       | 27       | 28       | 29       | 30       |
| 1        | 31       |          |          |          |          |          |          |

| Januar | Januar | Januar | Januar | Januar | Januar | Januar | Januar |
| Kw     | Mo     | Di     | Mi     | Do     | Fr     | Sa     | So     |
| ------ | ------ | ------ | ------ | ------ | ------ | ------ | ------ |
| 1      | 1      | 2      | 3      | 4      | 5      | 6      | 7      |
| 2      | 8      | 9      | 10     | 11     | 12     | 13     | 14     |
| 3      | 15     | 16     | 17     | 18     | 19     | 20     | 21     |
| 4      | 22     | 23     | 24     | 25     | 26     | 27     | 28     |
| 5      | 29     | 30     | 31     |        |        |        |        |

| Februar | Februar | Februar | Februar | Februar | Februar | Februar | Februar |
| Kw      | Mo      | Di      | Mi      | Do      | Fr      | Sa      | So      |
| ------- | ------- | ------- | ------- | ------- | ------- | ------- | ------- |
| 5       |         |         |         | 1       | 2       | 3       | 4       |
| 6       | 5       | 6       | 7       | 8       | 9       | 10      | 11      |
| 7       | 12      | 13      | 14      | 15      | 16      | 17      | 18      |
| 8       | 19      | 20      | 21      | 22      | 23      | 24      | 25      |
| 9       | 26      | 27      | 28      |         |         |         |         |

| März | März | März | März | März | März | März | März |
| Kw   | Mo   | Di   | Mi   | Do   | Fr   | Sa   | So   |
| ---- | ---- | ---- | ---- | ---- | ---- | ---- | ---- |
| 9    |      |      |      | 1    | 2    | 3    | 4    |
| 10   | 5    | 6    | 7    | 8    | 9    | 10   | 11   |
| 11   | 12   | 13   | 14   | 15   | 16   | 17   | 18   |
| 12   | 19   | 20   | 21   | 22   | 23   | 24   | 25   |
| 13   | 26   | 27   | 28   | 29   | 30   | 31   |      |

| April | April | April | April | April | April | April | April |
| Kw    | Mo    | Di    | Mi    | Do    | Fr    | Sa    | So    |
| ----- | ----- | ----- | ----- | ----- | ----- | ----- | ----- |
| 13    |       |       |       |       |       |       | 1     |
| 14    | 2     | 3     | 4     | 5     | 6     | 7     | 8     |
| 15    | 9     | 10    | 11    | 12    | 13    | 14    | 15    |
| 16    | 16    | 17    | 18    | 19    | 20    | 21    | 22    |
| 17    | 23    | 24    | 25    | 26    | 27    | 28    | 29    |
| 18    | 30    |       |       |       |       |       |       |

| Mai | Mai | Mai | Mai | Mai | Mai | Mai | Mai |
| Kw  | Mo  | Di  | Mi  | Do  | Fr  | Sa  | So  |
| --- | --- | --- | --- | --- | --- | --- | --- |
| 18  |     | 1   | 2   | 3   | 4   | 5   | 6   |
| 19  | 7   | 8   | 9   | 10  | 11  | 12  | 13  |
| 20  | 14  | 15  | 16  | 17  | 18  | 19  | 20  |
| 21  | 21  | 22  | 23  | 24  | 25  | 26  | 27  |
| 22  | 28  | 29  | 30  | 31  |     |     |     |

| Juni | Juni | Juni | Juni | Juni | Juni | Juni | Juni |
| Kw   | Mo   | Di   | Mi   | Do   | Fr   | Sa   | So   |
| ---- | ---- | ---- | ---- | ---- | ---- | ---- | ---- |
| 22   |      |      |      |      | 1    | 2    | 3    |
| 23   | 4    | 5    | 6    | 7    | 8    | 9    | 10   |
| 24   | 11   | 12   | 13   | 14   | 15   | 16   | 17   |
| 25   | 18   | 19   | 20   | 21   | 22   | 23   | 24   |
| 26   | 25   | 26   | 27   | 28   | 29   | 30   |      |

| Juli | Juli | Juli | Juli | Juli | Juli | Juli | Juli |
| Kw   | Mo   | Di   | Mi   | Do   | Fr   | Sa   | So   |
| ---- | ---- | ---- | ---- | ---- | ---- | ---- | ---- |
| 26   |      |      |      |      |      |      | 1    |
| 27   | 2    | 3    | 4    | 5    | 6    | 7    | 8    |
| 28   | 9    | 10   | 11   | 12   | 13   | 14   | 15   |
| 29   | 16   | 17   | 18   | 19   | 20   | 21   | 22   |
| 30   | 23   | 24   | 25   | 26   | 27   | 28   | 29   |
| 31   | 30   | 31   |      |      |      |      |      |

| August | August | August | August | August | August | August | August |
| Kw     | Mo     | Di     | Mi     | Do     | Fr     | Sa     | So     |
| ------ | ------ | ------ | ------ | ------ | ------ | ------ | ------ |
| 31     |        |        | 1      | 2      | 3      | 4      | 5      |
| 32     | 6      | 7      | 8      | 9      | 10     | 11     | 12     |
| 33     | 13     | 14     | 15     | 16     | 17     | 18     | 19     |
| 34     | 20     | 21     | 22     | 23     | 24     | 25     | 26     |
| 35     | 27     | 28     | 29     | 30     | 31     |        |        |

| September | September | September | September | September | September | September | September |
| Kw        | Mo        | Di        | Mi        | Do        | Fr        | Sa        | So        |
| --------- | --------- | --------- | --------- | --------- | --------- | --------- | --------- |
| 35        |           |           |           |           |           | 1         | 2         |
| 36        | 3         | 4         | 5         | 6         | 7         | 8         | 9         |
| 37        | 10        | 11        | 12        | 13        | 14        | 15        | 16        |
| 38        | 17        | 18        | 19        | 20        | 21        | 22        | 23        |
| 39        | 24        | 25        | 26        | 27        | 28        | 29        | 30        |

| Oktober | Oktober | Oktober | Oktober | Oktober | Oktober | Oktober | Oktober |
| Kw      | Mo      | Di      | Mi      | Do      | Fr      | Sa      | So      |
| ------- | ------- | ------- | ------- | ------- | ------- | ------- | ------- |
| 40      | 1       | 2       | 3       | 4       | 5       | 6       | 7       |
| 41      | 8       | 9       | 10      | 11      | 12      | 13      | 14      |
| 42      | 15      | 16      | 17      | 18      | 19      | 20      | 21      |
| 43      | 22      | 23      | 24      | 25      | 26      | 27      | 28      |
| 44      | 29      | 30      | 31      |         |         |         |         |

| November | November | November | November | November | November | November | November |
| Kw       | Mo       | Di       | Mi       | Do       | Fr       | Sa       | So       |
| -------- | -------- | -------- | -------- | -------- | -------- | -------- | -------- |
| 44       |          |          |          | 1        | 2        | 3        | 4        |
| 45       | 5        | 6        | 7        | 8        | 9        | 10       | 11       |
| 46       | 12       | 13       | 14       | 15       | 16       | 17       | 18       |
| 47       | 19       | 20       | 21       | 22       | 23       | 24       | 25       |
| 48       | 26       | 27       | 28       | 29       | 30       |          |          |

| Dezember | Dezember | Dezember | Dezember | Dezember | Dezember | Dezember | Dezember |
| Kw       | Mo       | Di       | Mi       | Do       | Fr       | Sa       | So       |
| -------- | -------- | -------- | -------- | -------- | -------- | -------- | -------- |
| 48       |          |          |          |          |          | 1        | 2        |
| 49       | 3        | 4        | 5        | 6        | 7        | 8        | 9        |
| 50       | 10       | 11       | 12       | 13       | 14       | 15       | 16       |
| 51       | 17       | 18       | 19       | 20       | 21       | 22       | 23       |
| 52       | 24       | 25       | 26       | 27       | 28       | 29       | 30       |
| 1        | 31       |          |          |          |          |          |          |

Das Jahr 1979 begann mit der Vertreibung der Roten Khmer aus Kambodscha durch den Einmarsch vietnamesischer Truppen, der schon im Jahr zuvor begonnen hatte.
Danach stand das Jahr im Zeichen des Umsturzes in Iran. Über die Flucht des Schahs und die Rückkehr des schiitischen religiösen Führers Chomeini berichteten die internationalen Medien ausführlich. Aus der Vertreibung des modernisierenden Despoten Mohammad Reza Pahlavi entwickelte sich die „Islamische Revolution“ – die neuen Machthaber gingen auf Konfrontation mit den USA, jener Macht, die das alte Regime am stärksten unterstützt hat. Nach Ausbruch der Revolution floh der Schah außer Landes und begab sich in die USA, wo er sich einer medizinischen Behandlung unterzog. Nach einigem Zögern ließ Präsident Carter den gestürzten Machthaber, zu dem er ein persönliches Naheverhältnis pflegte, einreisen. Der Konflikt gipfelte im November in der Geiselkrise.
In Irans Nachbarland Irak kam im Juli Saddam Hussein innerhalb der regierenden Baath-Partei an die Macht. Die ideologischen Gegensätze zwischen den beiden Ländern traten damit etwa sechs Monate nach Sturz des Schahregimes noch schärfer zutage. Besondere Bedeutung erhielten die Entwicklungen im islamischen Raum dadurch, dass das Jahr 1979 dem Jahr 1400 des islamischen Kalenders entsprach, in dem sich nach Überzeugung vieler Muslime der Mahdi offenbaren und den Beginn der Endzeit einläuten sollte. Diese Vorstellung ließ die Rückkehr Chomeinis in gerade diesem Jahr vielen Muslimen besonders signifikant erscheinen und stellte auch den Hintergrund der Besetzung der Großen Moschee von Mekka am 20. November des Jahres – dem Vorabend des islamischen Neujahrsfestes – dar.
Israel und Ägypten beendeten unter US-amerikanischer Vermittlung ihren seit 1947 andauernden Kriegszustand, erkannten sich gegenseitig an und Israel begann mit dem Rückzug aus der seit 1967 besetzten Sinai-Halbinsel. Bei den britischen Unterhauswahlen vom 3. Mai 1979 gingen die Konservativen als stärkste Partei hervor, Margaret Thatcher wurde neue Premierministerin. Hauptziel ihrer Politik war die Bekämpfung der Inflation, des britischen Handelsbilanzdefizits und die Privatisierung staatlicher Unternehmen. Am 2. Juni 1979 reiste Papst Johannes Paul II. zum ersten Mal in sein Heimatland Polen. Sein Eintreten für die Menschenwürde auf dem Warschauer Siegesplatz setzte ein wesentliches Zeichen auf dem Weg zum Zusammenbruch des Ostblocks.
Mit dem Einmarsch der sandinistischen Truppen in Managua am 19. Juli endete nach 35 Jahren die Diktatur der Somozas über Nicaragua. Die USA unterstützten den Widerstand gegen die neuen Machthaber und so begann zwei Jahre später unter Ronald Reagan der Contra-Krieg. Das am 21. Dezember in London unterzeichnete Lancaster-House-Abkommen beendete die seit der 1964 ausgesprochenen einseitigen Unabhängigkeitserklärung Rhodesiens andauernde weiße Minderheitsherrschaft und erklärte Simbabwe für unabhängig. In den letzten Tagen des Jahres 1979 begann mit der Landung sowjetischer Truppen in Kabul die sowjetische Intervention in Afghanistan.

## Ereignisse
- 1979 ist Internationales Jahr des Kindes

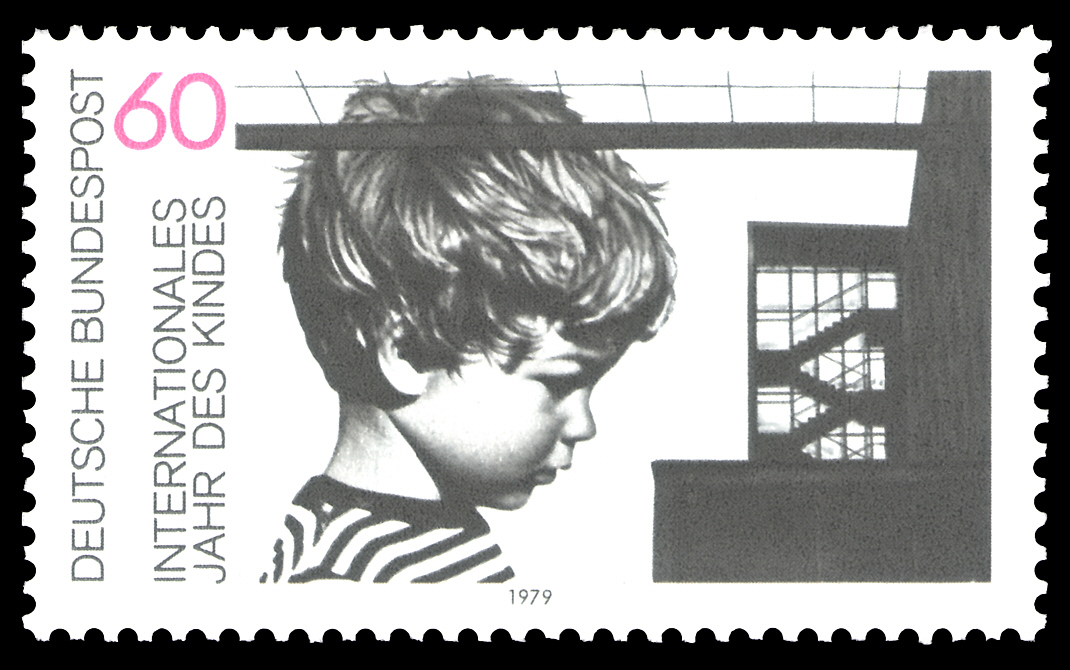
Briefmarke der Deutschen Bundespost
Briefmarke der Deutschen Post der DDR

### Politik

#### Januar

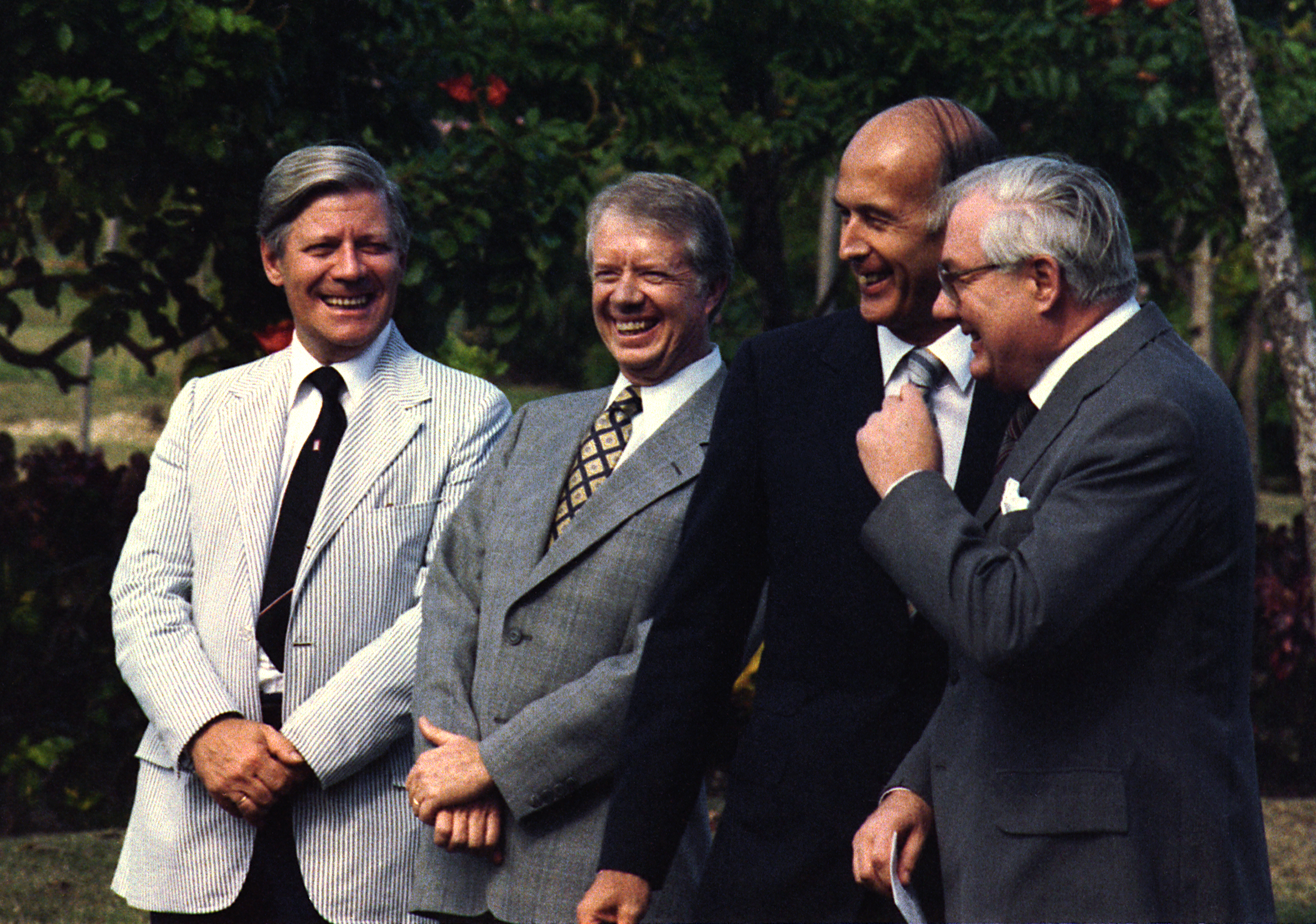
Helmut Schmidt, Jimmy Carter, Valéry Giscard d’Estaing und James Callaghan auf der Konferenz von Guadeloupe im Jänner 1979

- 1. Januar: Die USA und die Volksrepublik China nehmen diplomatische Beziehungen auf. Die diplomatischen Beziehungen zu Taiwan werden abgebrochen.
- 1. Januar: Hans Hürlimann wird neuer Bundespräsident der Schweiz.
- 1. Januar: Österreich und Ungarn heben die Visumpflicht im Reiseverkehr auf.
- 1. Januar: Auslösung des Kantons Jura aus dem Kanton Bern
- 7. Januar: Die vietnamesische Armee nimmt die kambodschanische Hauptstadt Phnom Penh ein und beendet damit die Herrschaft der Roten Khmer.
- 8. Januar: In der Akte von Montevideo akzeptieren Argentinien und Chile die päpstliche Vermittlung im Beagle-Konflikt.
- 9. Januar: Dominica wird Mitglied in der UNESCO.
- 10. Januar: Die Volksrepublik Kampuchea wird gegründet, nachdem vietnamesische Truppen die Roten Khmer von der Macht vertrieben haben. Heng Samrin fungiert als neues Staatsoberhaupt.
- 16. Januar: Schah Mohammad Reza Pahlavi verlässt Iran.

#### Februar
- 1. Februar: der Ajatollah Chomeini kehrt nach 15 Jahren im Exil wieder nach Iran zurück.
- 11. Februar: Der iranische Premierminister Schapur Bachtiar wird gestürzt. Die am 5. Februar 1979 von Chomeini eingesetzte Gegenregierung von Mehdi Bāzargān übernimmt die Regierungsgeschäfte.
- 17. Februar: Chinesische Invasion Nordvietnams
- 20. Februar: Die Cassis-de-Dijon-Entscheidung wird vom Europäischen Gerichtshof verkündet.

#### März
- 1. März: In Schottland und Wales finden Referenden über die Einrichtung von regionalen gewählten Versammlungen bzw. Parlamenten statt. Während das Referendum in Schottland zwar angenommen wird, aber an zu geringer Wahlbeteiligung scheitert, lehnen die Wähler in Wales den Plan im Referendum in Wales mit großer Mehrheit ab.
- 2. März: Die Regierung Albaniens erklärt den Ausnahmezustand.
- 16. März: Am 16. und 17. März gründen rund 500 Delegierte von AUD und anderen Initiativen zur Europawahl das Listenbündnis Die Grünen.
- 26. März: Unterzeichnung des Israelisch-Ägyptischen Friedensvertrages (Camp David I).
- 31. März: Abzug der letzten britischen Truppen von Malta.

#### April
- 1. April: Ajatollah Chomeini ruft die Islamische Republik Iran aus.
- 2. April: Der Rat der EWG verabschiedet die Vogelschutzrichtlinie. Vogelfallen aller Art werden darin verboten und die Einrichtung von Vogelschutzgebieten den Mitgliedsstaaten zur Pflicht gemacht.
- 4. April: Seeverkehrsvertrag zwischen der Bundesrepublik Deutschland und Brasilien
- 7. April: Der nach der Islamischen Revolution verhaftete langjährige Ministerpräsident Amir Abbas Hoveyda wird im Iran nach seinem Todesurteil auf dem Weg zur Hinrichtung erschossen.
- 10. April: Die Vereinigten Staaten regeln im Taiwan Relations Act die künftigen staatlichen Kontakte mit Taipeh. Dies ist durch die zu Jahresbeginn erfolgte Aufnahme diplomatischer Beziehungen mit der Volksrepublik China und deren Ein-China-Politik erforderlich.
- 11. April: Die Bundesrepublik Deutschland schließt ein Wirtschaftsabkommen mit Ägypten.
- 27. April: Auf einer Konferenz in Hamburg wird das Internationale Übereinkommen zur Seenotrettung (SAR-Übereinkommen von 1979) verabschiedet. Es soll die Rettung von Menschen in Seenot unabhängig vom Unfallort durch eine Seenotrettungsorganisation sicherstellen.

#### Mai

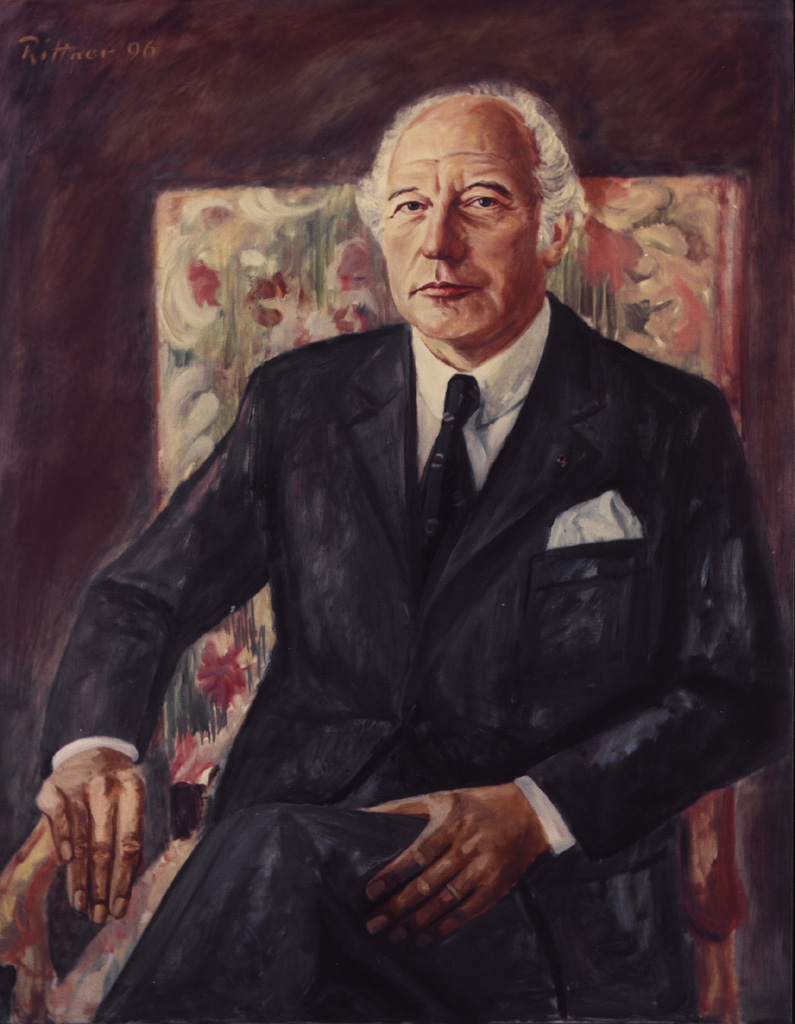
Walter Scheel (1996), der Vorgänger von Karl Carstens (→ 23. Mai)

- 1. Mai: Dänemark entlässt Grönland in die Selbstverwaltung.
- 3. Mai: Bei der Britischen Unterhauswahl erhält die Conservative Party 43,9 % der Stimmen und 339 der 646 Sitze im Unterhaus.
- 4. Mai: Margaret Thatcher wird von Königin Elisabeth II. zur neuen britischen Premierministerin ernannt. Sie folgt damit James Callaghan (Labour).
- 6. Mai: Nationalratswahl in Österreich. Die SPÖ mit Bundeskanzler Kreisky erhält 51,0 Prozent der Stimmen und 95 der 183 Sitze im Nationalrat. Kreisky bildet kurz darauf sein viertes Kabinett.
- 10. Mai: Die vier Staaten im von den USA verwalteten Treuhandgebiet Pazifische Inseln ratifizieren sowohl eine Verfassung für das neue Gemeinwesen Föderierte Staaten von Mikronesien als auch einen Assoziierungsvertrag mit den USA, die den militärischen Schutz des Gebietes übernehmen. Am 3. November 1986 tritt seine Unabhängigkeit in Kraft.
- 23. Mai: Wahl des deutschen Bundespräsidenten: Karl Carstens (CDU) wird zum Bundespräsidenten gewählt.
- 28. Mai: Der Beitrittsvertrag mit Griechenland zur europäischen Gemeinschaft (EG) wird unterzeichnet.

#### Juni

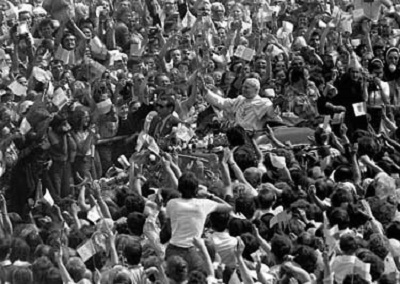
Die erste Reise von Papst Johannes Paul II. in sein Heimatland Polen

- 2. Juni–10. Juni: Papst Johannes Paul II. unternimmt seine 1. Apostolische Reise nach Polen.
- im Juni erste allgemeine Wahlen der 410 Mitglieder zum Europäischen Parlament
- 2. Juni: Der zweite Uganda-Tansania-Krieg geht zu Ende, den Ugandas Truppen unter Befehl des Diktators Idi Amin verlieren.
- 10. Juni: In den Mitgliedsstaaten der Europäischen Gemeinschaft werden nach der ersten Direktwahl der Abgeordneten für das Europaparlament die am 7. und 10. Juni abgegebenen Stimmen ausgezählt.
- 18. Juni: In Wien unterschreiben Generalsekretär Leonid Breschnew für die UdSSR und US-Präsident Jimmy Carter die SALT-II-Verträge zur Begrenzung der nuklear-strategischen Waffensysteme beider Staaten. Der US-Senat verweigert später die Ratifizierung des Vertragswerkes.
- 25. Juni: Auf Alexander Haig, den NATO-Oberbefehlshaber in Europa, wird am Morgen von der RAF ein Mordanschlag in Belgien verübt, der misslingt.
- 26. Juni: Die Bundesrepublik Deutschland und Tuvalu nehmen diplomatische Beziehungen auf.

#### Juli
- 3. Juli: Franz Josef Strauß wird Kanzlerkandidat der CDU/CSU für die Bundestagswahl 1980. Er setzt sich in einer Fraktionsabstimmung gegen Ernst Albrecht mit 135 zu 102 Stimmen durch.
- 3. Juli: Der Deutsche Bundestag beschließt, bei Mord und Völkermord die Verjährung endgültig aufzuheben.
- 12. Juli: Kiribati wird unabhängig von Großbritannien.
- 16. Juli: Der irakische Präsident Ahmad Hasan al-Bakr tritt zurück und Saddam Hussein wird sein Nachfolger.
- 19. Juli: Nicaraguanische Revolution
- 31. Juli: In Hessen wird mit Tagesablauf nach 31-monatiger Existenz die künstlich geschaffene Großstadt Lahn wegen anhaltender Ablehnung der Bevölkerung aufgelöst. Am 1. August entstehen wieder die alten Städte Gießen und Wetzlar sowie drei frühere Gemeinden.

#### August
- 3. August: Äquatorialguinea: Militärputsch, Verurteilung und Hinrichtung des gestürzten Präsidenten
- 11. August: In Nigeria finden die ersten Wahlen nach 14 Jahren von Bürgerkrieg und Militärdiktaturen statt. Es gewinnt Shehu Shagari.
- 13. August: Die Cap Anamur erreicht das Südchinesische Meer und nimmt die ersten vietnamesischen Flüchtlinge auf. Es ist der Beginn einer 7-jährigen Rettungsaktion, bei der über 11.000 Flüchtlinge vor dem Ertrinken und dem Hungertod gerettet werden.
- 19. August: Nach der vietnamesischen Invasion in Kambodscha verurteilt ein Tribunal der unter Heng Samrin gebildeten provisorischen Regierung die Rote-Khmer-Führer Pol Pot und Ieng Sary wegen Verbrechen gegen die Menschlichkeit und Massenmord zum Tod. Das Urteil bleibt für beide folgenlos.
- 23. August: Die iranische Armee beginnt mit der Bombardierung kurdischer Städte. Am 23. August wird Sakez, am 1. September Bokan, am 2. September Piranschar, am 3. September Mahabad und am 6. September Sardascht angegriffen.
- 26. August: Die Bildung einer gemeinsamen Aktionsfront assamesischer Organisationen markiert den äußeren Beginn der Assam-Bewegung.
- 27. August: Bei einem Bombenanschlag der IRA auf seine Yacht sterben Louis Mountbatten, 1. Earl Mountbatten of Burma und drei weitere Menschen.

#### September
- 6. September: Mit Chemikalien experimentierende Kinder lösen in Hamburg ein Explosionsunglück aus. Ein Kind stirbt, zwei werden verletzt. Die Stoffe hatten sie sich vom Firmenareal der Chemischen Fabrik Stoltzenberg besorgt. Sofort einsetzende Untersuchungen decken den zweiten Stoltzenberg-Skandal auf, der behördliche Mängel vor Augen führt.
- 14. September: Afghanistan, Amin stürzt Präsident Taraki.
- 16. September: Der afghanische Staatschef Nur Muhammad Taraki tritt zurück.

Flagge von St. Lucia (Version von 1979)

- 18. September: St. Lucia wird Mitglied der Vereinten Nationen.
- 20. September: Durch einen Putsch gegen den in Libyen weilenden Kaiser Jean-Bédel Bokassa wird das Zentralafrikanische Kaiserreich abgeschafft und die Zentralafrikanische Republik wiederhergestellt. Neuer Machthaber ist David Dacko, der zwei Jahre später zum Präsidenten gewählt wird.
- 22. September: Ungeklärtes Phänomen, vielleicht Atomexplosion südlich Afrikas (auch als Vela-Zwischenfall bekannt)

#### Oktober
- 1. Oktober: Zweiter Anlauf Nigerias zur Demokratie seit seiner Unabhängigkeit, Beginn der Zweiten Republik.
- 7. Oktober: Die Bremer Grüne Liste erhält als erste grüne Partei Mandate in einem Landesparlament und zieht mit vier Abgeordneten in die Bremische Bürgerschaft ein.
- 25. Oktober: Die spanischen Regionen Katalonien und Baskenland werden eingeschränkt autonom.
- 27. Oktober: In der Karibik wird der Inselstaat St. Vincent und die Grenadinen unabhängig.

#### November
- 4. November: Geiselnahme in der US-amerikanischen Botschaft in Teheran. Gefordert wird die Auslieferung des ehemaligen Schahs an Iran.
- 20. November: In Mekka wird die Große Moschee von Bewaffneten besetzt, die tausende Geiseln nehmen. Die Besetzer verlangen den Sturz des saudischen Regimes und den Stopp von Erdöllieferungen an die Vereinigten Staaten.
- 22. November: Abkommen über technische Zusammenarbeit zwischen der Bundesrepublik Deutschland und Ruanda

#### Dezember
- 4. Dezember: Die Rebellion in Mekka wird von der saudischen Armee mit Hilfe einer französischen Antiterroreinheit niedergeschlagen. 63 Rebellen werden später in Saudi-Arabien öffentlich enthauptet.
- 12. Dezember: NATO-Doppelbeschluss zur Nachrüstung von Atomwaffen
- 18. Dezember: Die Vereinten Nationen verabschieden das Übereinkommen zur Beseitigung jeder Form von Diskriminierung der Frau.

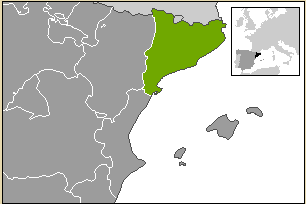
Katalonien

- 18. Dezember: Mit der Unterschrift des spanischen Königs Juan Carlos wird der Autonomiestatus der Region Katalonien nach 40 Jahren wiederhergestellt.
- 22. Dezember: Mit der Gewährung weitreichender Autonomie für die baskischen Provinzen durch die spanische Regierung endet offiziell der über zehnjährige Bürgerkrieg im Baskenland.
- 27. Dezember: Sowjetische Invasion in Afghanistan. Präsident Hafizullah Amin wird ermordet und Babrak Karmal neuer Präsident.

### Wissenschaft und Technik
- 12.–23. Februar: Erste Weltklimakonferenz in Genf

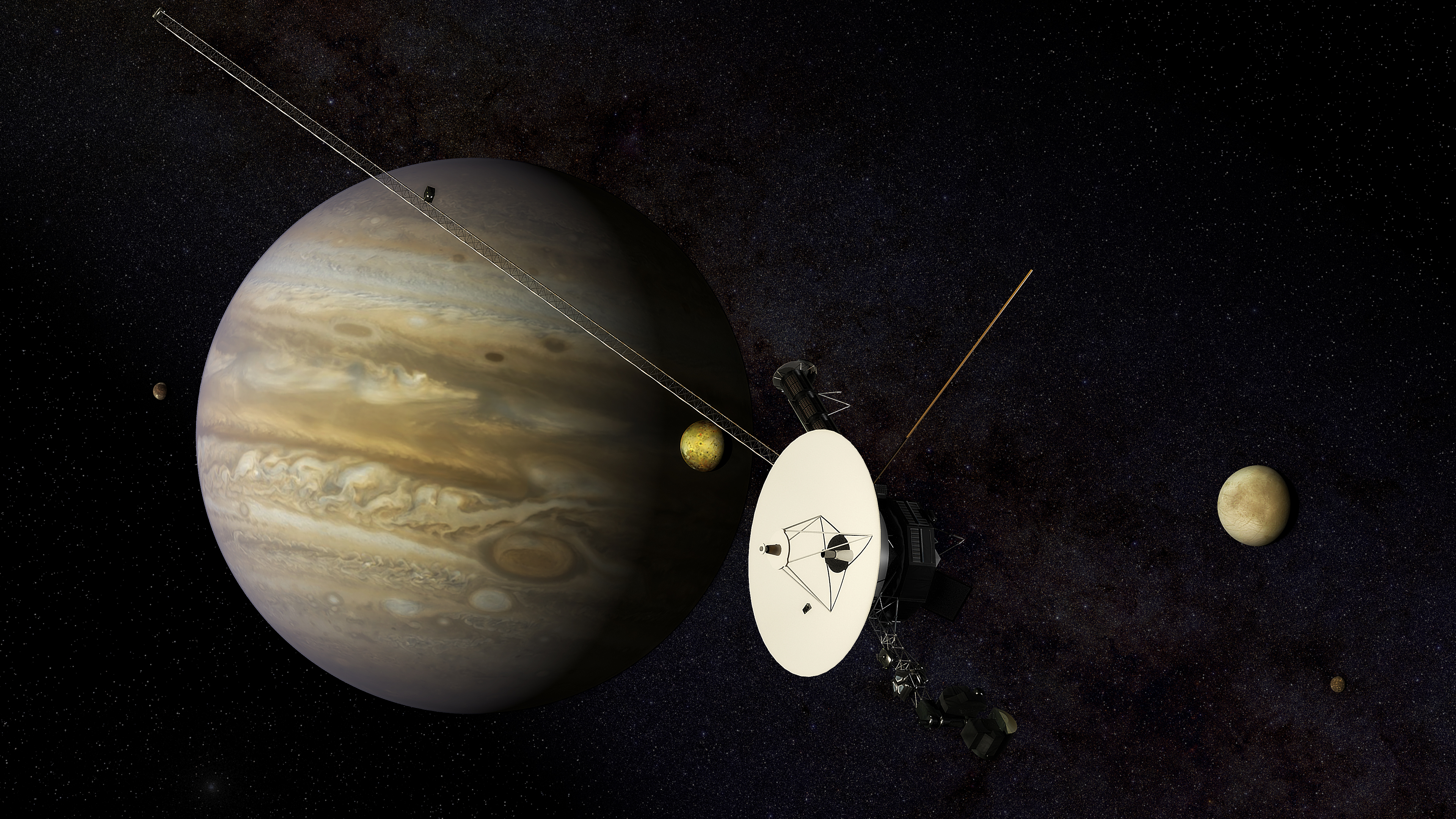
Voyager und Jupiter

- 5. März: Die amerikanische Raumsonde Voyager 1 fliegt am Jupiter vorbei und liefert viele Fotos des Planeten und seiner Monde.
- 9. Juli: Die amerikanische Raumsonde Voyager 2 fliegt am Jupiter vorbei und liefert viele Fotos des Planeten und seiner Monde.

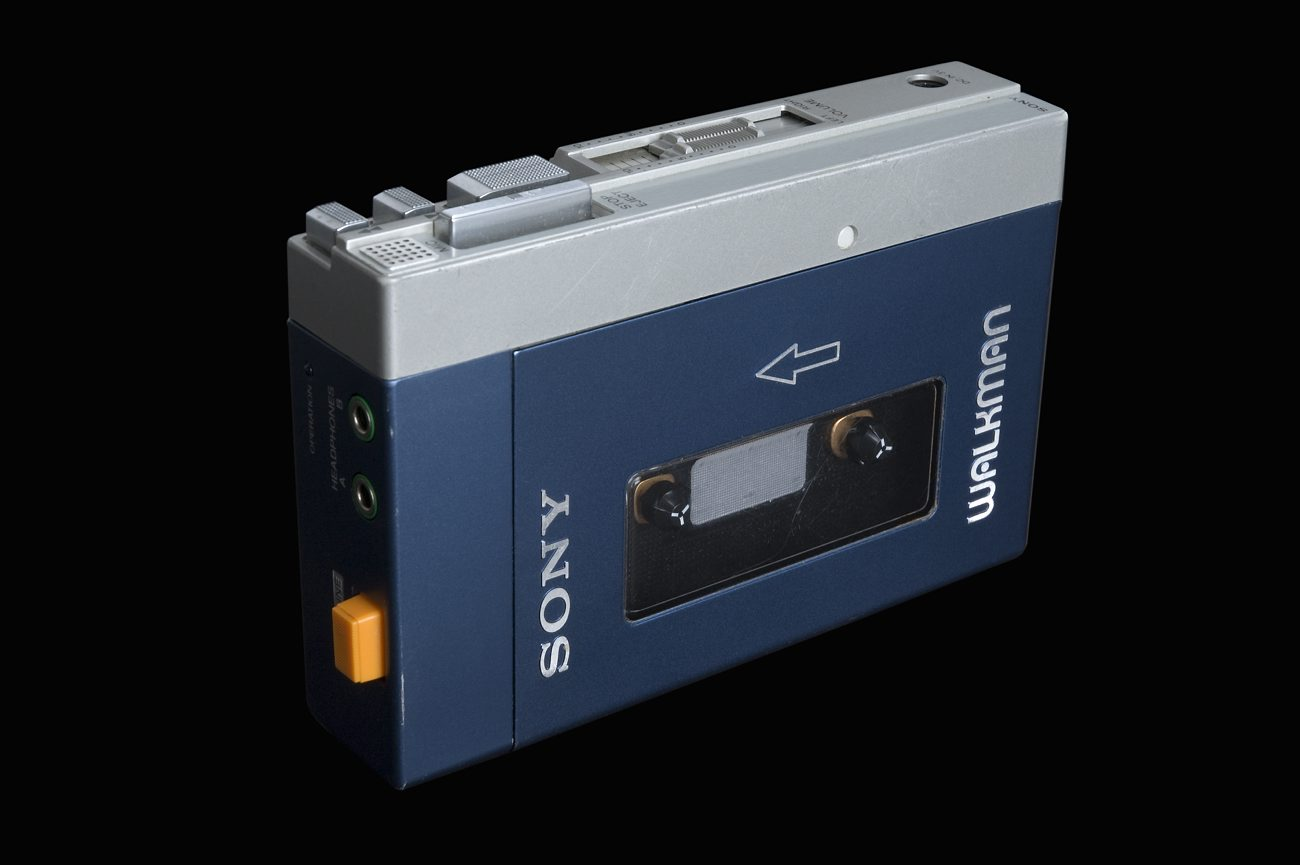
Sony Walkman TPS-L2

- 1. Juli Das japanische Unternehmen Sony kommt mit dem weltweit ersten Walkman namens TPS-L2 auf den Markt.
- 11. Juli: Die Raumstation Skylab verglüht in der Atmosphäre.
- 1. September: Die Raumsonde Pioneer 11 fliegt am Saturn vorbei.
- 16. September: Zwei Familien gelingt mit einem selbstgebauten Heißluftballon eine spektakuläre Ballonflucht aus der DDR in die Bundesrepublik Deutschland.
- 25. Oktober: Der letzte aus Holz gebaute Sendeturm der DDR in Golm wird wegen Baufälligkeit gesprengt.
- 24. Dezember: Die europäische Trägerrakete Ariane 1 hat ihren erfolgreichen Erstflug vom Weltraumbahnhof Guayana.
- Lucasischer Lehrstuhl für Mathematik der Universität Cambridge wird mit dem Physiker Stephen Hawking besetzt.
- offizielle Untersuchung der Bleigehalte von Milchzähnen der sogenannten Bleikinder

### Wirtschaft
- 13. März: Das Europäische Währungssystem (EWS) tritt in Kraft.
- 3. Juli: Doppelbesteuerungsabkommen zwischen der Bundesrepublik Deutschland und Elfenbeinküste

Logo des US-Sport-Fernsehsenders ESPN

- 7. September: Der nur Sportprogramme ausstrahlende Fernsehsender ESPN startet im Kabelfernsehnetz in den Vereinigten Staaten seine erste Sendung.
- 13. September: Doppelbesteuerungsabkommen zwischen der Bundesrepublik Deutschland und Sri Lanka
- 13. November: Nach einem elf Monate und zwölf Tage währenden Streik erscheint die britische Tageszeitung The Times wieder.
- 23. Dezember: Mit der Seilbahn auf das Klein Matterhorn wird in Zermatt die höchstgelegene Seilbahn Europas in Betrieb genommen.
- Metaller streiken für 35-Stunden-Woche
- Gründung des US-amerikanischen Wirtschaftsmagazins Inc.

### Kultur
- 8. März: Uraufführung der Kammeroper Jakob Lenz von Wolfgang Rihm an der Staatsoper in Hamburg
- Mai: Eröffnung des Museo del Fin del Mundo
- 21. Mai: Elton John gibt als erster westlicher Popstar ein Konzert in der Sowjetunion in Leningrad. Insgesamt hat er bis zum 28. Mai acht Auftritte in Leningrad und Moskau.
- 6. Juli: Uraufführung der ersten ostdeutschen Rockoper Rosa Laub am Volkstheater Rostock
- 29. August: Kulturabkommen zwischen der Bundesrepublik Deutschland und Costa Rica. In Kraft seit dem 21. Mai 1981
- 29. August: Kulturabkommen zwischen der Bundesrepublik Deutschland und Jordanien. In Kraft seit dem 5. Februar 1981
- 22. Oktober: Die Felskirchen von Iwanowo in Bulgarien werden von der UNESCO zum Weltkulturerbe erklärt.
- 24. Oktober: Kulturabkommen zwischen der Bundesrepublik Deutschland und China. In Kraft seit dem 29. August 1980
- 19. November: Eckart Witzigmanns Aubergine erhält – als erstes Restaurant Deutschlands – drei Sterne im Guide Michelin.
- 24. November: Uraufführung des Lustspiels „Leonce und Lena“ von Paul Dessau in Ost-Berlin.
- 15. Dezember: Bei einer Partie Scrabble entsteht bei Scott Abbott und Chris Haney in Montreal die Idee, selbst ein eigenes Brettspiel zu entwickeln. Die Grundkonzeption von Trivial Pursuit wird geboren.
- 27. Dezember: Beginn der Erstausstrahlung der Puppenspielserie Hallo Spencer
- Beginn des Aufbaus des Fränkischen Freilandmuseums Bad Windsheim
- Eröffnung des Wilhelm-Hack-Museums Ludwigshafen
- erstmalige Vergabe des Pritzker-Preises
- Erstausgabe der Zeitschrift Art – Das Kunstmagazin
- Gründung der Künstlergruppe Normal
- Gründung der Künstlergruppe Mülheimer Freiheit
- Gründung des Internationalen Figurentheaterfestivals in Erlangen
- Gründung des Gostner Hoftheaters in Nürnberg.
- Die Universal Corrective Map of the World des Australiers Stuart McArthur erscheint erstmals. Es ist eine nach Süden ausgerichtete Weltkarte.

### Gesellschaft

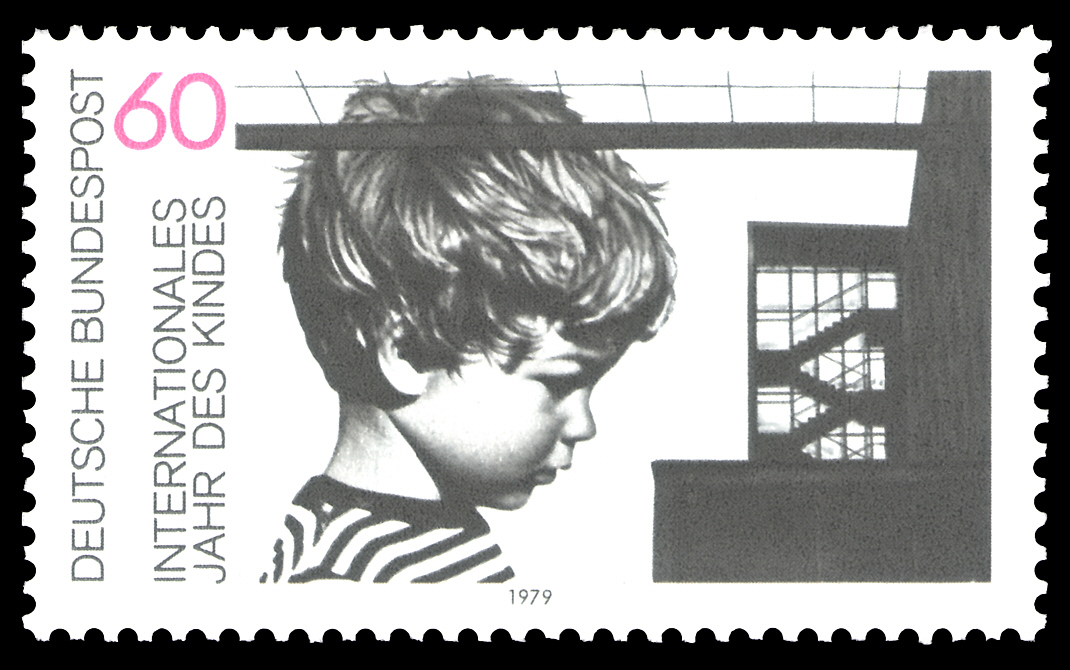
Briefmarke der Deutschen Bundespost (1979): Internationales Jahr des Kindes

- 9. Januar: Anlässlich des Internationalen Jahres des Kindes treten die Bee Gees beim Konzert für UNICEF mit ihrem Titel Too Much Heaven auf. Dessen gesamte weltweit erzielten Tantiemen vermacht die Gruppe dem Kinderhilfswerk der Vereinten Nationen.

### Religion
- 15. April: In der apostolischen Konstitution Sapientia Christiana erlässt Papst Johannes Paul II. eine die kirchlichen Universitäten und Fakultäten betreffende Ordnung.
- 20. November: Der österreichische Bundespräsident Rudolf Kirchschläger eröffnet das Islamische Zentrum Wien, das die erste Moschee in Österreich beherbergt.

### Sport
Einträge von Leichtathletik-Weltrekorden siehe unter der jeweiligen Disziplin unter Leichtathletik.
- 21. Januar bis 7. Oktober: Austragung der 30. Formel-1-Weltmeisterschaft
- 23. März: Larry Holmes gewinnt seinen Boxkampf und Weltmeistertitel im Schwergewicht gegen Ossie Ocasio im Hilton Hotel, Las Vegas, Nevada, USA, durch technischen K. o.
- 23. Mai: Borussia Mönchengladbach wird zum 2. Male nach 1975 UEFA-Cup-Sieger gegen Roter Stern Belgrad
- 9. Juni: Der Hamburger SV wird deutscher Fußballmeister.
- 22. Juni: Larry Holmes gewinnt seinen Boxkampf und Weltmeistertitel im Schwergewicht gegen Mike Weaver im Madison Square Garden, New York, USA, durch technischen K. o.
- 23. Juni: Die West Indies gewinnen den zweiten Cricket World Cup in England, indem sie im Finale England mit 92 Runs besiegen.

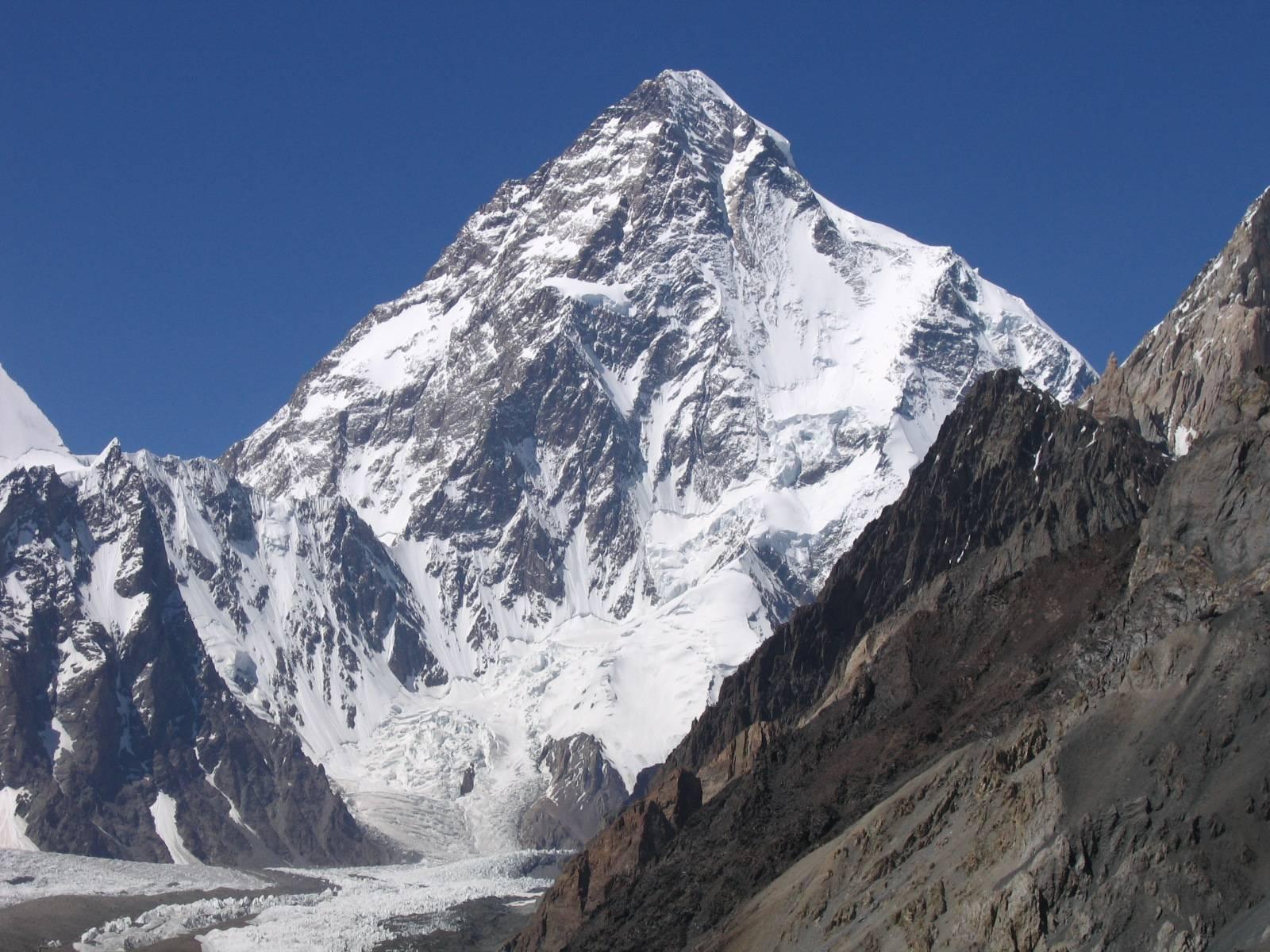
Berg K2

- 12. Juli: Die Bergsteiger Reinhold Messner und Michael Dacher erreichen ohne Sauerstoffgeräte den Gipfel des K2, des zweithöchsten Berges der Welt im Karakorum.
- 9. September: Jody Scheckter (Südafrika) wird als erster Afrikaner Formel-1-Weltmeister.
- 6. Oktober: erste Bestenermittlung (Meisterschaft) im DDR-Frauenfußball in Templin
- 28. September: Larry Holmes gewinnt seinen Boxkampf und Weltmeistertitel im Schwergewicht gegen Earnie Shavers im Caesars Palace, Las Vegas, Nevada, USA, durch technischen K. o.
- 10. November: Das erste Endspiel in der American-Football-Geschichte in Deutschland findet statt. Die Frankfurter Löwen besiegen in der German Football League die Ansbach Grizzlies mit 14:8.
- Mittelmeerspiele in Split, Jugoslawien

### Katastrophen
- 6. Februar: In der Bremer Rolandmühle löst ein Kabelbrand die gewaltigste Staubexplosion durch Mehlstaub in der deutschen Geschichte aus. 14 Tote, 17 zum Teil schwer Verletzte und ein Sachschaden von umgerechnet etwa 50 Millionen Euro sind die Folge.
- 18. März: Bei einer Methangasexplosion in Golborne (Großbritannien) sterben zehn Menschen.[1]

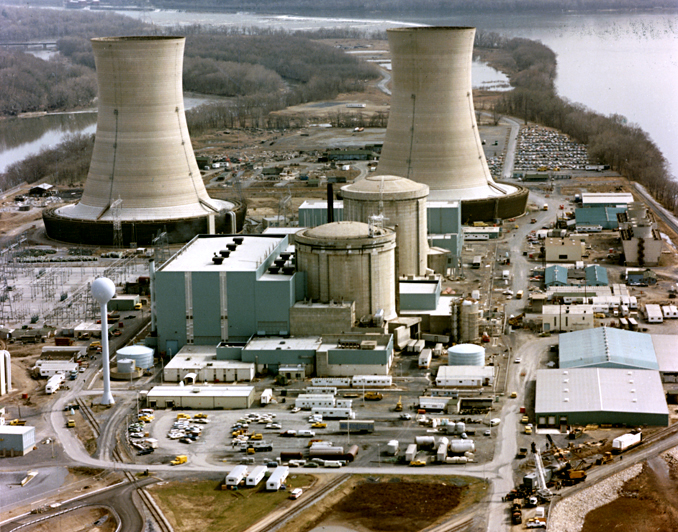
Kernkraftwerk Three Mile Island mit verunfallten Reaktorteil im Vordergrund

- 28. März: Harrisburg, Pennsylvania, USA. Auf Three Mile Island ereignet sich der bis dahin schwerste Zwischenfall in einem Kernkraftwerk, als es im Reaktorblock 2 zu einer partiellen Kernschmelze kommt, in deren Verlauf ca. ein Drittel des Reaktorkerns fragmentiert wurde oder schmolz.
- 15. April: Erdbeben in Montenegro, Jugoslawien, über 100 Tote, auch in Albanien.
- 25. Mai: Chicago, Illinois, USA. Ein Verkehrsflugzeug vom Typ McDonnell Douglas DC-10 der American Airlines verliert während des Starts vom Chicago O’Hare International Airport ein Triebwerk und stürzt 30 Sekunden später ab. Alle 271 Menschen an Bord sowie zwei am Boden sterben.
- 3. Juni: Schweres Unglück auf der Ölbohrplattform Sedco 135F an der Explorationsbohrung Ixtoc I (Blowout)
- 19. Juli: Der Zusammenstoß der beiden Tanker Atlantic Empress und Aegean Captain vor der Insel Tobago löst eine Ölpest durch auslaufendes Rohöl aus. Bei der mit einem ausbrechenden Brand verbundenen Kollision sterben 29 Seeleute.
- 11. August: Im indischen Bundesstaat Gujarat ereignet sich bei der Stadt Morvi ein Bruch der Machhu-II-Talsperre nach schweren Regenfällen. Die ausströmenden Wassermassen der Stauanlage kosten zwischen 2.000 und 2.500 Menschen das Leben. Unwetter und Stürme in jener Zeit verursachen in dieser Region etwa 30.000 Tote insgesamt.
- 26. November: Jidda, Saudi-Arabien. Eine Boeing 707 der Pakistan International Airlines, voll besetzt mit Pilgern aus Mekka, stürzt kurz nach dem Start ab. Alle 156 Menschen an Bord sterben.
- 28. November: Mount Erebus, Antarktis. Eine neuseeländische McDonnell Douglas DC-10 prallt auf Air-New-Zealand-Flug 901 gegen den Mount Erebus. Alle 257 Insassen sterben
- Erdbeben zerstört die Stadt Tabas in Iran, 129 Tote
- Ein Hurrikan verwüstet Karibische Staaten, ca. 1.400 Tote
- Erdbeben in Iran. ca. 1.000 Tote
- Erdbeben in Nord-Ost-Iran, ca. 300 Tote

## Geboren

### Januar
- 01. Januar: Vidya Balan, indische Schauspielerin
- 01. Januar: Brody Dalle, australische Sängerin und Gitarristin
- 01. Januar: Ingo Kindervater, deutscher Badmintonspieler
- 01. Januar: Dingko Singh, indischer Boxer († 2021)
- 02. Januar: Allessa, österreichische Schlagersängerin
- 02. Januar: Knut Andreas, deutscher Musikwissenschaftler und Dirigent
- 02. Januar: Danny Meiners, deutscher Metallbaumeister und Politiker
- 03. Januar: Alexander Schippel, deutscher Fotograf und Fotojournalist
- 04. Januar: Fábio Bilica, brasilianischer Fußballspieler
- 04. Januar: Drag-On, US-amerikanischer Rapper

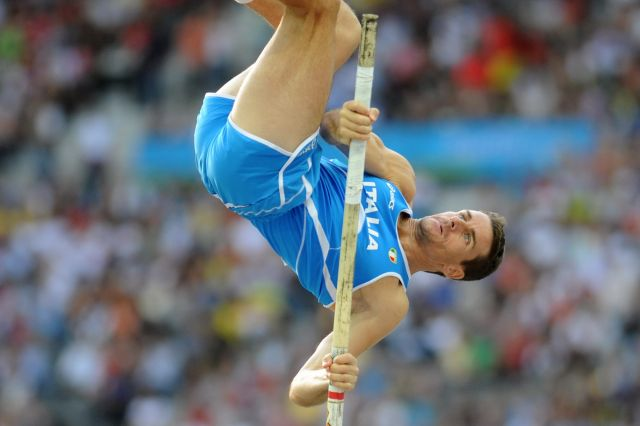
Giuseppe Gibilisco

- 05. Januar: Giuseppe Gibilisco, italienischer Leichtathlet
- 05. Januar: Håvard Klemetsen, norwegischer Nordisch Kombinierer
- 05. Januar: Inna Suslina, russische Handballspielerin
- 05. Januar: Blanca Soto, mexikanische Schauspielerin
- 06. Januar: Aleš Pajovič, slowenischer Handballspieler
- 06. Januar: Souad Aït Salem, algerische Langstreckenläuferin
- 06. Januar: Robert Cvek, tschechischer Schachgroßmeister
- 07. Januar: Zdeněk Klauda, tschechischer Komponist und Musikwissenschaftler
- 07. Januar: Aloe Blacc, US-amerikanischer Sänger

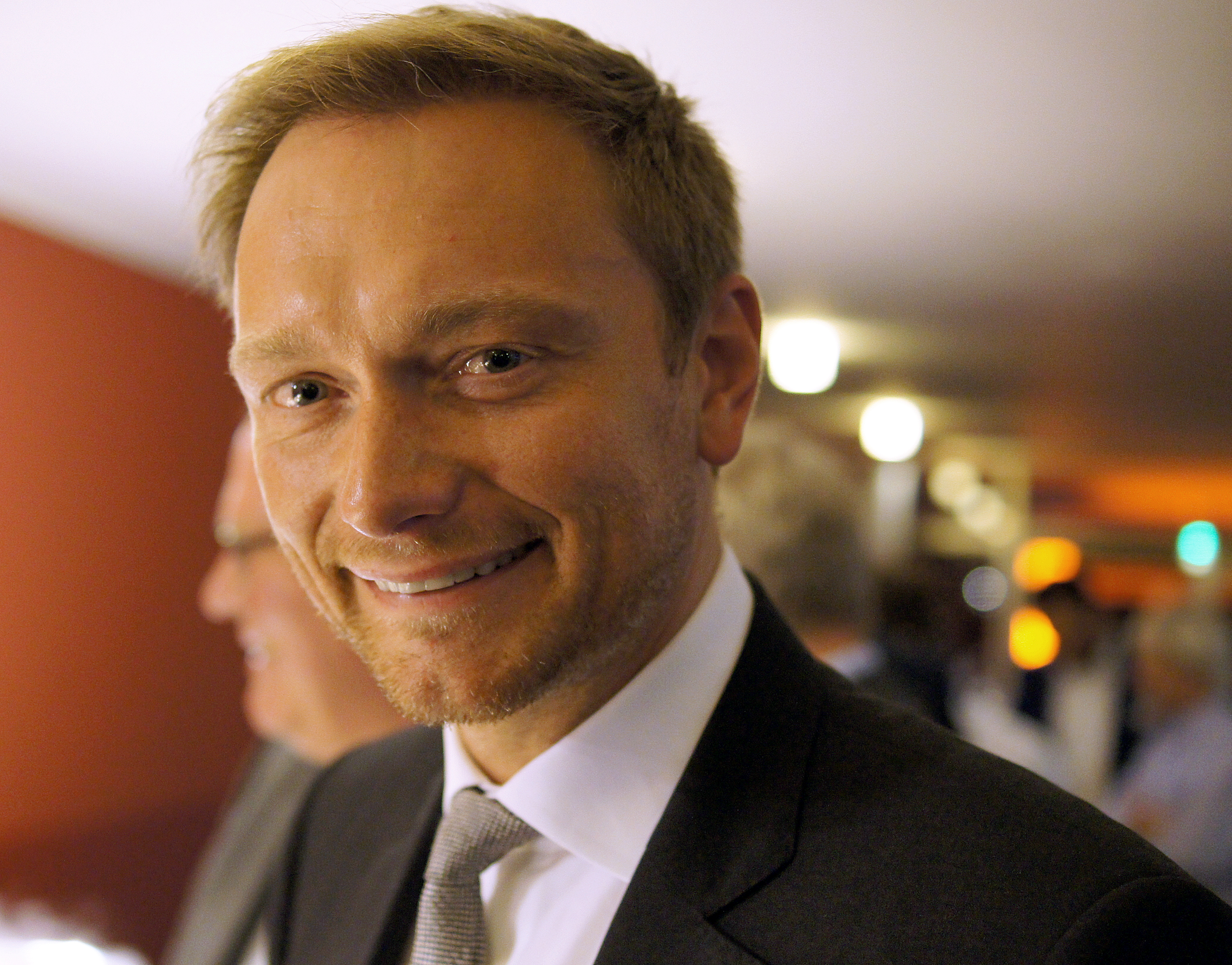
Christian Lindner, 2013

- 07. Januar: Christian Lindner, deutscher Politiker
- 07. Januar: Ricardo Maurício, brasilianischer Automobilrennfahrer
- 08. Januar: Simon Colosimo, australischer Fußballspieler
- 08. Januar: Birte Hanusrichter, deutsche Schauspielerin
- 08. Januar: Stipe Pletikosa, kroatischer Fußballspieler
- 08. Januar: Sarah Polley, kanadische Schauspielerin
- 09. Januar: Raúl Alonso, spanischer Handballtrainer
- 09. Januar: Markus Larsson, schwedischer Skirennläufer
- 09. Januar: Markus Jocher, deutscher Eishockeyspieler
- 09. Januar: Peter Žonta, slowenischer Skispringer
- 10. Januar: Maximilian Brückner, deutscher Schauspieler
- 10. Januar: Carmine Coppola, ehemaliger italienischer Fußballspieler
- 10. Januar: Francesca Piccinini, italienische Volleyballspielerin
- 10. Januar: Björn Rupprecht, deutscher Handballspieler und Handballtrainer
- 11. Januar: Marvin van der Pluijm,  ehemaliger niederländischer Radrennfahrer
- 11. Januar: Kari Mette Johansen, norwegische Handballspielerin
- 12. Januar: Marián Hossa, ehemaliger slowakischer Eishockeyspieler
- 12. Januar: David Zabriskie, US-amerikanischer Radfahrer
- 13. Januar: Thomas Aeschi, Schweizer Politiker
- 13. Januar: Leonhard Mahlich, deutscher Synchronsprecher
- 13. Januar: Mirosław Spiżak, polnischer Fußballspieler
- 13. Januar: Joko Winterscheidt, deutscher Fernsehmoderator
- 14. Januar: Angela Lindvall, US-amerikanisches Model und Schauspielerin
- 14. Januar: Soprano, französischer Rapper
- 15. Januar: Sascha Göpel, deutscher Schauspieler
- 15. Januar: Michael Neumayer, deutscher Skispringer
- 15. Januar: Aubree Miller,  ehemalige US-amerikanische Schauspielerin
- 16. Januar: Aaliyah, US-amerikanische Rhythm-and-Blues-Sängerin († 2001)
- 16. Januar: Chas Barstow, englischer Dartspieler
- 16. Januar: Václav Skuhravý, tschechischer Eishockeyspieler
- 16. Januar: Lisa Jane Weightman,  australische Langstreckenläuferin
- 17. Januar: Sabine Aichhorn, österreichische bildende Künstlerin und Designerin
- 17. Januar: Ricardo Cabanas, Schweizer Fußballspieler
- 17. Januar: Silvia Maleen, österreichische Schauspielerin
- 17. Januar: Sandra Quadflieg, deutsche Schauspielerin
- 18. Januar: Paulo Ferreira, portugiesischer Fußballspieler
- 18. Januar: Leo Varadkar, irischer Politiker und Ministerpräsident
- 19. Januar: Swetlana Chorkina, russische Turnerin
- 19. Januar: Boris Schommers, deutscher Fußballtrainer
- 19. Januar: Wiley, britischer Rapper
- 20. Januar: Yasser al-Habib, kuwaitischer Geistlicher
- 20. Januar: Emiliano Bonazzoli, italienischer Fußballspieler
- 20. Januar: Paulo César, brasilianischer Fußballspieler
- 20. Januar: Alexander Müller, deutscher Automobilrennfahrer
- 20. Januar: Will Young, britischer Sänger
- 21. Januar: Élodie Navarre, französische Schauspielerin
- 21. Januar: Sebastian Schindzielorz, deutscher Fußballspieler
- 22. Januar: Julia Seeliger, deutsche Journalistin
- 22. Januar: Viliame Toma, fidschianischer Fußballspieler
- 23. Januar: Nils Jørgen Kaalstad, norwegischer Schauspieler und Musiker
- 23. Januar: Benjamín Noval, spanischer Radsportler
- 23. Januar: Dawn Porter, britische Fernsehjournalistin, Moderatorin, Schauspielerin und Autorin
- 24. Januar: Tatyana Ali, US-amerikanische Schauspielerin und Sängerin
- 24. Januar: Marco Schmitz, deutscher Politiker
- 25. Januar: Kasime Adilo, äthiopischer Marathonläufer
- 25. Januar: Jonathan Rivera Vieco, spanischer Handballspieler
- 26. Januar: Vital Julian Frey, schweizerischer Cembalist
- 26. Januar: Sara Rue, US-amerikanische Schauspielerin
- 27. Januar: Niki Drozdowski, deutscher Filmregisseur und Drehbuchautor
- 27. Januar: Delphine Py, französische Triathletin
- 28. Januar: Ali Boulala, schwedischer Skateboarder
- 28. Januar: Angelique Cabral, US-amerikanische Schauspielerin
- 28. Januar: Radek Duda, tschechischer Eishockeyspieler

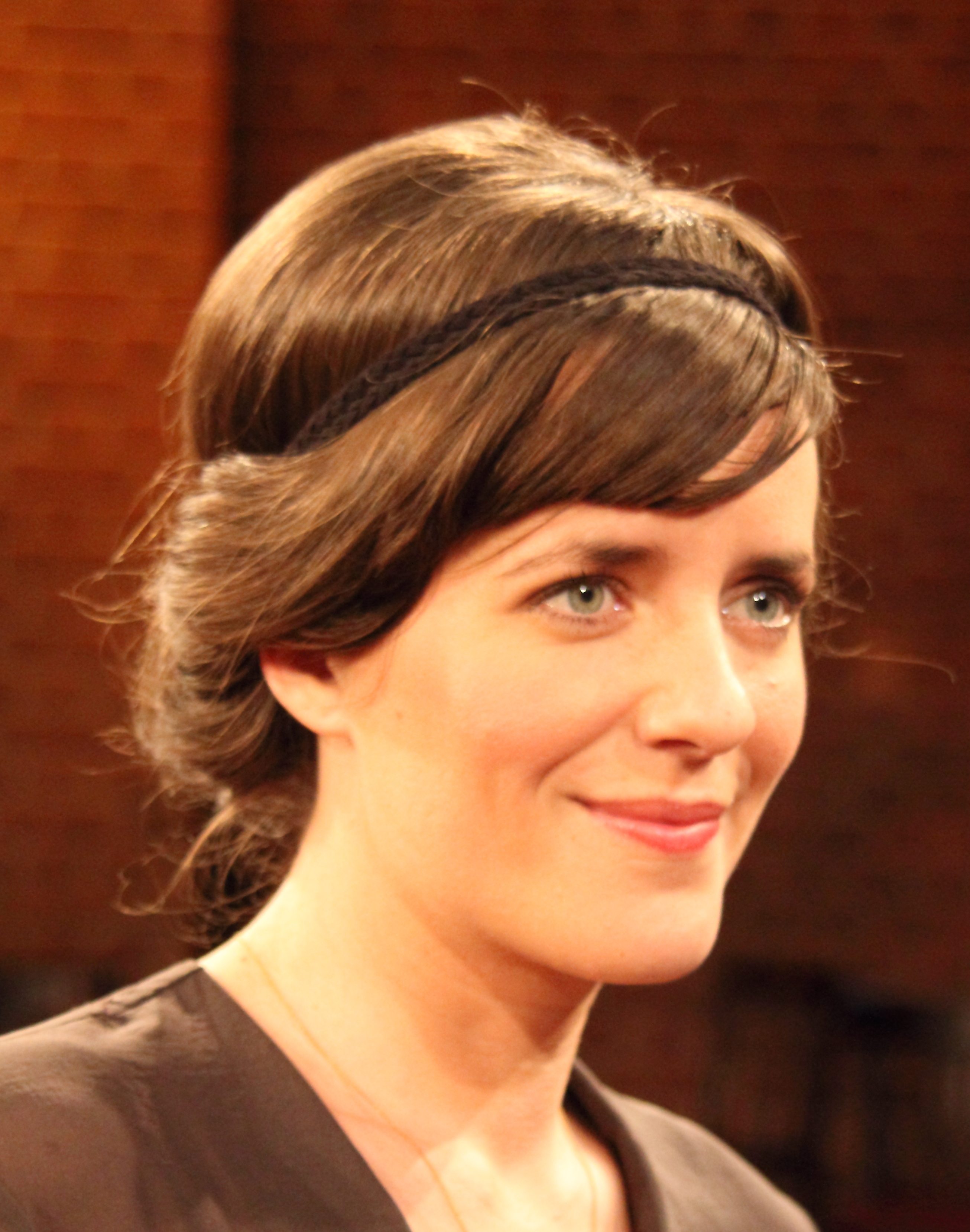
Sarah Kuttner, 2012

- 29. Januar: Sarah Kuttner, deutsche Fernsehmoderatorin
- 29. Januar: Vinzenz Kiefer, deutscher Schauspieler
- 30. Januar: Raphael Schäfer, deutscher Fußballspieler
- 30. Januar: Davide Simoncelli, italienischer Skirennläufer
- 31. Januar: Fərid Abbasov, aserbaidschanischer Schachspieler und -trainer
- 31. Januar: Brahim Asloum, französischer Boxer und Olympiasieger
- 31. Januar: Bartosz Jurecki, polnischer Handballspieler und -trainer
- 31. Januar: Felix Sturm, deutscher Boxer
- 31. Januar: Jenny Wolf, deutsche Eisschnellläuferin

### Februar

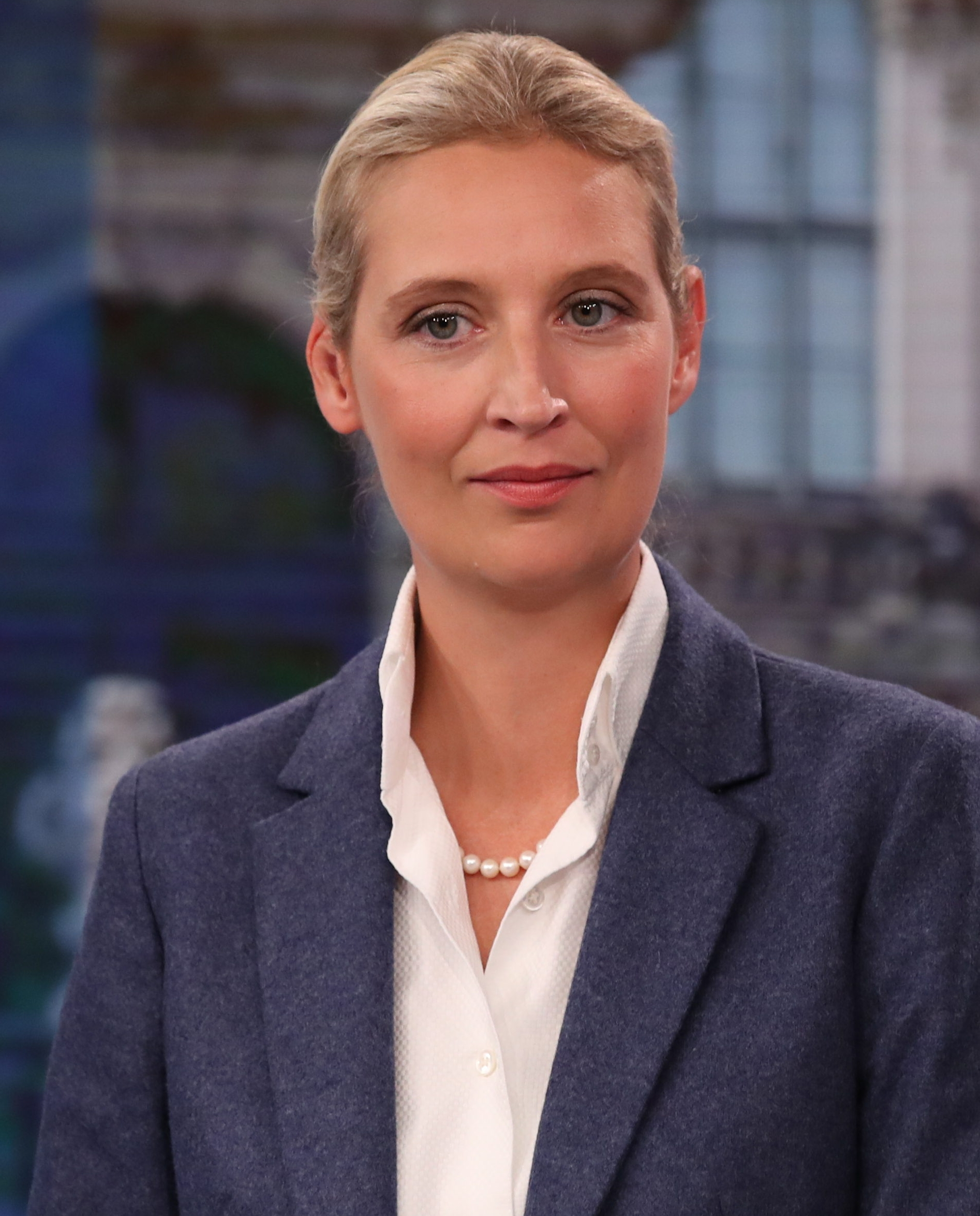
Alice Weidel, 2019

- 01. Februar: Juan, brasilianischer Fußballspieler
- 01. Februar: Aino-Kaisa Saarinen, finnische Skilangläuferin
- 02. Februar: Urmo Aava, estnischer Rallyefahrer
- 02. Februar: Sandy Casar, französischer Radrennsportler
- 02. Februar: Faní Chalkiá, griechische Hürdenläuferin und Olympiasiegerin
- 02. Februar: Tomasz Emil Rudzik, deutscher Regisseur
- 03. Februar: Marie Zielcke, deutsche Schauspielerin
- 04. Februar: Franziska Mascheck, deutsche Politikerin (SPD)
- 04. Februar: Giorgio Pantano, italienischer Automobilrennfahrer
- 05. Februar: Mirko Hrgović, bosnischer Fußballspieler
- 06. Februar: Kristy Augustin, deutsche Politikerin
- 06. Februar: Wolodymyr Bileka, ukrainischer Radrennfahrer
- 06. Februar: Ilka Held, deutsche Handballspielerin
- 06. Februar: Simonida Selimović, österreichische Schauspielerin und Regisseurin
- 06. Februar: Alice Weidel, deutsche Volkswirtin und Politikerin
- 07. Februar: Daniel Bierofka, deutscher Fußballspieler
- 07. Februar: Florian Eckert, deutscher Skirennläufer
- 07. Februar: Meike Freitag, deutsche Schwimmerin
- 08. Februar: Denisa Chládková, tschechische Tennisspielerin
- 08. Februar: Sebastian Seitner, deutscher Handballspieler
- 09. Februar: Zhang Ziyi, chinesische Filmschauspielerin
- 09. Februar: Ana Đokić, montenegrinische Handballspielerin
- 09. Februar: David Gray, englischer Snooker-Spieler
- 09. Februar: Irina Sluzkaja, russische Eiskunstläuferin
- 10. Februar: Joey Hand, US-amerikanischer Automobilrennfahrer
- 10. Februar: Johan Harstad, norwegischer Schriftsteller
- 10. Februar: Ross Powers, US-amerikanischer Snowboardfahrer
- 11. Februar: Andrea Guyer, Schweizer Schauspielerin
- 11. Februar: Brandy Norwood, US-amerikanische Sängerin und Schauspielerin
- 12. Februar: Christina Athenstädt, deutsche Schauspielerin
- 12. Februar: Jesse Spencer, australischer Schauspieler
- 13. Februar: Therese Bengtsson, schwedische Handballspielerin
- 13. Februar: Anders Behring Breivik, norwegischer Attentäter
- 13. Februar: Rafael Márquez, mexikanischer Fußballspieler
- 13. Februar: Mena Suvari, US-amerikanische Schauspielerin
- 14. Februar: Michael Jurack, deutscher Judoka
- 14. Februar: Laura Waller, kanadische Computerwissenschaftlerin und Hochschullehrerin
- 15. Februar: Ohenewa Akuffo, kanadische Ringerin
- 15. Februar: Rüdiger Maas, deutscher Psychologe, Unternehmensberater und Buchautor
- 16. Februar: Johann Martel, deutscher Politiker
- 16. Februar: Noé Reinhardt, französischer Gitarrist
- 16. Februar: Peter Smrek, slowakischer Eishockeyspieler
- 16. Februar: Valentino Rossi, italienischer Motorradrennfahrer und mehrfacher Weltmeister
- 17. Februar: Cara Black, simbabwische Tennisspielerin
- 17. Februar: Alexander Naumann, deutscher Schachspieler
- 17. Februar: Karel Sedláček, tschechischer Dartspieler
- 18. Februar: Marlène Meyer-Dunker, deutsche Schauspielerin
- 18. Februar: Michael Kauter, Schweizer Degenfechter
- 19. Februar: Steven Cherundolo, US-amerikanischer Fußballspieler
- 19. Februar: Tina Pepper, deutsche Filmmusikkomponistin
- 20. Februar: Michael Zegen, US-amerikanischer Schauspieler
- 20. Februar: Marie-Ange Kramo, französische Fußballspielerin
- 21. Februar: Nathalie Dechy, französische Tennisspielerin
- 21. Februar: Jennifer Love Hewitt, US-amerikanische Schauspielerin und Sängerin
- 21. Februar: Carly Colon, puerto-ricanischer Wrestler
- 21. Februar: Zaur Tağızadə, aserbaidschanischer Fußballspieler
- 22. Februar: Brett Emerton, australischer Fußballspieler
- 22. Februar: Débora Falabella, brasilianische Schauspielerin und Sängerin
- 22. Februar: Christina Hecke, deutsche Schauspielerin
- 23. Februar: Peninah Jerop Arusei, kenianische Langstreckenläuferin
- 23. Februar: Magdalena Ogórek, polnische Historikerin
- 24. Februar: Andreas Ballnus, deutscher Gitarrist
- 24. Februar: Christian Ried, deutscher Automobilrennfahrer und Unternehmer
- 25. Februar: Ricardo Anaya Cortés,  mexikanischer Rechtsanwalt und Politiker (PAN)
- 25. Februar: Virginie Dedieu, französische Synchronschwimmerin
- 25. Februar: Jake La Furia, italienischer Rapper
- 26. Februar: Asko Kase, estnischer Filmregisseur
- 26. Februar: Martina Schwarzmann, deutsche Kabarettistin
- 27. Februar: Adriana Campos, kolumbianische Schauspielerin († 2015)
- 27. Februar: Andreas Voss,  deutscher Fußballspieler
- 28. Februar: Sébastien Bourdais, französischer Automobilrennfahrer
- 28. Februar: Sander van Doorn, niederländischer DJ und Musikproduzent
- 28. Februar: Simon Krätschmer, deutscher Fernsehmoderator
- 28. Februar: Primož Peterka, slowenischer Skispringer
- 28. Februar: Hélder Rodrigues, portugiesischer Endurorennfahrer
- 28. Februar: Stefan Wessels, deutscher Fußballspieler

### März
- 01. März: Stefan Frühbeis, deutscher Fußballspieler
- 01. März: Lise Risom Olsen, norwegische Schauspielerin
- 02. März: Damien Duff, irischer Fußballer
- 02. März: Daniela Piedade, brasilianische Handballspielerin
- 03. März: Anton Weste, deutscher Roman- und Spieleautor
- 04. März: Ryan Ariehaan, indonesischer Radrennfahrer
- 05. März: Philip Giebler, US-amerikanischer Automobilrennfahrer
- 05. März: Tang Gonghong, chinesische Gewichtheberin
- 05. März: Youssef Mokhtari, marokkanischer Fußballspieler
- 05. März: Lars Krogh Jeppesen, dänischer Handballspieler
- 05. März: Funda Rosenland, deutsche Schauspielerin
- 06. März: Tim Howard, US-amerikanischer Fußball-Torwart
- 06. März: Aaron Scott, britischer Automobilrennfahrer
- 07. März: Ricky Rosselló, puerto-ricanischer Politiker
- 08. März: Apathy, US-amerikanischer Rapper
- 08. März: Shola Ama, britische Sängerin
- 08. März: Verónica Cuadrado, spanische Handballspielerin
- 08. März: Quincy Detenamo, nauruischer Gewichtheber
- 09. März: Tomas Johansson, schwedischer Snowboarder
- 09. März: Melina Perez, US-amerikanische Wrestlerin
- 10. März: Alexander Khuon, deutscher Schauspieler
- 11. März: Joanne Peters, australische Fußballspielerin
- 11. März: Elton Brand, US-amerikanischer Basketballspieler
- 11. März: Benji Madden, US-amerikanischer Gitarrist und Background Sänger der Band 'Good Charlotte'
- 11. März: Joel Madden, US-amerikanischer Sänger der Band 'Good Charlotte'
- 12. März: Denise Amann, österreichische Autorin und Fernsehköchin
- 12. März: Rhys Coiro, US-amerikanischer Schauspieler

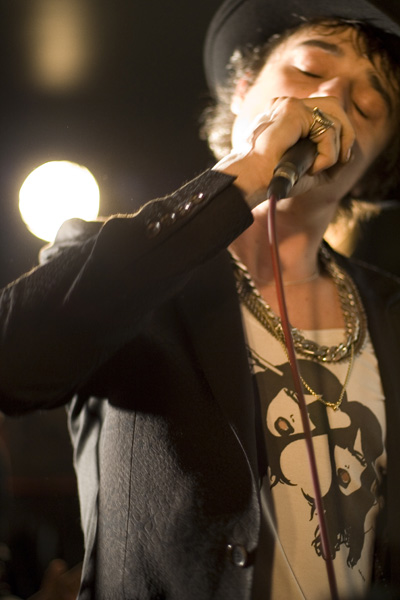
Pete Doherty

- 12. März: Pete Doherty, britischer Rockmusiker
- 12. März: Enrico Kern, deutscher Fußballspieler
- 12. März: Annika Kipp, deutsche Moderatorin
- 12. März: Tim Wieskötter, deutscher Kanute
- 13. März: Jens Filbrich, deutscher Skilangläufer
- 13. März: Jeannette Götte, deutsche Fußballspielerin
- 13. März: Christoph Meineke, deutscher Politiker, Bürgermeister
- 13. März: Johan Santana, venezolanischer Baseballspieler
- 14. März: Nicolas Anelka, französischer Fußballspieler
- 14. März: Arsenio Cabungula, angolanischer Fußballspieler
- 14. März: Gao Ling, chinesische Badmintonspielerin, Weltmeisterin und Olympiasiegerin
- 14. März: Sead Ramović, bosnisch-herzegowinischer Fußballspieler
- 15. März: Céline Amaudruz, Schweizer Politikerin
- 16. März: Tyler Arnason, kanadisch-US-amerikanischer Eishockeyspieler
- 16. März: Edison Méndez, ecuadorianischer Fußballspieler
- 16. März: Ronny Liesche, deutscher Handballtrainer und Handballspieler
- 17. März: Coco Austin, US-amerikanische Schauspielerin und Model
- 17. März: Stephen Kramer Glickman, US-amerikanischer Schauspieler und Stand-up-Comedian
- 17. März: Million Wolde, äthiopischer Leichtathlet
- 18. März: Danneel Ackles, US-amerikanische Schauspielerin
- 18. März: Anja Knauer, deutsche Schauspielerin

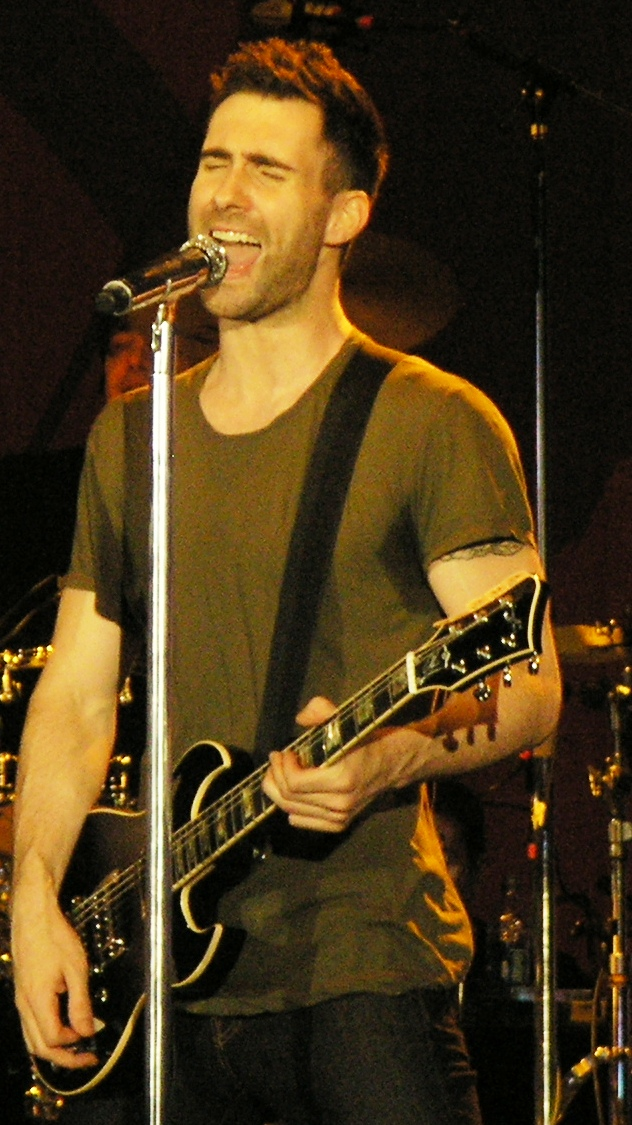
Adam Levine, 2007

- 18. März: Adam Levine, US-amerikanischer Sänger, Maroon 5 & NBC The Voice
- 19. März: Ion Belaustegui, spanischer Handballspieler
- 19. März: Franco Brienza, italienischer Fußballspieler
- 19. März: Bruno Bruni junior, belgisch-italienischer Schauspieler
- 19. März: Catalina Navarro Kirner, deutsche Schauspielerin
- 19. März: Ivan Ljubičić, kroatischer Tennisspieler
- 20. März: Freema Agyeman, britische Schauspielerin
- 20. März: Valdas Trakys, litauischer Fußballspieler
- 21. März: Daniel Arnefjord, schwedischer Fußballspieler
- 22. März: Sandra Ahrabian, deutsche Moderatorin
- 22. März: Aldo Duscher, österreichisch-argentinischer Fußballspieler
- 22. März: Silvano Beltrametti, Schweizer Skirennfahrer
- 23. März: Johannes Anyuru, schwedischer Schriftsteller und Poet
- 24. März: Adam Andretti, US-amerikanischer Automobilrennfahrer
- 24. März: Bibiana Steinhaus, deutsche Fußballschiedsrichterin
- 25. März: Muriel Hurtis-Houairi, französische Leichtathletin
- 25. März: Bekim Kastrati, albanischer Fußballspieler
- 25. März: S. Vijayalakshmi, indische Schachspielerin
- 26. März: Roberto Garza, US-amerikanischer American-Football-Spieler
- 26. März: Martin Kaps, deutscher Schauspieler († 2021)
- 26. März: Nacho Novo, spanischer Fußballspieler
- 26. März: Manuel Rubey, österreichischer Sänger, Schauspieler und Kabarettist
- 27. März: Ilona Brokowski, deutsche Synchronsprecherin
- 28. März: Kim Adler, deutscher Schauspieler, Moderator und Reporter
- 28. März: Anneke Dürkopp, deutsche Fernsehmoderatorin
- 28. März: Dennie Klose, deutscher Fernsehmoderator

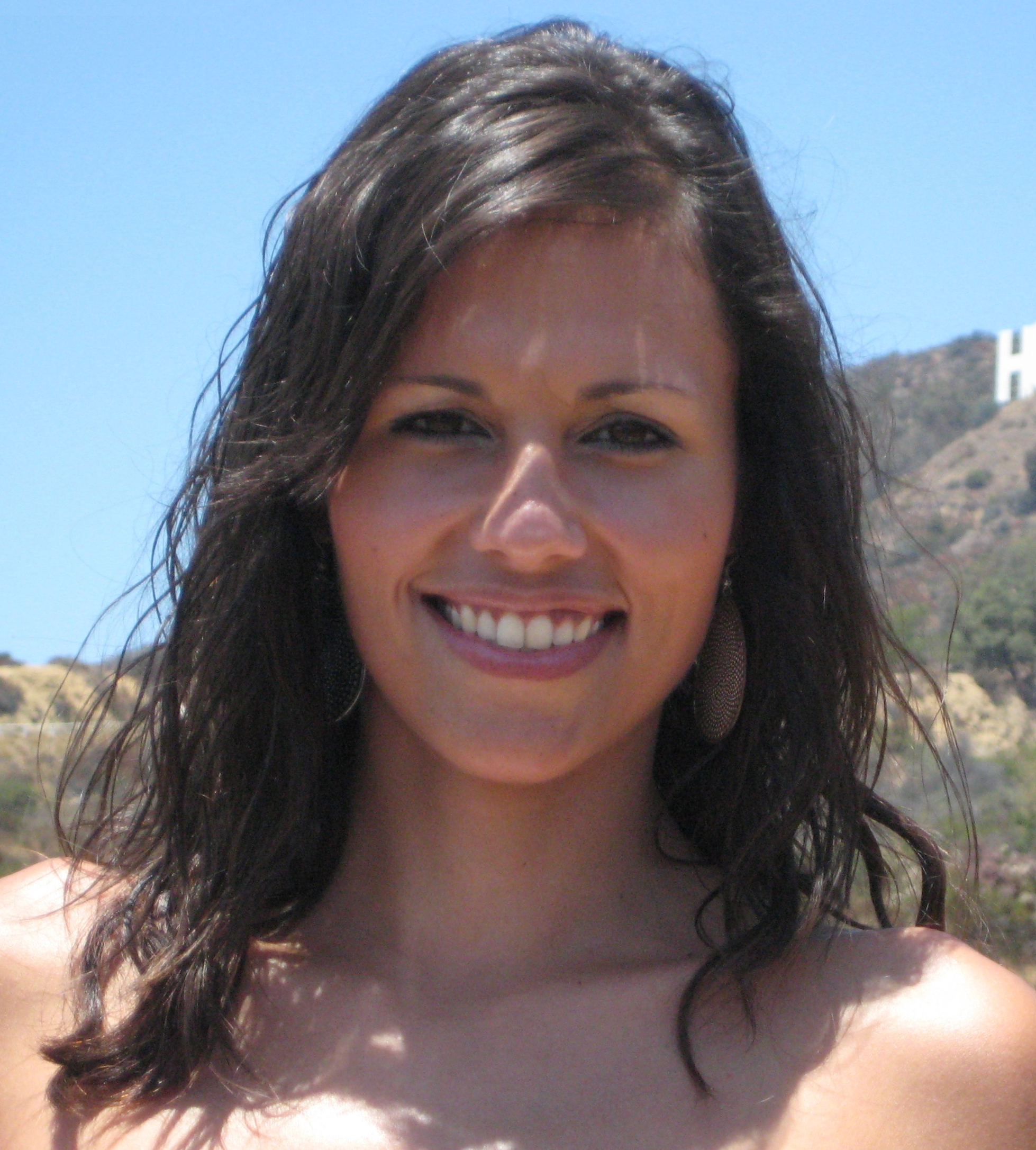
Estela Giménez

- 29. März: Estela Giménez, spanische Turnerin
- 29. März: Qin Liang, chinesische Fußballschiedsrichterin
- 30. März: Elinton Andrade, brasilianischer Fußballtorhüter
- 30. März: Thierry Gueorgiou, französischer Orientierungsläufer
- 30. März: Norah Jones, US-amerikanische Sängerin
- 31. März: Danny Invincibile, australischer Fußballspieler
- 31. März: Jonna Mendes, US-amerikanische Skirennläuferin
- 31. März: Benjamin Pratnemer, slowenischer Dartspieler

### April
- 01. April: Alex Antor, andorranischer Skirennläufer
- 01. April: Ivano Balić, kroatischer Handballspieler
- 02. April: Tatjana Arjassowa, russische Langstreckenläuferin
- 02. April: Salar Bahrampoori, Schweizer Moderator und Journalist
- 02. April: Grafite, brasilianischer Fußballspieler
- 02. April: Alexander Koke, deutscher Handballspieler und Handballtrainer
- 02. April: Thomas Mutsch, deutscher Automobilrennfahrer
- 03. April: Aggelis Armenatzoglou, griechischer Bahn- und Straßenradrennfahrer
- 03. April: Živilė Balčiūnaitė, litauische Langstreckenläuferin
- 03. April: Stephan Just, deutscher Handballspieler
- 03. April: Steve Simonsen, englischer Fußballspieler
- 04. April: Ezequiel Alejo Carboni, argentinischer Fußballspieler
- 04. April: Heath Ledger, australischer Filmschauspieler († 2008)

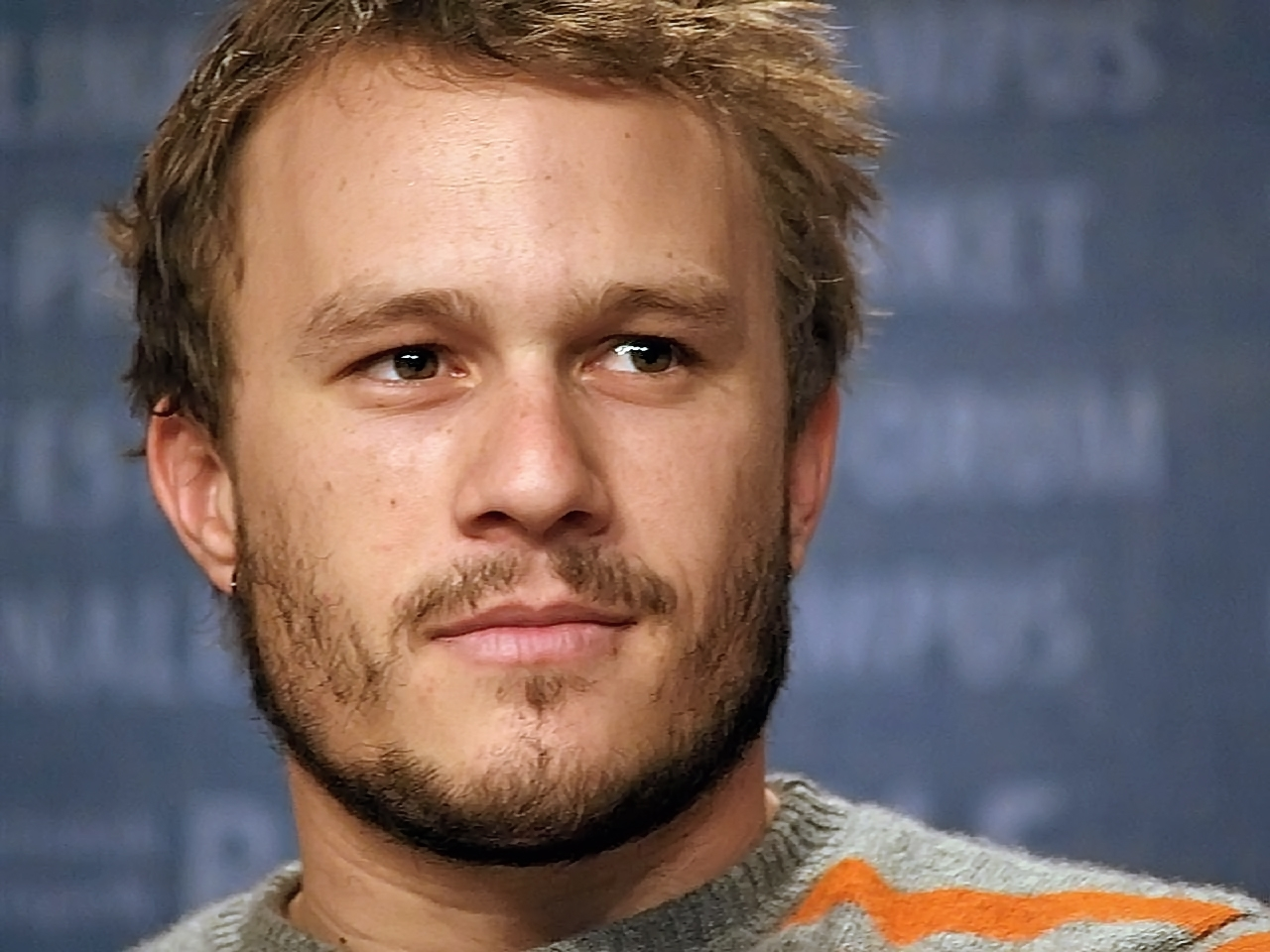
Heath Ledger

- 04. April: Natasha Lyonne, US-amerikanische Schauspielerin
- 04. April: Andy McKee, US-amerikanischer Gitarrist
- 04. April: Jessica Napier, neuseeländische Schauspielerin
- 05. April: Timo Hildebrand, deutscher Fußballspieler
- 05. April: Andrius Velička, litauischer Fußballspieler
- 06. April: Britta Kamrau, deutsche Schwimmerin
- 07. April: Patrick Crayton, US-amerikanischer American-Football-Spieler
- 07. April: Markus Walz, deutscher Schauspieler
- 08. April: Alexi Laiho, finnischer Musiker († 2020)
- 09. April: Ben Silverstone, britischer Schauspieler
- 09. April: Katsuni, französische Pornodarstellerin
- 09. April: Mario Matt, österreichischer Skirennläufer
- 10. April: Jana Bundfuss, deutsche Pornodarstellerin (Jana Bach), Model und Moderatorin
- 10. April: Sophie Ellis-Bextor, britische Sängerin

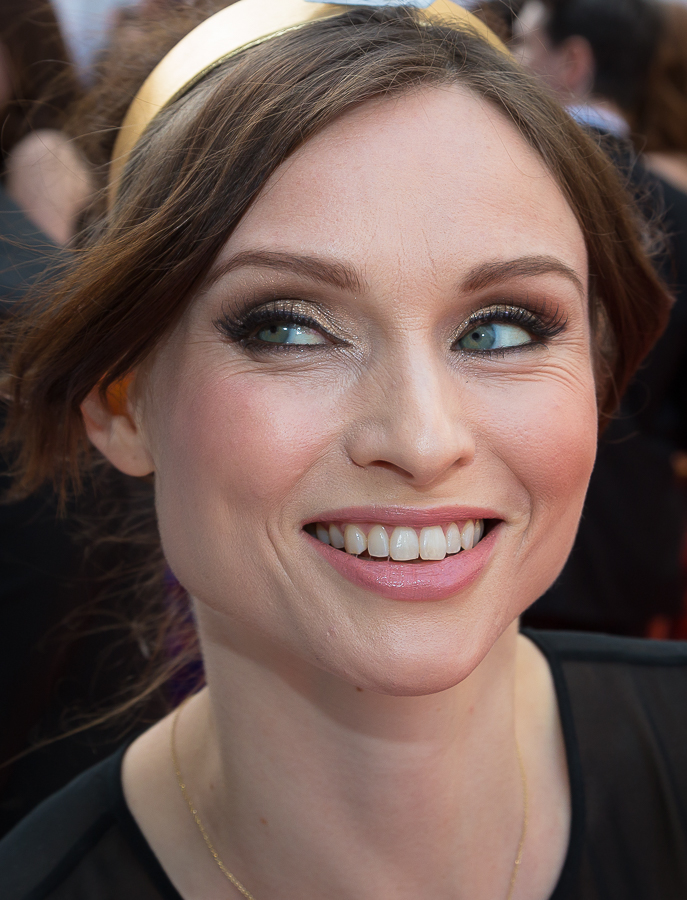
Sophie Ellis-Bextor

- 11. April: Haley Cope, US-amerikanische Schwimmerin
- 11. April: Umar al-Ghamdi, saudi-arabischer Fußballspieler
- 11. April: Michel Riesen, Schweizer Eishockeyspieler
- 12. April: Claire Danes, US-amerikanische Schauspielerin
- 12. April: Thomas Dybdahl, norwegischer Musiker
- 12. April: Jennifer Morrison, US-amerikanische Schauspielerin
- 13. April: Björn Anklev, schwedischer Fußballspieler
- 13. April: Gréta Arn, ungarische Tennisspielerin
- 13. April: J-Luv, deutscher Soulsänger
- 13. April: Ivica Križanac, kroatischer Fußballspieler
- 13. April: Meghann Shaughnessy, US-amerikanische Tennisspielerin

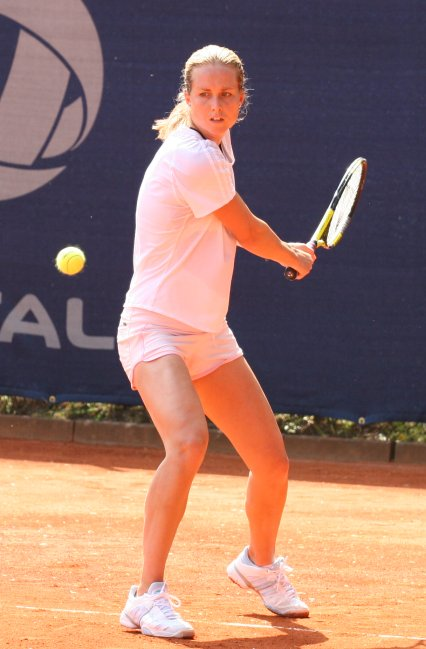
Meghann Shaughnessy

- 16. April: Christijan Albers, niederländischer Automobilrennfahrer
- 16. April: Lars Börgeling, deutscher Stabhochspringer
- 16. April: Elvir Omerbegovic, deutscher Unternehmer
- 16. April: Sixto Raimundo Peralta Salso, argentinischer Fußballspieler
- 18. April: Tomáš Abrahám, tschechischer Fußballspieler
- 18. April: Anthony Davidson, britischer Automobilrennfahrer
- 18. April: Peter Hümmeler, deutscher Filmregisseur
- 18. April: Pawina Thongsuk, thailändische Gewichtheberin
- 19. April: Hæge Fagerhus, norwegische Handballspielerin
- 19. April: Kate Hudson, US-amerikanische Schauspielerin

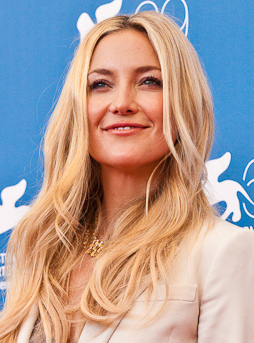
Kate Hudson

- 19. April: Antoaneta Stefanowa, bulgarische Schachspielerin
- 20. April: Annekathrin Bach, deutsche Schauspielerin
- 20. April: Tuomas Haapala, finnischer Fußballspieler
- 20. April: Jussi Hautamäki, finnischer Skispringer und Musiker
- 20. April: Fady Maalouf, libanesischer Popsänger und Finalist bei Deutschland sucht den Superstar
- 20. April: Raphaëlle Tervel, französische Handballspielerin
- 21. April: Nino Garris, deutsch-italienisch-US-amerikanischer Basketballspieler
- 21. April: James McAvoy, schottischer Theater- und Filmschauspieler
- 22. April: Scott Davis, australischer Radrennfahrer
- 22. April: John Gadret, französischer Radrennfahrer
- 22. April: Alena Housová, tschechische Skibobfahrerin
- 22. April: Lisa Wagner, deutsche Schauspielerin
- 23. April: Conrad Grunewald, US-amerikanischer Automobilrennfahrer
- 23. April: Yana Gupta, tschechisches Model und Schauspielerin
- 23. April: Brad Kroenig, US-amerikanisches Fotomodell
- 23. April: Samppa Lajunen, finnischer Nordischer Kombinierer
- 23. April: Nicolas Portal, französischer Radrennfahrer († 2020)
- 23. April: Fərqanə Qasımova, aserbaidschanische Mughamsängerin
- 23. April: Anne Schäfer, deutsche Schauspielerin
- 23. April: Astrid Schult, deutsche Regisseurin
- 23. April: Ryan Sinn, US-amerikanischer Bassist
- 23. April: Mac Tyer, französischer Rapper
- 23. April: Lauri Ylönen, finnischer Sänger und Songwriter von The Rasmus
- 25. April: Giuseppe Andrews, US-amerikanischer Schauspieler, Regisseur und Drehbuchautor
- 26. April: Sebastian Hinze, deutscher Handballspieler und Handballtrainer
- 26. April: Janne Viljami „Warman“ Wirman, finnischer Musiker und Keyboarder
- 26. April: Ferydoon Zandi, deutsch-persischer Fußballspieler
- 28. April: Mirza Čehajić, bosnisch-herzegowinischer Handballspieler
- 28. April: Darmen Sadwakasow, kasachischer Schachmeister
- 29. April: Zsolt Lőw, ungarischer Fußballspieler
- 29. April: Tim Payne, englischer Rugbyspieler
- 30. April: Tina Amon Amonsen, deutsche Schauspielerin
- 30. April: Andy Cappelle, belgischer Radrennfahrer
- 30. April: Rachelle Viinberg, kanadische Ruderin

### Mai
- 01. Mai: Mauro Bergamasco, italienischer Rugbyspieler
- 01. Mai: Lars Berger, norwegischer Biathlet
- 01. Mai: Ruud Janssen, niederländischer Schachspieler
- 01. Mai: Gwendolyn Rich, Schweizer Schauspielerin, Moderatorin, Sängerin und Fotomodell
- 02. Mai: Alessandro Di Martile, italienischer Fußballspieler
- 03. Mai: Shpejtim Arifi, kosovarischer Fußballer
- 03. Mai: Simone Hauswald, deutsche Biathletin
- 04. Mai: Meike Anlauff, deutsche Rock- und Popsängerin
- 04. Mai: Danny Byrd, britischer DJ
- 04. Mai: Toby Dawson, US-amerikanischer Freestyle-Skier
- 04. Mai: Mieze Katz, deutsche Sängerin
- 04. Mai: Mathias Rieck, deutscher Segler
- 04. Mai: Christoph Wenzel, deutscher Schriftsteller und Herausgeber
- 05. Mai: Chris Buncombe, britischer Automobilrennfahrer
- 05. Mai: Silva Gonzalez, deutscher Sänger, Schauspieler und Entertainer
- 05. Mai: Vincenzo Grella, australischer Fußballspieler
- 05. Mai: Cedric van der Gun, niederländischer Fußballspieler
- 06. Mai: Gerd Kanter, estnischer Leichtathlet
- 06. Mai: Gunther Göbbel, Bandmitglied von Lemon Ice
- 08. Mai: Bastian Braig, deutscher Schauspieler und Produzent
- 08. Mai: Gennaro Sardo, italienischer Fußballspieler
- 09. Mai: Andrew W. K., US-amerikanischer Rockmusiker
- 09. Mai: Rubens Bertogliati, Schweizer Radrennfahrer
- 09. Mai: Pierre Charles Bouvier, Frontmann der kanadischen Pop-Punk-Gruppe „Simple Plan“
- 09. Mai: Rosario Dawson, US-amerikanische Schauspielerin
- 09. Mai: Jan Drees, deutscher Schriftsteller und Journalist
- 09. Mai: Tobias J. Erb, deutscher Biologe und Chemiker
- 10. Mai: Isabel Blanco, norwegische Handballspielerin
- 10. Mai: Wiradech Kothny, thailändisch-deutscher Fechter
- 10. Mai: Miriam Krause, deutsche Schauspielerin
- 10. Mai: Lee Hyori, südkoreanische Sängerin
- 10. Mai: Jenny-Marie Muck, deutsche Schauspielerin
- 10. Mai: Marieke Vervoort, belgische Rollstuhlleichtathletin im Behindertensport († 2019)
- 11. Mai: Eser Ari-Akbaba, österreichische Fernsehmoderatorin
- 12. Mai: Joaquim Rodríguez, spanischer Radrennfahrer
- 12. Mai: Aaron Yoo, US-amerikanischer Schauspieler
- 13. Mai: Carl Philip von Schweden, schwedischer Prinz
- 13. Mai: Lauren Phoenix, anglokanadisches Starlet
- 14. Mai: Robert Arrhenius, schwedischer Handballspieler und -trainer
- 14. Mai: Oliver Jonas, deutscher Eishockeyspieler
- 14. Mai: Mickaël Landreau, französischer Fußballspieler
- 14. Mai: Stefanie von Poser, deutsche Schauspielerin
- 14. Mai: Bleona Qereti, albanische Popsängerin
- 15. Mai: Yunus Cumartpay, deutscher Schauspieler
- 15. Mai: Renato, brasilianischer Fußballspieler
- 15. Mai: Ulrike Almut Sandig, deutsche Schriftstellerin
- 16. Mai: Matthias Kessler, deutscher Radrennfahrer
- 16. Mai: Barbara Nedeljáková, slowakische Schauspielerin
- 16. Mai: Klaus Schrottshammer, österreichischer Geschwindigkeitsskifahrer
- 17. Mai: Ville Aaltonen, finnischer Bandyspieler
- 17. Mai: Joan Jepkorir Aiyabei, kenianische Langstreckenläuferin
- 17. Mai: Per Jimmie Åkesson, schwedischer Politiker
- 17. Mai: Michaela Hofmann, deutsche Handballspielerin
- 18. Mai: Milivoje Novakovič, slowenischer Fußballspieler
- 18. Mai: Jens Bergensten, schwedischer Spieleentwickler
- 19. Mai: Denis Michailowitsch Archipow, russischer Eishockeyspieler
- 19. Mai: Diego Forlán, uruguayischer Fußballspieler
- 19. Mai: Andrea Pirlo, italienischer Fußballspieler und -trainer
- 19. Mai: Shooter Jennings, US-amerikanischer Country-Sänger
- 20. Mai: Alexandre Aubert, französischer Biathlet
- 20. Mai: Jana Pallaske, deutsche Schauspielerin
- 21. Mai: Marion Reiff, österreichische Wasserspringerin
- 21. Mai: Mauricio Ardila, kolumbianischer Radsportler
- 22. Mai: Andreas Buder, österreichischer Skirennläufer
- 22. Mai: Marco Siffredi, französischer Extrem-Snowboarder († 2002)
- 24. Mai: Dalibor Doder, schwedischer Handballspieler
- 24. Mai: Tracy McGrady, US-amerikanischer Basketballspieler
- 24. Mai: Manuel Cortez, deutsch-portugiesischer Schauspieler, Fotograf, Stylist und Videoregisseur
- 25. Mai: Elli Erl, deutsche Sängerin
- 25. Mai: Sayed Moawad, ägyptischer Fußballspieler
- 25. Mai: Jonny Wilkinson, englischer Rugbyspieler

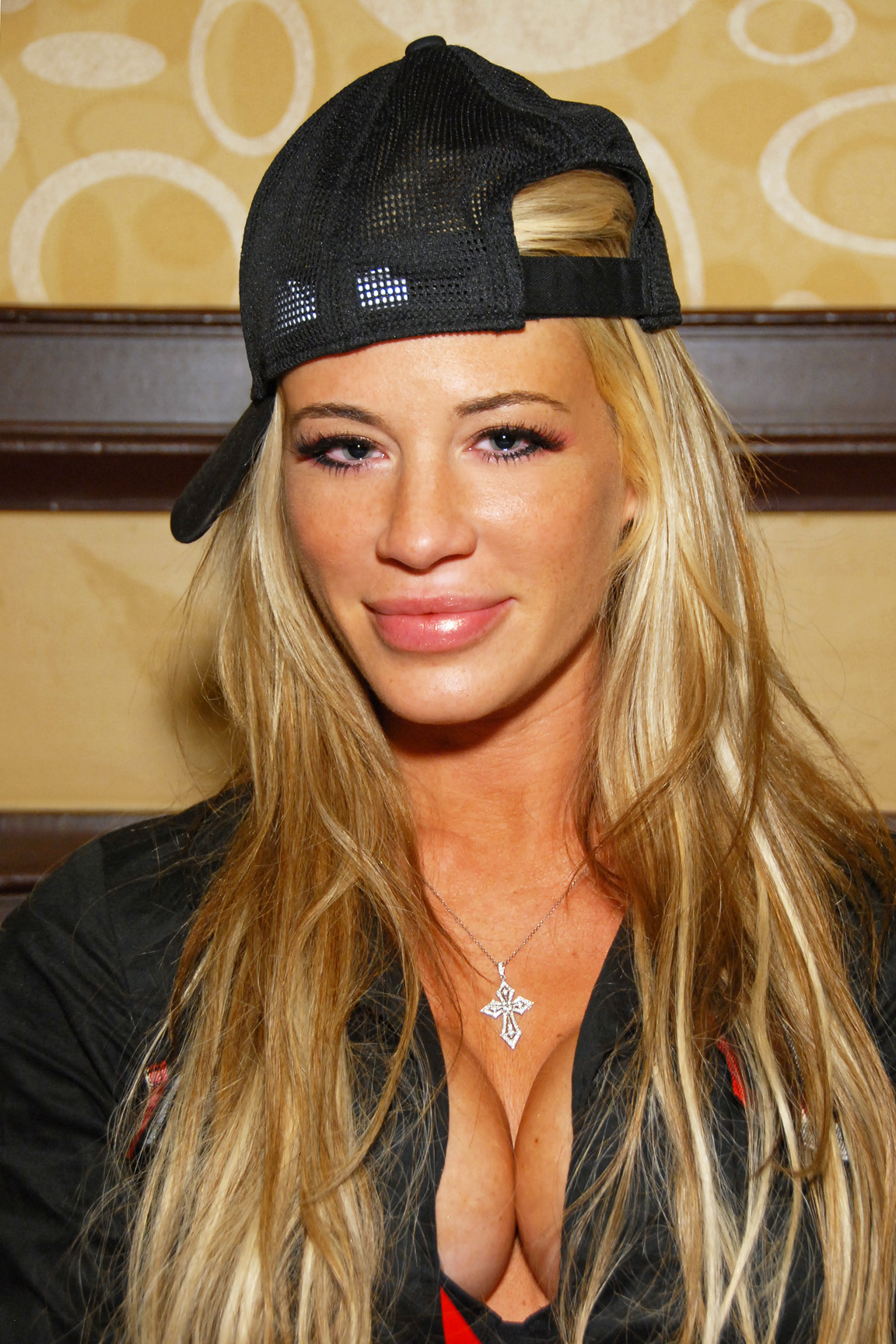
Ashley Massaro

- 26. Mai: Ashley Massaro, US-amerikanische Wrestlerin und Model († 2019)
- 26. Mai: Michael Meichßner, deutscher Schauspieler und Regisseur
- 27. Mai: Matthias Anton, deutscher Saxophonist und Hochschullehrer
- 27. Mai: Capkekz, deutschsprachiger Rapper marokkanischer Abstammung
- 27. Mai: Mile Sterjovski, australischer Fußballspieler
- 28. Mai: Nonso Anozie, britischer Schauspieler
- 28. Mai: Monica Keena, US-amerikanische Schauspielerin

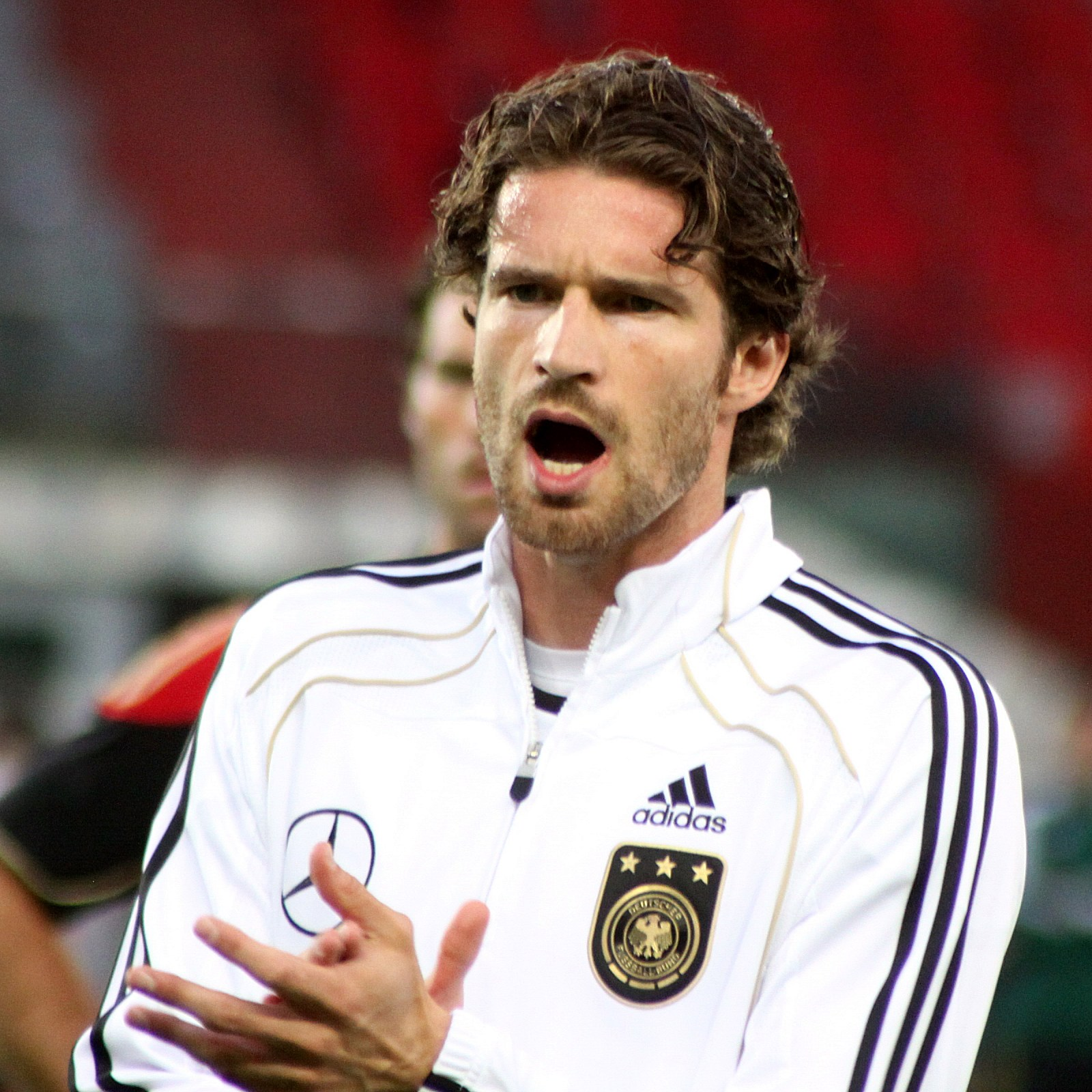
Arne Friedrich

- 29. Mai: Arne Friedrich, deutscher Fußballspieler
- 29. Mai: Martin Stocklasa, Liechtensteiner Fußballspieler
- 30. Mai: Fabian Ernst, deutscher Fußballspieler
- 30. Mai: István Vad, ungarischer Fußballschiedsrichter
- 31. Mai: Said Saif Asaad, bulgarischer Gewichtheber
- 31. Mai: Jean-François Gillet, belgischer Fußballspieler

### Juni

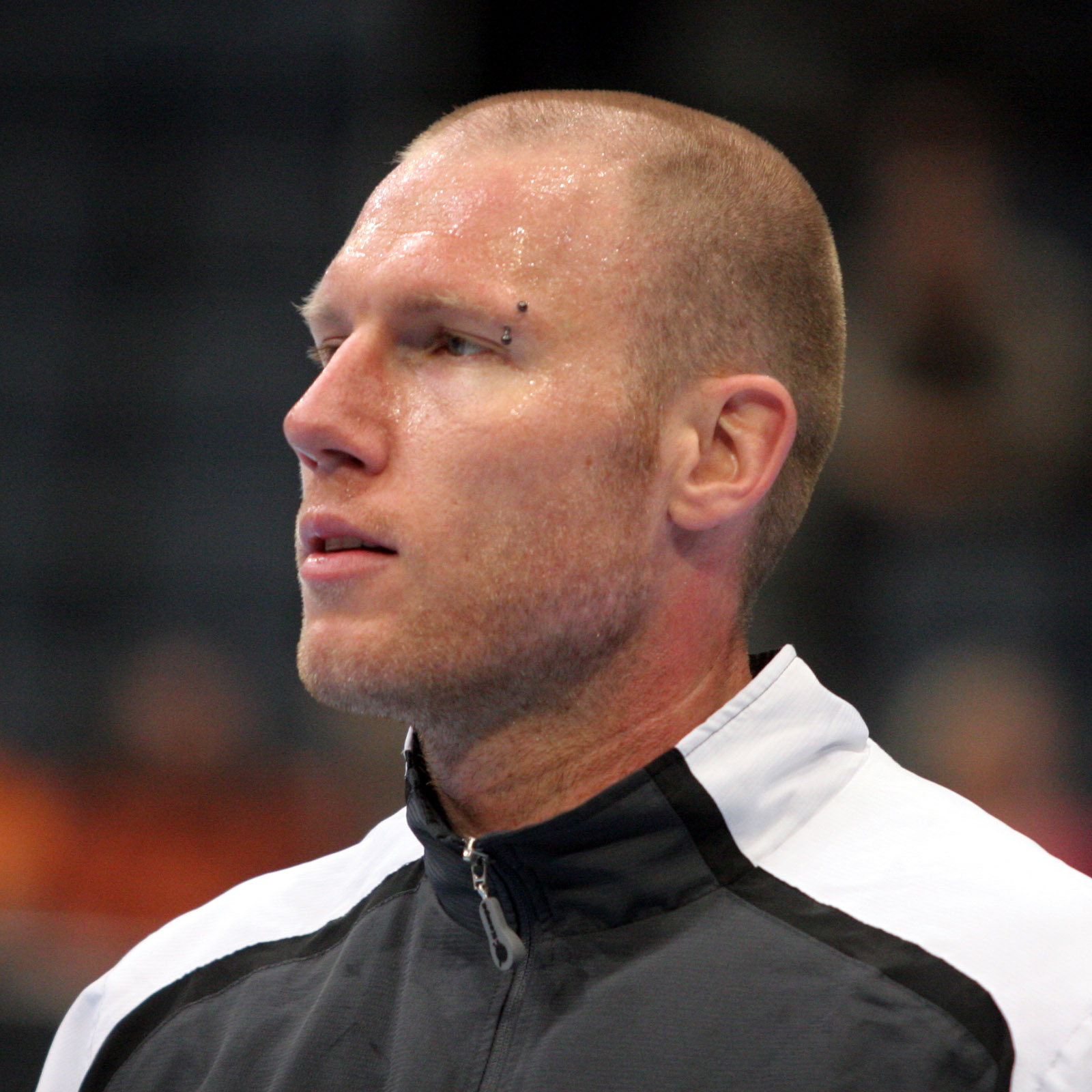
Aleš Pajovič

- 01. Juni: Tuncay Aksoy, türkischer Fußballspieler
- 01. Juni: Markus Persson, schwedischer Spieleentwickler „Notch“
- 02. Juni: Morena Baccarin, brasilianische Schauspielerin
- 04. Juni: Naohiro Takahara, japanischer Fußballspieler
- 05. Juni: Isabell Gerschke, deutsche Schauspielerin
- 05. Juni: Peter Wentz, US-amerikanischer Bassist und Songwriter
- 05. Juni: Cristiano de Lima, brasilianischer Fußballspieler († 2004)
- 05. Juni: Antonio Di Salvo, italienischer Fußballspieler
- 05. Juni: David Bisbal, spanischer Sänger
- 07. Juni: Renaldas Augustinavičius, litauischer Archäologe und Politiker
- 07. Juni: Kevin Hofland, niederländischer Fußballspieler
- 07. Juni: Anna Torv, australische Schauspielerin
- 08. Juni: Lene Lund Høy Karlsen, dänische Handballspielerin
- 09. Juni: Dario Dainelli, italienischer Fußballspieler
- 10. Juni: Hasse Pavia Lind, dänischer Bogenschütze
- 11. Juni: Danilo Gabriel de Andrade, brasilianischer Fußballspieler
- 11. Juni: Monster Mike Welch, US-amerikanischer Bluesgitarrist, Sänger und Songwriter
- 12. Juni: Diego Milito, argentinischer Fußballspieler
- 13. Juni: Esther Anderson, australische Schauspielerin und Model
- 13. Juni: Annegret Schenkel, deutsche Quizspielerin und Lektorin
- 14. Juni: Johan Arneng, schwedischer Fußballspieler
- 14. Juni: Johannes Moser, deutscher Cellist
- 14. Juni: Paradorn Srichaphan, thailändischer Tennisspieler
- 14. Juni: Norman Magolei, deutscher Moderator, Animateur und Schlagersänger
- 14. Juni: Marcus Melzwig, deutscher Schauspieler und Sänger
- 15. Juni: Orosco Anonam, nigerianisch-maltesischer Fußballspieler
- 15. Juni: Demond Greene, deutscher Basketballspieler
- 15. Juni: Christian Rahn, deutscher Fußballspieler
- 15. Juni: Julija Neszjarenka, weißrussische Leichtathletin und Olympiasiegerin
- 15. Juni: Charles Zwolsman, niederländischer Automobilrennfahrer
- 16. Juni: Emmanuel Moire, französischer Sänger
- 16. Juni: Eva Walkner, österreichische Freeride-Sportlerin
- 17. Juni: Sina-Valeska Jung, US-amerikanisch-deutsches Model und Schauspielerin
- 17. Juni: Alexander Motyljow, russischer Schachspieler
- 18. Juni: Tsugio Matsuda, japanischer Automobilrennfahrer
- 18. Juni: Andrew Sinkala, sambischer Fußballspieler
- 19. Juni: Moonika Aava, estnische Speerwerferin
- 19. Juni: Monika Medek, eine österreichische Opern- und Konzertsängerin mit der Stimmlage Sopran
- 20. Juni: Charlotte Hatherley, britische Rocksängerin und Gitarristin
- 20. Juni: Lúcio, brasilianischer Fußballspieler
- 21. Juni: Julia Hahn, deutsche Juristin
- 21. Juni: Chris Pratt, US-amerikanischer Schauspieler
- 22. Juni: Thomas Voeckler, französischer Radsportler
- 23. Juni: Marilyn Agliotti, niederländische Hockeyspielerin
- 24. Juni: Craig Shergold, britischer Krebspatient und Grußkarten-Empfänger († 2020)
- 25. Juni: Daniel Jensen, dänischer Fußballspieler
- 25. Juni: Jan Gustafsson, deutscher Schachspieler
- 26. Juni: Verónica Castro, spanische Turnerin
- 26. Juni: Ryō Fukuda, japanischer Automobilrennfahrer
- 26. Juni: Ryan Tedder, amerikanischer Sänger, Songwriter und Produzent (Frontsänger bei OneRepublic)
- 27. Juni: Fabrizio Miccoli, italienischer Fußballspieler
- 27. Juni: Anja Roth, deutsche Moderatorin
- 27. Juni: Ehud Vaks, israelischer Judoka
- 27. Juni: Antonio Wannek, deutscher Schauspieler
- 28. Juni: Christian Werner, deutscher Radrennfahrer
- 29. Juni: Barış Akarsu, türkischer Rockmusiker und Schauspieler († 2007)
- 29. Juni: Silvio Schröter, deutscher Fußballspieler
- 30. Juni: Andy Burrows, britischer Musiker
- 30. Juni: Sylvain Chavanel, französischer Radrennfahrer

+ Monster Mike Welch

### Juli
- 01. Juli: Patrik Baboumian, deutscher Kraftsportler
- 01. Juli: Sylvain Calzati, französischer Radsportler
- 01. Juli: Danial Jahić, serbischer Leichtathlet († 2021)
- 01. Juli: Enrico Sonnenberg, deutscher Motorradrennfahrer († 2015)
- 02. Juli: Roland Audenrieth, deutscher Skispringer
- 02. Juli: Mario Knögler, österreichischer Schießsport-Profi
- 02. Juli: Kris Meeke, britischer Rallyefahrer
- 02. Juli: Joe Thornton, kanadischer Eishockeyspieler
- 03. Juli: Florian Blaschke, deutscher Journalist
- 03. Juli: Ludivine Sagnier, französische Schauspielerin
- 04. Juli: Kazem Abdullah, US-amerikanischer Dirigent und Musiker
- 04. Juli: Germán Anchieri, uruguayischer Ruderer
- 04. Juli: Josh McCown, US-amerikanischer American-Football-Spieler
- 05. Juli: Amélie Mauresmo, französische Tennisspielerin
- 06. Juli: Maik Makowka, deutscher Handballspieler
- 06. Juli: Goran Šprem, kroatischer Handballspieler
- 06. Juli: Jan van Weyde, deutscher Schauspieler
- 07. Juli: Patricia Aulitzky, österreichische Schauspielerin
- 07. Juli: Loudy Wiggins, australische Wasserspringerin und Olympiamedaillengewinnerin
- 08. Juli: Andre, armenischer Sänger
- 08. Juli: Sara Cunial, italienische Politikerin
- 08. Juli: Freeway, US-amerikanischer Rapper
- 08. Juli: Christian Vogt, deutscher Politiker
- 09. Juli: Patrice Bart-Williams, deutscher Reggae-Sänger
- 10. Juli: Aleksandra Dulkiewicz, polnische Kommunalpolitikerin
- 10. Juli: Gong Yoo, südkoreanischer Schauspieler
- 10. Juli: Klaus Jungbluth Rodríguez, ecuadorianischer Skilangläufer
- 10. Juli: Lucjan Karasiewicz, polnischer Politiker
- 10. Juli: Anders Oechsler, dänischer Handballspieler
- 10. Juli: Tobias Unger, deutscher Leichtathlet
- 11. Juli: Ahmed Salah Hosny, ägyptischer Fußballspieler
- 11. Juli: Jaromír Paciorek, tschechischer Fußballspieler († 2025)
- 12. Juli: Christian Wunderlich, deutscher Schauspieler und Sänger
- 13. Juli: Daniel Alberto Díaz, argentinischer Fußballspieler
- 13. Juli: Alexander Schubert, deutscher Musiker
- 14. Juli: Nick Anderson, US-amerikanischer Eishockeyspieler
- 14. Juli: Ariel Garcé, argentinischer Fußballspieler
- 14. Juli: Matt Halliday, neuseeländischer Automobilrennfahrer
- 14. Juli: Thorsten Hohmann, deutscher Billardprofi und mehrfacher Weltmeister

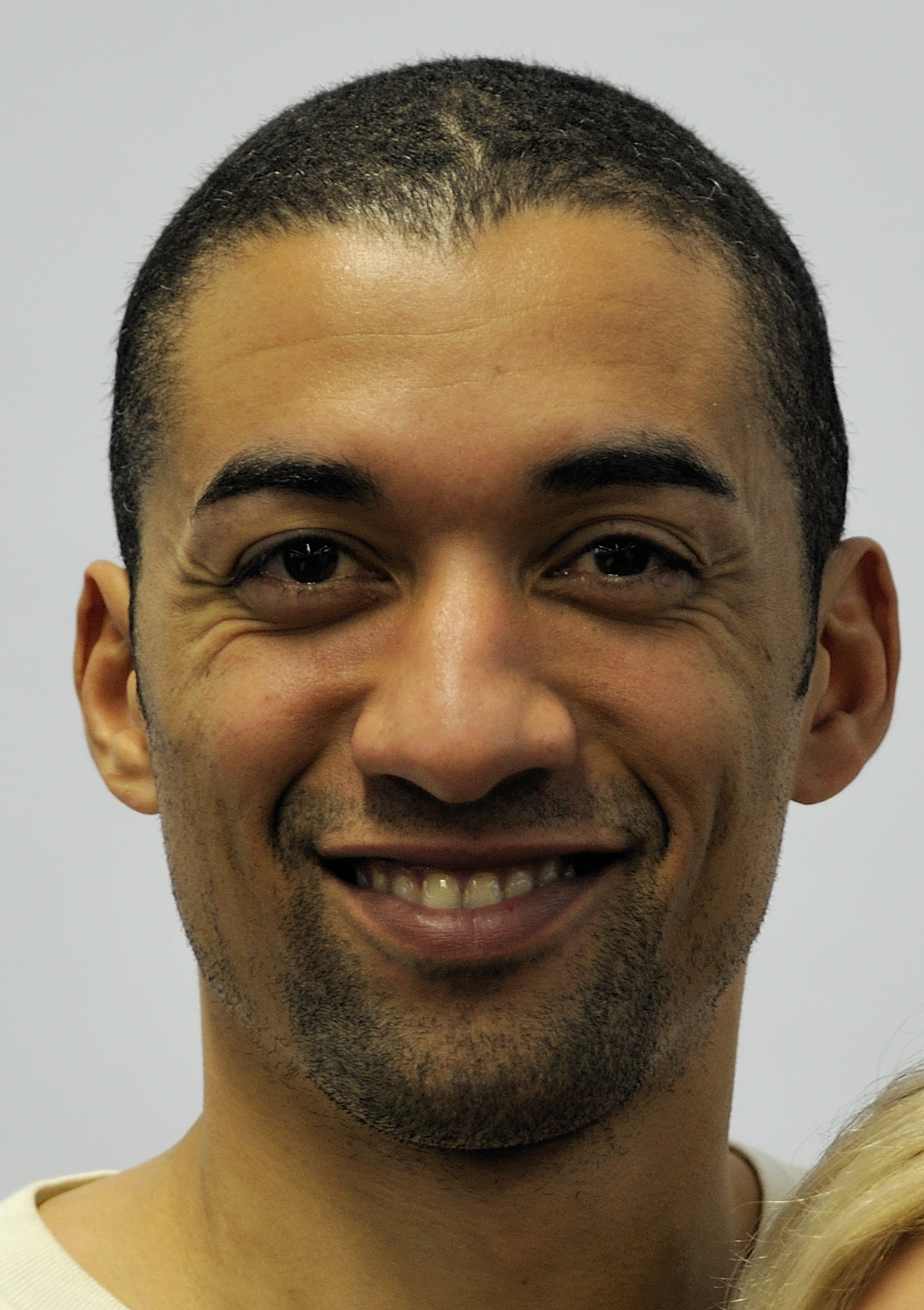
Robin Szolkowy, 2014

- 14. Juli: Robin Szolkowy, deutscher Eiskunstläufer
- 14. Juli: Axel Teichmann, deutscher Skilangläufer
- 15. Juli: Boubacar Diarra, malischer Fußballspieler
- 15. Juli: Travis Fimmel, australisches Fotomodell und Filmschauspieler
- 15. Juli: Alexander Frei, Schweizer Fußballspieler und -funktionär
- 15. Juli: René Springer, deutscher Politiker
- 16. Juli: Jayma Mays, US-amerikanische Schauspielerin
- 17. Juli: Michael Riegler, Liechtensteiner Skirennläufer
- 18. Juli: Karl Angerer, deutscher Bobpilot
- 18. Juli: Dominique Siassia, deutsche Schauspielerin
- 19. Juli: Ellen Rocche, brasilianisches Modell
- 19. Juli: Zvonimir Vukić, serbisch-montenegrinischer Fußballspieler
- 20. Juli: Miklós Fehér, ungarischer Fußballspieler († 2004)
- 20. Juli: jane Plank, US-amerikanische Schauspielerin und Sängerin
- 22. Juli: Lucas Luhr, deutscher Automobilrennfahrer
- 23. Juli: Pedro Aguayo Ramírez, mexikanischer Wrestler († 2015)
- 23. Juli: Natasha Yarovenko, ukrainische Schauspielerin
- 24. Juli: Rose Judith Esther Byrne, australische Schauspielerin
- 24. Juli: Moritz Grenzebach, deutscher Filmproduzent
- 24. Juli: Franziska Peters, deutsche Richterin am Bundesfinanzhof
- 24. Juli: Bo Spellerberg, dänischer Handballspieler
- 25. Juli: Stefanie Hertel, deutsche Sängerin
- 25. Juli: Ariane Hingst, deutsche Fußballspielerin
- 25. Juli: Hrvoje Vuković, kroatischer Fußballspieler
- 26. Juli: Paul Freier, deutscher Fußballspieler
- 26. Juli: Madeleine West, australische Schauspielerin
- 26. Juli: Ronny Ziesmer, deutscher Turner
- 27. Juli: Marielle Franco, brasilianische Politikerin († 2018)
- 27. Juli: Jorge Armando Arce Armenta, mexikanischer Boxer
- 28. Juli: Birgitta Haukdal, isländische Popsängerin
- 29. Juli: André Lakos, österreichischer Eishockeyspieler
- 29. Juli: Issam Tej, tunesischer Handballspieler
- 30. Juli: Carlos Alberto Arroyo Bermúdez, puerto-ricanischer Basketballspieler
- 31. Juli: Felix Falk, deutscher Jazzmusiker, Arrangeur und Komponist
- 31. Juli: Carlos Marchena, spanischer Fußballspieler

### August
- 01. August: Manuel Agogo, ghanaischer Fußballspieler († 2019)
- 01. August: Sascha Bäcker, deutscher Fußballspieler

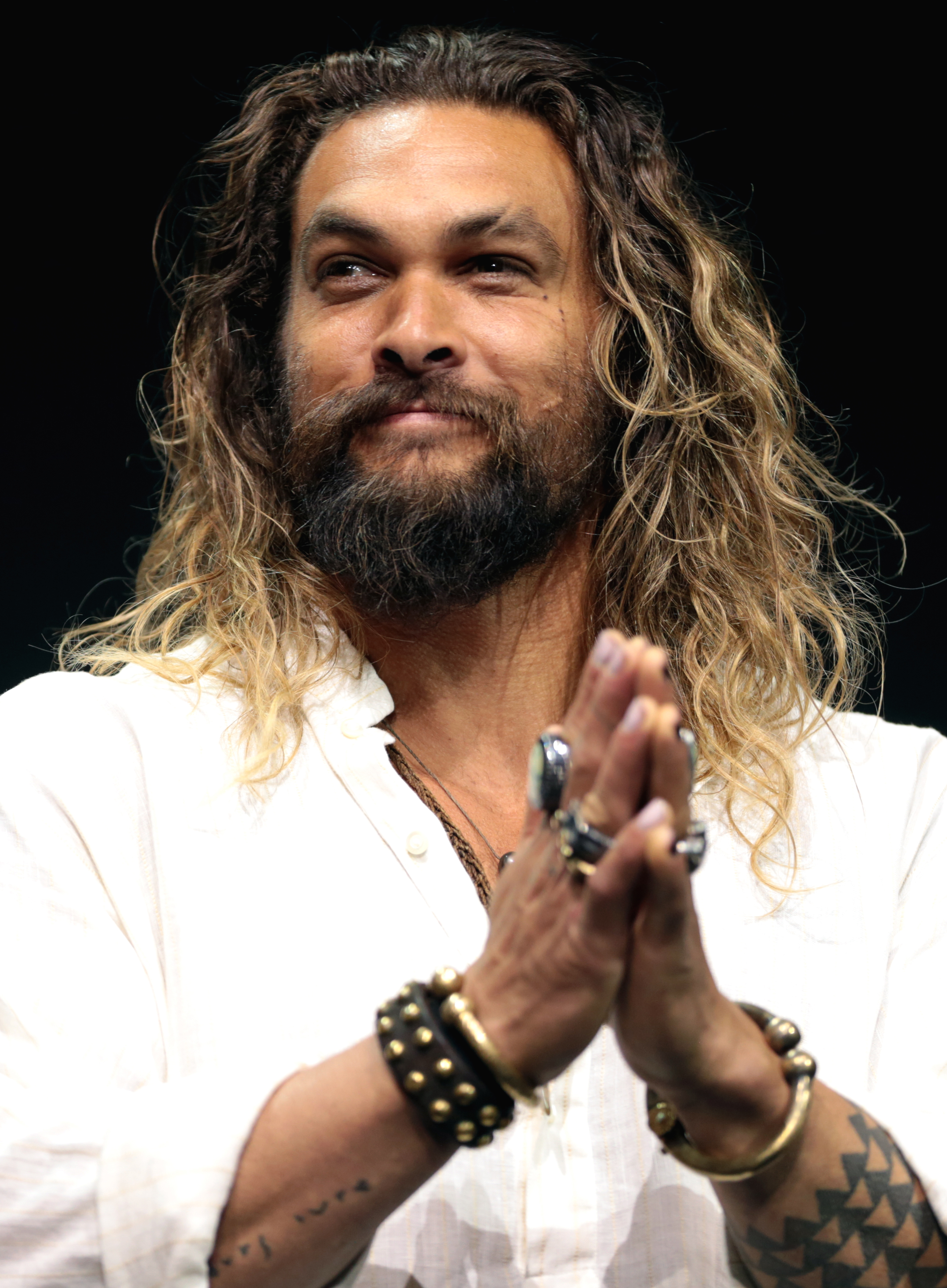
Jason Momoa

- 01. August: Jason Momoa, US-amerikanischer Schauspieler
- 02. August: Yvo Antoni, deutscher Hundedresseur und Akrobat
- 02. August: Manuel Arboleda, kolumbianischer Fußballspieler
- 02. August: Susanne Bormann, deutsche Schauspielerin
- 02. August: Reuben Kosgei, kenianischer Mittel- und Langstreckenläufer
- 03. August: Vivian Lindt, deutsche Schlagersängerin
- 03. August: Evangeline Lilly, kanadische Schauspielerin
- 03. August: Giuseppe Muraglia, italienischer Radrennfahrer
- 05. August: David Healy, nordirischer Fußballspieler
- 07. August: Gangsta Boo, US-amerikanische Rapperin († 2023)
- 07. August: Tobias Thalhammer, Schlagersänger und bayerischer Politiker
- 07. August: Tomislav Zivic, kroatischer Fußballspieler
- 08. August: Guðjón Valur Sigurðsson, isländischer Handballspieler und -trainer
- 09. August: Tore Ruud Hofstad, norwegischer Skilangläufer
- 09. August: Kliff Kingsbury, US-amerikanischer American-Football-Spieler und -Trainer
- 09. August: Helge Payer, österreichischer Fußballspieler
- 09. August: Anastasios Sidiropoulos, griechischer Fußballschiedsrichter
- 09. August: Ronnie Quintarelli, italienischer Automobilrennfahrer
- 11. August: Nemanja Vučićević, serbischer Fußballspieler
- 12. August: Zlatan Bajramović, bosnisch-herzegowinischer Fußballspieler
- 12. August: Ian Hutchinson, britischer Motorradrennfahrer
- 12. August: Brendan Iribe, US-amerikanischer Unternehmer und Automobilrennfahrer
- 12. August: Austra Skujytė, litauische Leichtathletin
- 13. August: Bledi Shkembi, albanischer Fußballspieler
- 15. August: Courtney Atkinson, australischer Duathlet und Triathlet
- 15. August: Sarah Maria Besgen, deutsche Schauspielerin und Fotografin
- 15. August: Constantin Lücke, deutscher Schauspieler
- 15. August: Ailyn Pérez, US-amerikanische Opernsängerin
- 17. August: Marcel Mohab, österreichischer Schauspielerin und Comedian
- 18. August: Christine Amertil, bahamaische Sprinterin
- 18. August: Julian Manuel, deutscher Schauspieler und Synchronsprecher
- 19. August: Oumar Kondé, Schweizer Fußballspieler

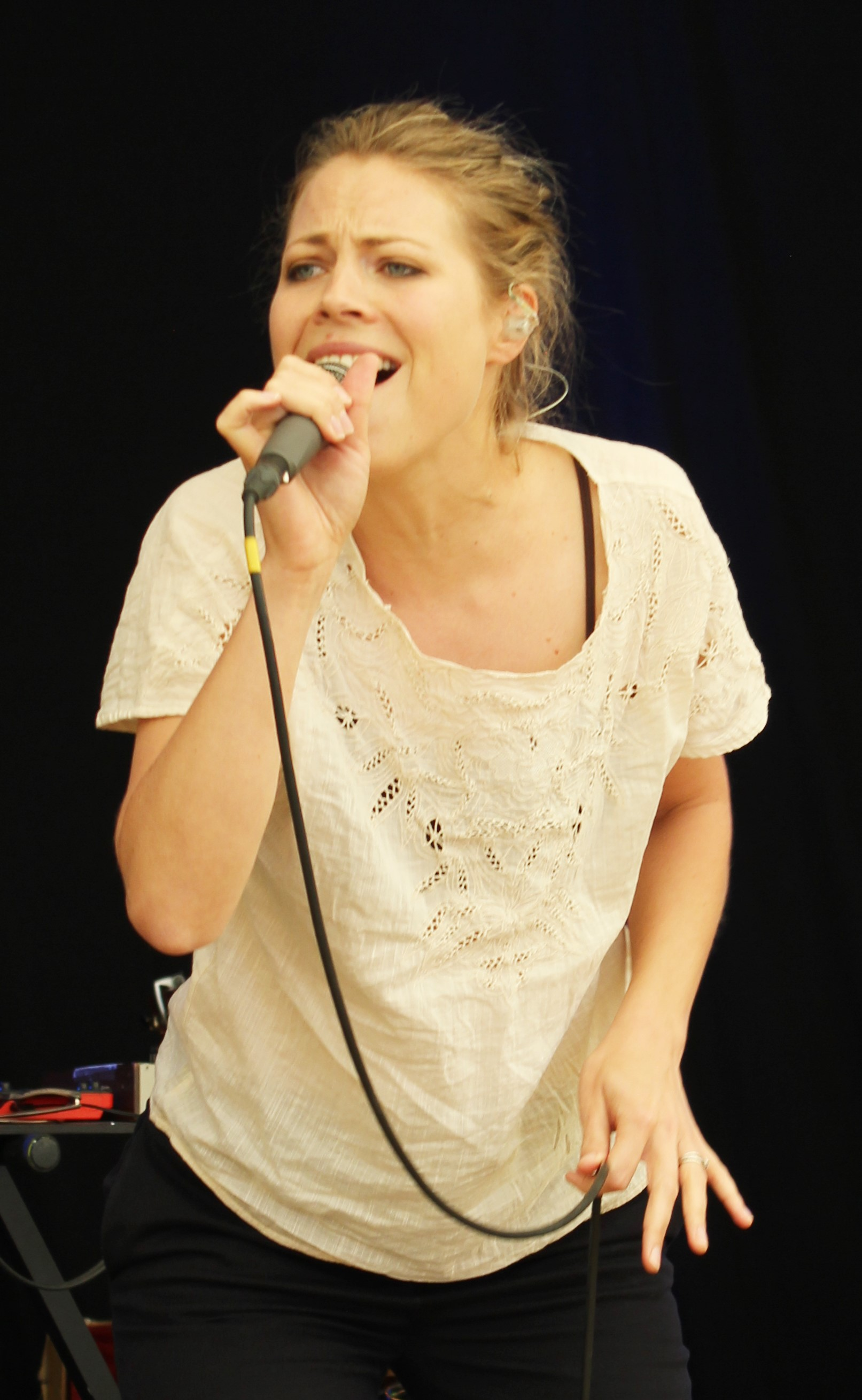
Jaël Malli

- 19. August: Jaël Malli, Schweizer Musikerin
- 20. August: Alexander Nouri, deutsch-iranischer Fußballspieler und -trainer
- 20. August: Denis Špoljarić, kroatischer Handballspieler
- 21. August: Adam David Griffiths, australischer Fußballspieler

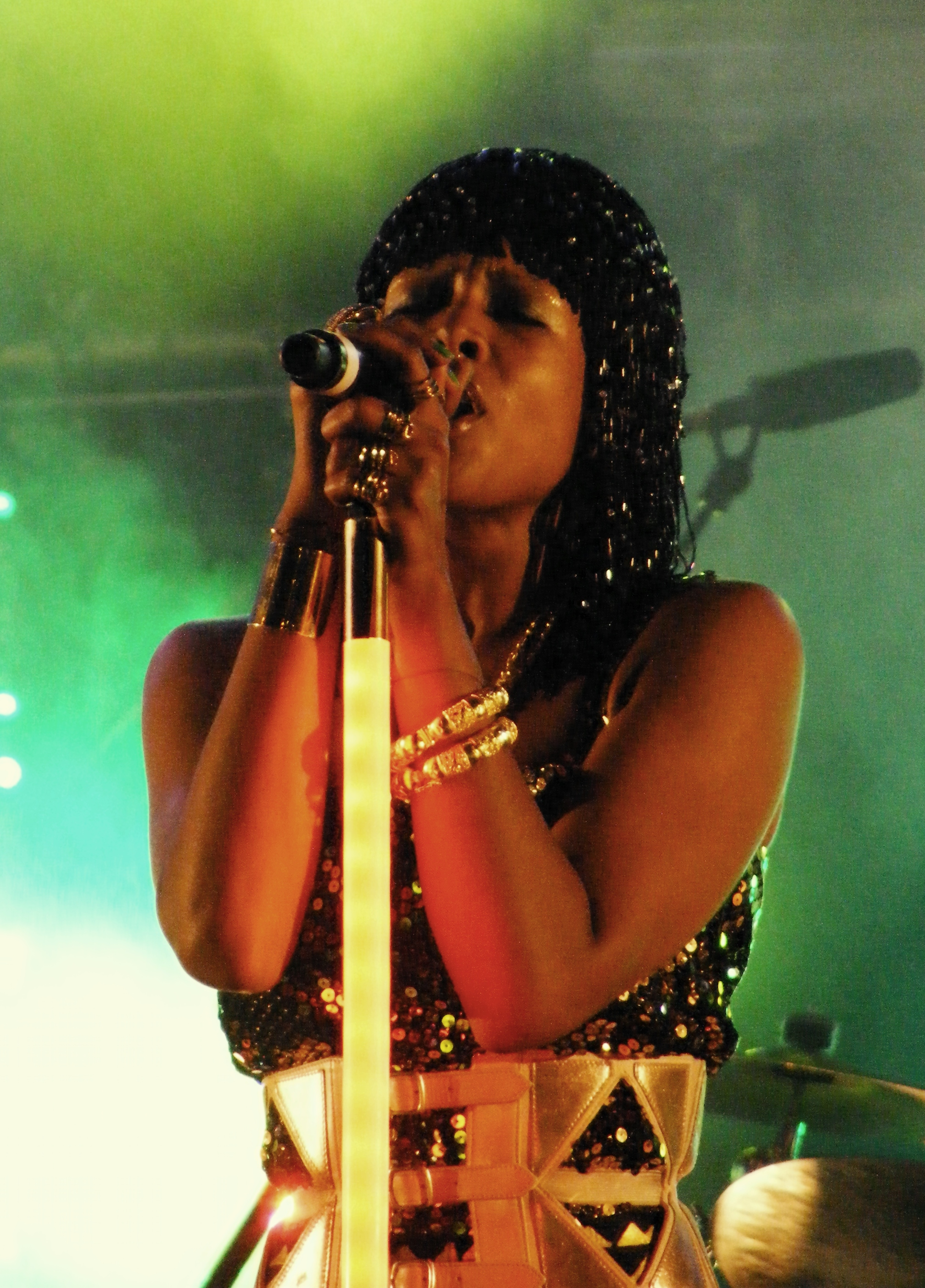
Kelis

- 21. August: Kelis, US-amerikanische Hip-Hop- und R&B-Sängerin
- 22. August: Brandon Quintin Adams, US-amerikanischer Schauspieler
- 22. August: Mia Audina, niederländische Badmintonspielerin
- 22. August: Jennifer Finnigan, kanadische Schauspielerin
- 23. August: Ben Braun, deutscher Schauspieler
- 23. August: Friederike Kempter, deutsche Schauspielerin
- 23. August: Charlotte Sieglin, deutsche Schauspielerin
- 24. August: Franziska Brantner, deutsche Politikerin (Bündnis 90/Die Grünen)
- 24. August: Katja Nyberg, norwegische Handballspielerin
- 25. August: Sarah Burrini, deutsch-italienische Comic-Künstlerin
- 25. August: Philipp Mißfelder, deutscher Politiker († 2015)
- 27. August: Aaron Paul, US-amerikanischer Schauspieler
- 28. August: Jörg Abderhalden, Schweizer Schwinger
- 28. August: Robert Hoyzer, deutscher Fußballschiedsrichter
- 28. August: Leonardo Iglesias, argentinischer Fußballspieler
- 28. August: Markus Pröll, deutscher Fußballspieler
- 29. August: Kristjan Rahnu, estnischer Leichtathlet
- 31. August: Nanne Emelie, dänische Sängerin, Melodic-Jazz, Pop, Soul

### September
- 01. September: Oumar Abaker, tschadischer Fußballspieler
- 01. September: Katja Benrath, deutsche Schauspielerin und Regisseurin
- 01. September: Jan Hoffmann, deutscher Fußballspieler
- 01. September: Michael Pascher, österreichischer Schauspieler
- 01. September: Till Zimmermann, deutscher Rechtswissenschaftler
- 02. September: Meghan Andrews, US-amerikanische Schauspielerin
- 03. September: Sergio Bastida, argentinischer Fußballspieler
- 03. September: Katharina Lindner, deutsche Fußballspielerin († 2019)
- 03. September: Tomislav „Tomo“ Miličević, US-amerikanischer Gitarrist
- 04. September: Maxim Sergejewitsch Afinogenow, russischer Eishockeyspieler
- 04. September: Kerstin Garefrekes, deutsche Fußballspielerin
- 05. September: Kjersti Beck, norwegische Handballspielerin
- 05. September: John Carew, norwegischer Fußballspieler
- 06. September: Johan Berisha, Schweizer Fußballspieler
- 06. September: Christian Pampel, deutscher Volleyballspieler
- 06. September: Rajesh Pawar, indischer Cricketspieler
- 07. September: Seán Paul Breslin, irischer Automobilrennfahrer und Motorsportfunktionär
- 07. September: Corinne Imlig, Schweizer Skirennläuferin

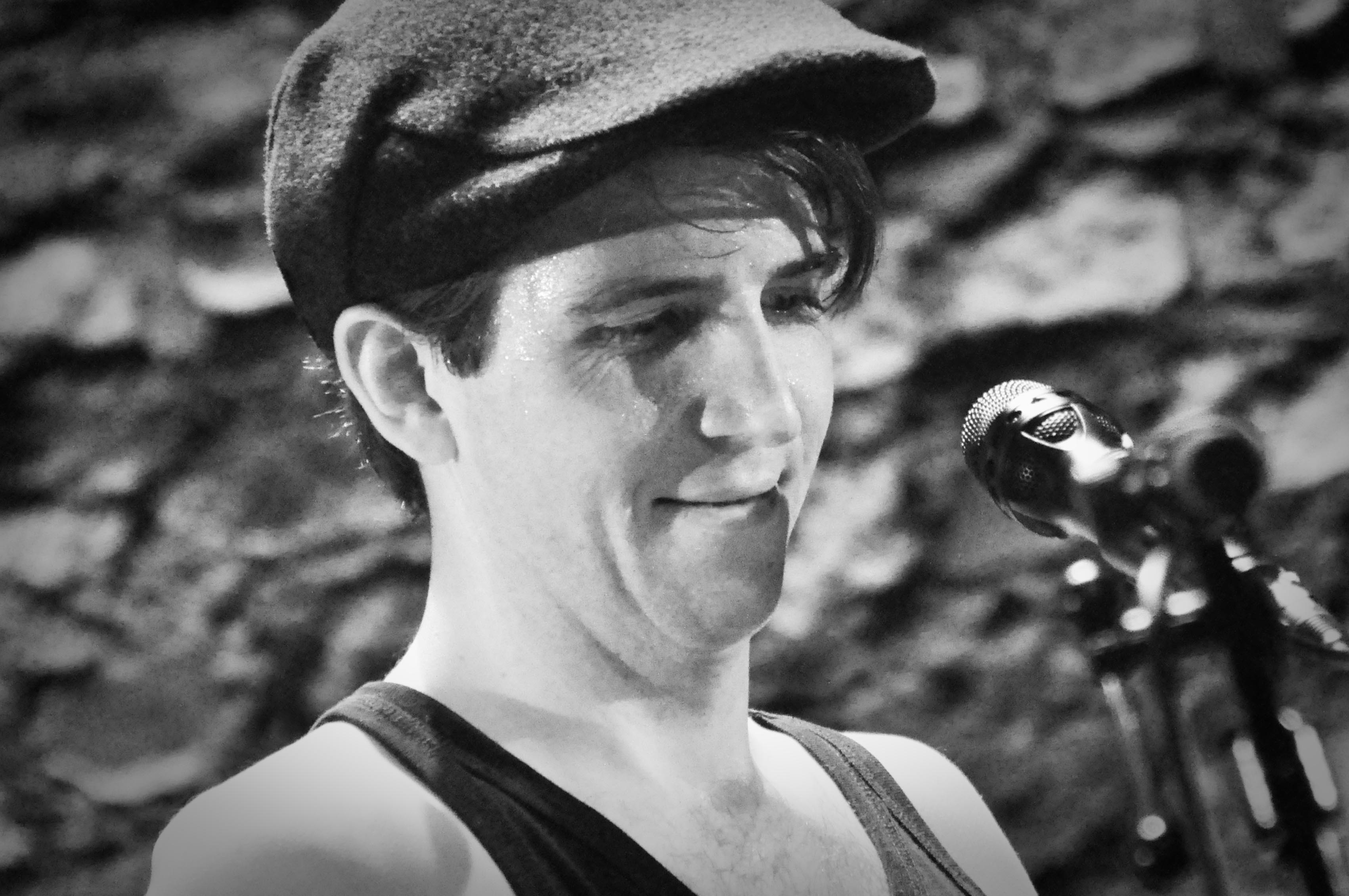
Owen Pallett (2011)

- 07. September: Owen Pallett, kanadischer Violinist und Sänger
- 08. September: Jan Henrik Behrends, deutscher Handballspieler
- 08. September: Péter Lékó, ungarischer Schachspieler

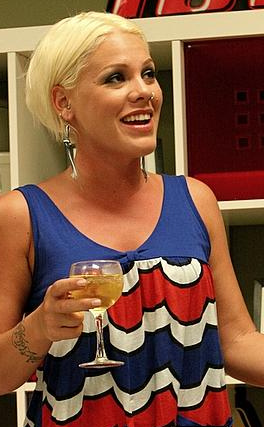
Pink (2006)

- 08. September: Pink, US-amerikanische Sängerin
- 08. September: Lea Ypi, albanische Politikwissenschaftlerin und Autorin
- 11. September: Cameron Richardson, US-amerikanische Schauspielerin
- 11. September: Éric-Sylvain Bilal Abidal, französischer Fußballspieler
- 12. September: Matthias Dollinger, österreichischer Fußballspieler
- 12. September: Florian Schroeder, deutscher Kabarettist
- 13. September: Geike Arnaert, belgische Musikerin
- 13. September: Boris Krčmar, kroatischer Dartspieler
- 13. September: Leandro Messineo, argentinischer Radrennfahrer
- 13. September: Demián Rugna, argentinischer Filmregisseur und Drehbuchautor
- 13. September: Linda Tjørhom, norwegische Biathletin
- 13. September: Warteres Warteressowitsch Samurgaschew, russischer Ringer
- 14. September: Dota Kehr und früher Kleingeldprinzessin, deutsche Liedermacherin und Musikproduzentin
- 15. September: Dave Annable, US-amerikanischer Schauspieler
- 15. September: Marcel Gebhardt, deutscher Fußballspieler
- 15. September: Sebastian Lang, deutscher Radrennfahrer
- 15. September: Lorenzo Bernucci, italienischer Radrennfahrer
- 17. September: Nils Antons, deutscher Eishockeyspieler
- 17. September: Michel Nykjær, dänischer Automobilrennfahrer
- 17. September: Flo Rida, Rapper
- 18. September: Lasse Boesen, dänischer Handballspieler und -trainer
- 18. September: Ina Bornkessel-Schlesewsky, deutsche Neurolinguistin
- 19. September: Yvonne Cernota, deutsche Bobfahrerin († 2004)
- 20. September: Petruța Iugulescu, rumänische Fußballschiedsrichterassistentin
- 20. September: Aljona Sidko, russische Skilangläuferin
- 20. September: Kerstin Wasems, deutsche Fußballspielerin
- 21. September: Kristina Arnaudova, mazedonische Pop-Sängerin
- 21. September: Martina Glagow, deutsche Biathletin
- 22. September: Jeremy Ausmus, US-amerikanischer Pokerspieler
- 22. September: Bakkies Botha, südafrikanischer Rugbyspieler
- 22. September: Michael Graziadei, US-amerikanischer Schauspieler
- 24. September: Fábio Aurélio Rodrigues, brasilianischer Fußballspieler
- 24. September: Erin Chambers, US-amerikanische Schauspielerin
- 24. September: Katja Kassin, deutsche Erotik- und Pornodarstellerin
- 25. September: Michele Scarponi, italienischer Radrennfahrer († 2017)
- 26. September: Bruno Besson, französischer Automobilrennfahrer
- 27. September: Michael Mutzel, deutscher Fußballspieler
- 27. September: Simone Reuthal, deutsche Moderatorin
- 28. September: Bam Margera, US-amerikanischer Skateboarder
- 29. September: Orhan Ak, türkischer Fußballspieler
- 30. September: Andreas Augustin, deutscher Politiker
- 30. September: Rushad Eggleston, US-amerikanischer Cellist, Kazoospieler, Jazzsänger und Komponist

### Oktober
- 03. Oktober: Lea Bouwmeester, niederländische Politikerin
- 03. Oktober: Adam Jaskolka, deutscher Schauspieler, Sänger und Regisseur
- 03. Oktober: Antonio Dos Santos, brasilianischer Fußballspieler
- 03. Oktober: Aaron Xuereb, Fußballspieler
- 04. Oktober: Dirk Schiefen, deutscher Trompeter
- 04. Oktober: Rachael Leigh Cook, US-amerikanische Schauspielerin und Fotomodell
- 06. Oktober: David di Tommaso, französischer Fußballspieler († 2005)
- 06. Oktober: Josephine Touray, dänische Handballspielerin
- 07. Oktober: Simi Amânar, rumänische Kunstturnerin
- 07. Oktober: Aaron Robert Ashmore, kanadischer Filmschauspieler
- 07. Oktober: Shawn Robert Ashmore, kanadischer Filmschauspieler und Filmproduzent
- 07. Oktober: Tang Wei, chinesische Schauspielerin
- 08. Oktober: Martin Finnegan, irischer Motorradrennfahrer († 2008)
- 08. Oktober: Kristanna Loken, US-amerikanische Schauspielerin und Model
- 08. Oktober: Alexander Shelley, britischer Dirigent
- 09. Oktober: Tim Reichert, deutscher Fußballspieler
- 09. Oktober: Tawny Roberts, US-amerikanische Erotik- und Pornodarstellerin und Autorin
- 09. Oktober: Brandon Routh, US-amerikanischer Schauspieler
- 09. Oktober: Felix von Sassen, deutscher Schauspieler
- 10. Oktober: Nicolás Massú, chilenischer Tennisspieler
- 10. Oktober: Mýa, US-amerikanische Sängerin, Songschreiberin, Tänzerin und Schauspielerin
- 10. Oktober: Jens Tiedtke, deutscher Handballspieler († 2019)
- 11. Oktober: Adam M. L. Tice, US-amerikanischer Kirchenmusiker, Komponist und Hymnendichter
- 11. Oktober: Laura Maire, deutsche Schauspielerin und Synchronsprecherin
- 12. Oktober: Jelena Erić, serbische Handballspielerin und -funktionärin
- 12. Oktober: Philipp Schoch, Schweizer Snowboarder
- 13. Oktober: Patrick Kalupa, deutscher Schauspieler
- 15. Oktober: Claudio Naber, deutscher Rapper
- 15. Oktober: Paul Robinson, englischer Fußballspieler
- 15. Oktober: Māris Verpakovskis, lettischer Fußballspieler
- 16. Oktober: Kelly Adams, britische Schauspielerin
- 17. Oktober: Veronika Bauer, kanadische Freestyle-Skierin
- 17. Oktober: Alexandros Nikolaidis, griechischer Taekwondoin († 2022)

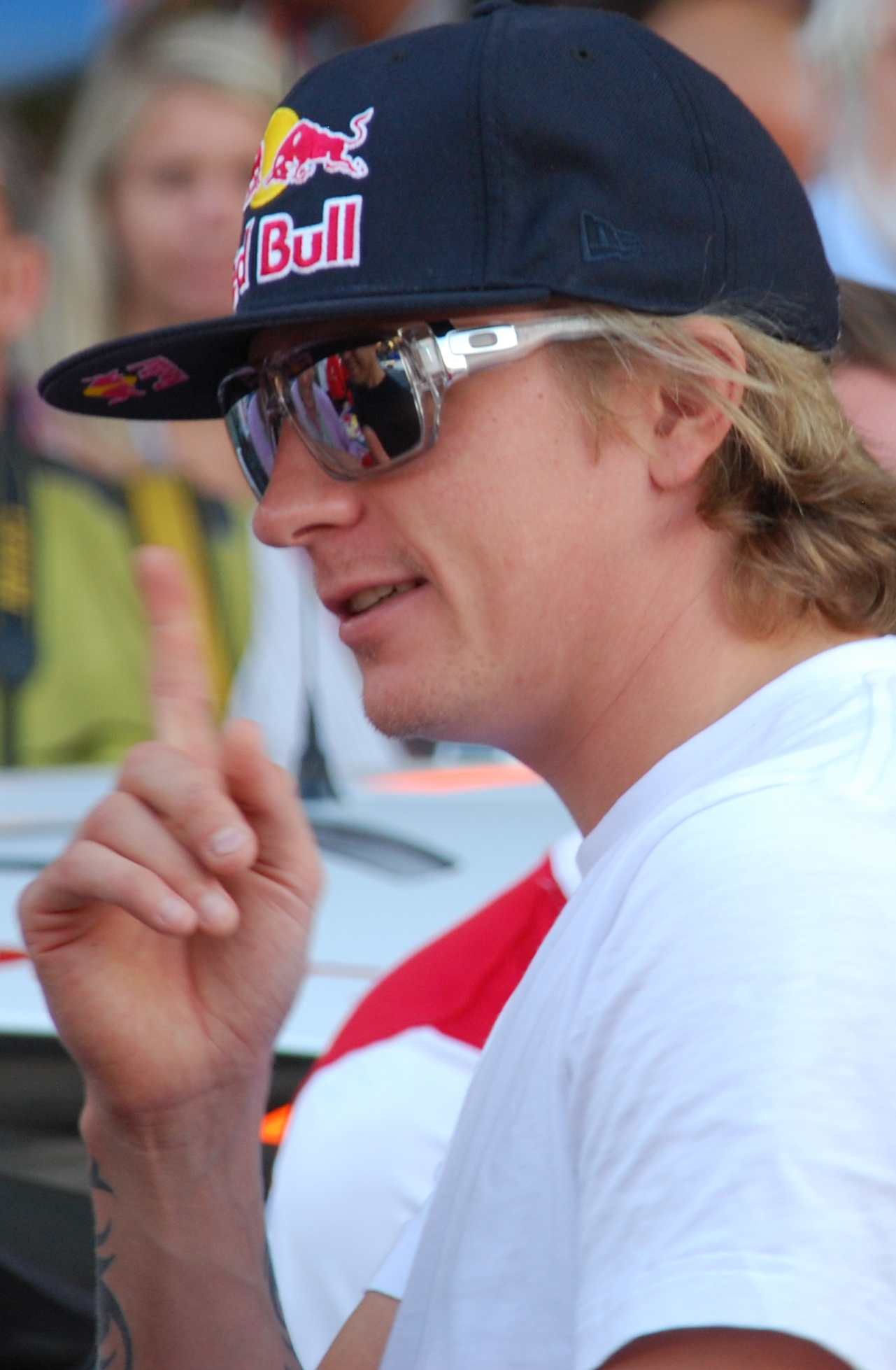
Kimi Räikkönen, 2010

- 17. Oktober: Kimi Räikkönen, finnischer Automobilrennfahrer
- 17. Oktober: Radek Szagański, polnischer Dartspieler
- 18. Oktober: Yukiko Akaba, japanische Langstreckenläuferin
- 18. Oktober: Diane Lamein, niederländische Handballspielerin
- 18. Oktober: Camel Meriem, französischer Fußballspieler
- 18. Oktober: Ne-Yo, US-amerikanischer R&B-Sänger, Songwriter und Schauspieler
- 18. Oktober: Florian Toncar, deutscher Politiker und MdB
- 19. Oktober: Branimir Bajić, bosnisch-herzegowinischer Fußballspieler
- 20. Oktober: Markus Kaya, deutscher Fußballspieler
- 20. Oktober: Katharina Schüttler, deutsche Schauspielerin
- 21. Oktober: Katrin Šmigun, estnische Skilangläuferin
- 21. Oktober: Jalal Yousef, venezolanischer Poolbillardspieler († 2021)
- 22. Oktober: Martijn Dambacher, niederländischer Schachspieler
- 22. Oktober: Tony Denman, US-amerikanischer Schauspieler
- 23. Oktober: Vanessa Petruo, deutsche Popsängerin
- 23. Oktober: Friedrich Kautz, deutscher Rapper
- 24. Oktober: Amanda Aardsma, US-amerikanische Schauspielerin
- 24. Oktober: Peter Becker, deutscher Schauspieler
- 24. Oktober: Renee Pornero, österreichische Erotik- und Pornodarstellerin
- 27. Oktober: Ivica Iliev, Fußballspieler
- 28. Oktober: Isabella Ochichi, kenianische Leichtathletin und Olympionikin
- 28. Oktober: René Oltmanns, deutscher Schauspieler, Schriftsteller, Regisseur und Synchronsprecher
- 29. Oktober: Max Tsui, deutscher Kameramann
- 30. Oktober: Daniel Klose, deutscher Dartspieler
- 30. Oktober: Kyriaki Liosi, griechische Wasserballspielerin
- 30. Oktober: Ulrike Schmetz, deutsche Fußballspielerin
- 31. Oktober: Simão, portugiesischer Fußballspieler
- 31. Oktober: Nicholas Angell, US-amerikanischer Eishockeyspieler

### November
- 01. November: Luís Manuel Ferreira Delgado, angolanischer Fußballspieler
- 01. November: Andrew Sheridan, englischer Rugbyspieler
- 02. November: Silvio Smalun, deutscher Eiskunstläufer

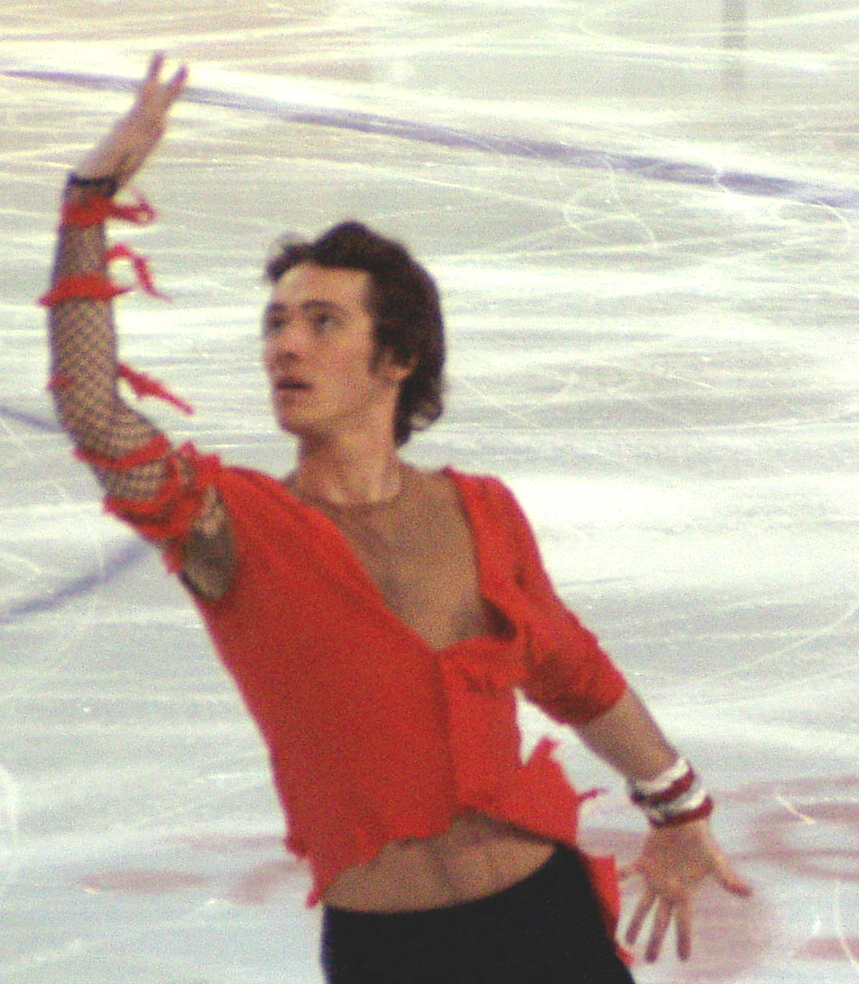
Silvio Smalun bei der DM-Kür 2006 in Berlin

- 03. November: Pablo Aimar, argentinischer Profifußballspieler
- 03. November: Alex Davison, australischer Automobilrennfahrer
- 03. November: Rob Jones, englischer Fußballspieler
- 04. November: Sarah Riedel, deutsche Schauspielerin und Synchronsprecherin
- 05. November: Tarek Boudali, französischer Schauspieler und Regisseur
- 05. November: Patrick Owomoyela, deutscher Fußballspieler
- 05. November: Heike Warmuth, deutsche Schauspielerin
- 06. November: Lamar Odom, US-amerikanischer Basketballspieler
- 07. November: Marieke van der Wal, niederländische Handballspielerin
- 08. November: Christoph Hinz, deutscher Handballspieler
- 08. November: Paul Sackey, englischer Rugbyspieler
- 09. November: Casper Ankergren, dänischer Fußballspieler
- 09. November: Caroline Flack, britische Fernsehmoderatorin († 2020)

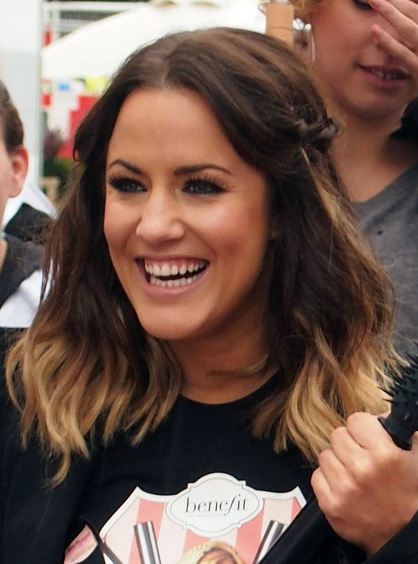
Caroline Flack (2012)

- 09. November: Marcelina Kiala, angolanische Handballspielerin
- 10. November: Andreas Lehmann, deutscher Komponist
- 11. November: Baptiste Amar, französischer Eishockeyspieler
- 12. November: Corey Maggette, US-amerikanischer Basketballspieler
- 12. November: Kristine Opolais, lettische Sopranistin
- 12. November: Coté de Pablo, chilenisch-US-amerikanische Schauspielerin
- 13. November: Ron Artest, US-amerikanischer Basketballspieler
- 13. November: Jan Hasenfuß, deutscher Schauspieler
- 13. November: Henrik Lundström, schwedischer Handballspieler
- 14. November: Vitalij Aab, russlanddeutscher Eishockeyspieler
- 14. November: Mavie Hörbiger, deutsche Schauspielerin

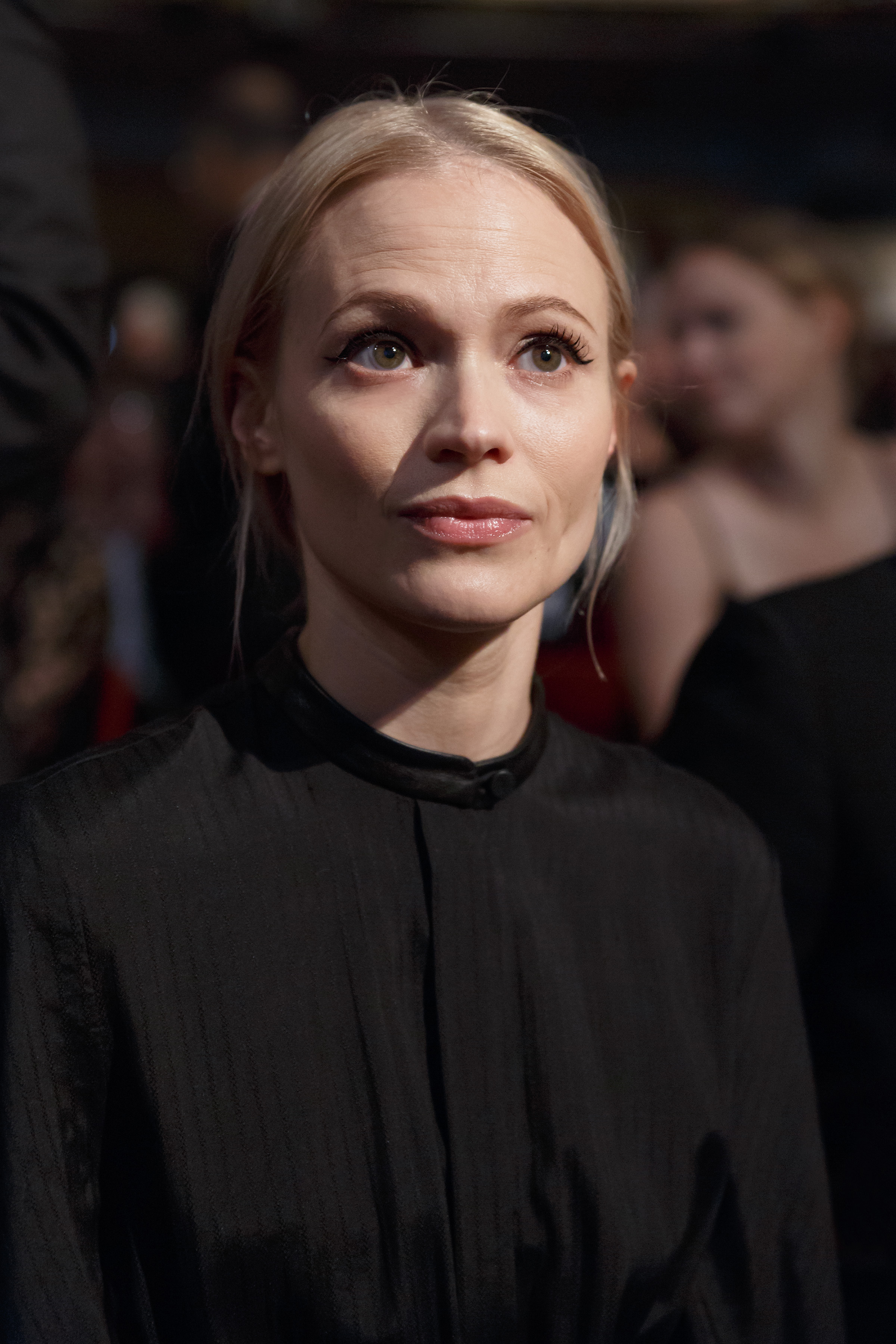
Mavie Hörbiger (2016)

- 14. November: Osleidys Menéndez, kubanische Leichtathletin
- 14. November: Nils Meyer, deutscher Handballspieler
- 15. November: Brett Lancaster, australischer Radrennfahrer
- 15. November: Daniela Recknagel, deutsche Juristin
- 17. November: Mikel Astarloza, spanischer Radsportler
- 19. November: Barry Jenkins, US-amerikanischer Regisseur, Drehbuchautor und Oscarpreisträger

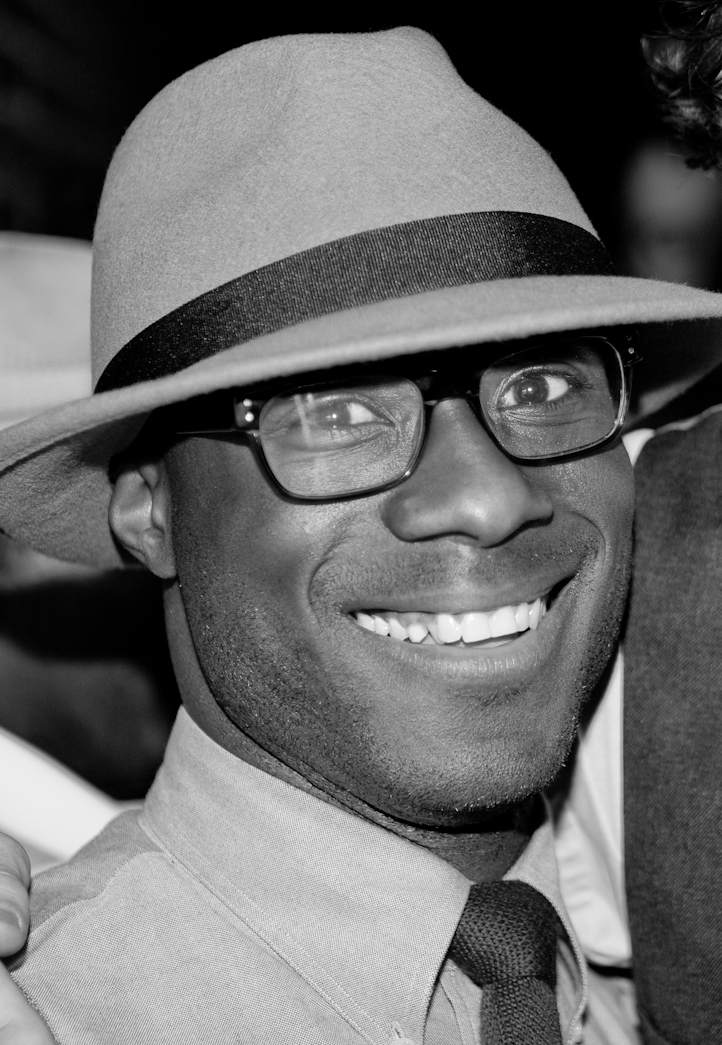
Barry Jenkins (2009)

- 20. November: Bojana Popović, serbische Handballspielerin
- 21. November: Vincenzo Iaquinta, italienischer Fußballspieler
- 21. November: Marija Igorewna Sidorowa, russische Handballspielerin
- 21. November: Aleksandar Vasoski, mazedonischer Fußballspieler
- 22. November: Norman Rentsch, deutscher Handballspieler und -trainer
- 23. November: Kelly Brook, britische Schauspielerin und Model
- 23. November: Nihat Kahveci, türkischer Fußballspieler
- 23. November: Ivica Kostelić, kroatischer Skirennläufer
- 23. November: Jonathan Sadowski, US-amerikanischer Schauspieler
- 24. November: Eva Konrad, österreichische Politikerin
- 26. November: Massimiliano Blardone, italienischer Skirennläufer
- 26. November: Torsten Laen, dänischer Handballspieler und -trainer
- 26. November: Kathrin Scholl, deutsche Handballspielerin
- 27. November: Hilary Hahn, US-amerikanische Violinistin
- 27. November: Eero Heinonen, finnischer Bassist der Band The Rasmus
- 27. November: Romain Iannetta, französischer Automobilrennfahrer
- 27. November: David Krejčí, tschechischer Skibobfahrer
- 28. November: Fabian Gerber, deutscher Fußballspieler
- 28. November: Katrin Anne Heß, deutsche Schauspielerin
- 28. November: Chen Hong, chinesischer Badmintonspieler
- 28. November: Yvonne Magwas, deutsche Politikerin (CDU)
- 28. November: Chamillionaire, US-amerikanischer Rapper
- 29. November: Simon Amstell, britischer Schauspieler und Komiker
- 29. November: Gable Carr, US-amerikanische Schauspielerin
- 29. November: Game, US-amerikanischer Rapper
- 30. November: Christopher Atkinson, australischer Rallyefahrer
- 30. November: Dennis Hillebrand, deutscher Fußballspieler

### Dezember
- 01. Dezember: Lyn Byl, deutsche Handballspielerin
- 01. Dezember: Robert Dahlgren, schwedischer Automobilrennfahrer

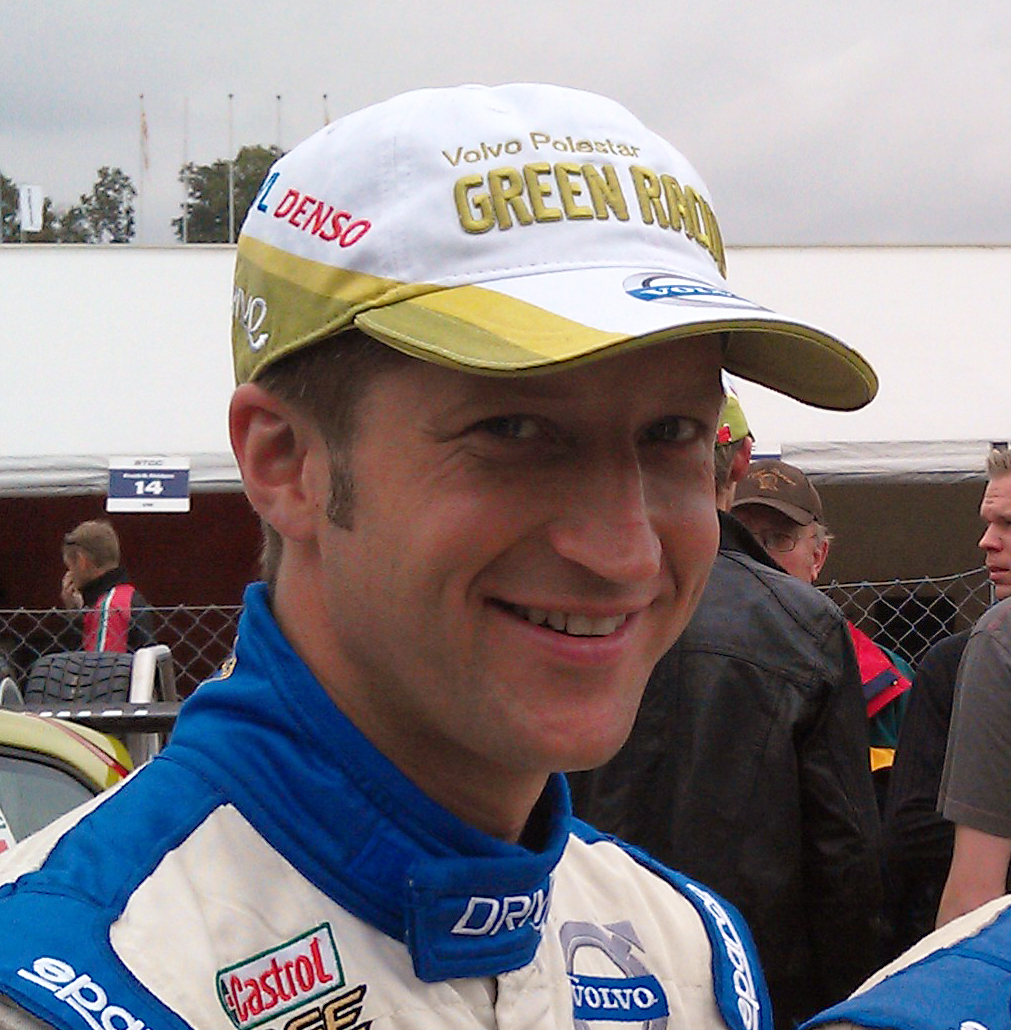
Robert Dahlgren (2011)

- 02. Dezember: Yvonne Catterfeld, deutsche Popsängerin und Schauspielerin

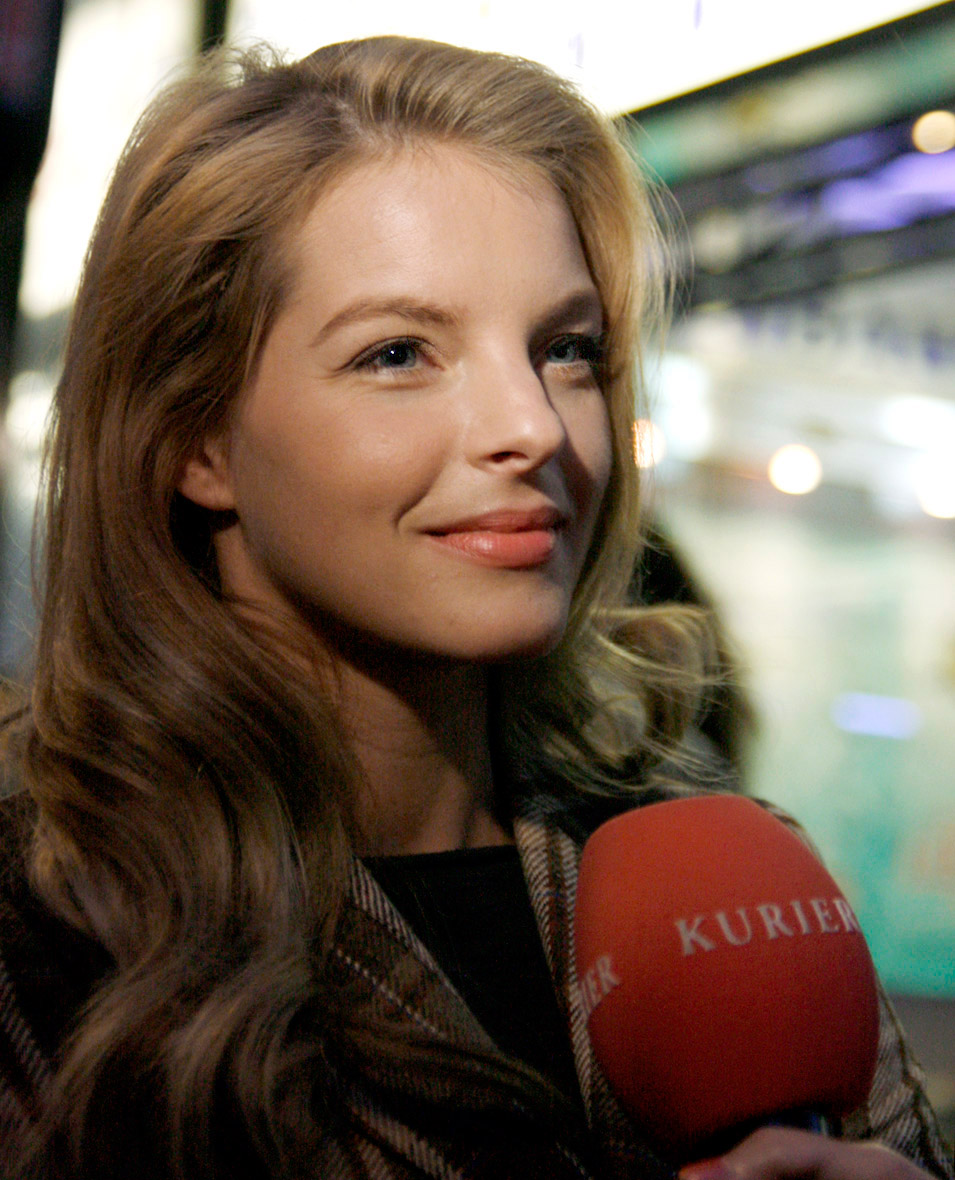
Yvonne Catterfeld (2010)

- 02. Dezember: Angelina Grün, deutsche Volleyballspielerin
- 02. Dezember: Lucie Ratajová, tschechische Fußballschiedsrichterassistentin
- 03. Dezember: Rainbow Sun Francks, kanadischer Schauspieler
- 03. Dezember: Katharina Ley, deutsche Schauspielerin
- 03. Dezember: Tristan Seith, deutscher Schauspieler
- 04. Dezember: Maite Kelly, Sängerin, Mitglied der Band The Kelly Family
- 05. Dezember: Frédéric Barth, Schweizer Automobilrennfahrer
- 05. Dezember: Michael Gruber, österreichischer Nordischer Kombinierer
- 05. Dezember: Rustam Kasimjanov, usbekischer Schachspieler
- 05. Dezember: Nick Stahl, US-amerikanischer Schauspieler
- 05. Dezember: Cristina Vărzaru, rumänische Handballspielerin
- 05. Dezember: Nathalie Walker, US-amerikanische Schauspielerin
- 06. Dezember: Tim Cahill, australischer Fußballspieler
- 06. Dezember: Simone Hanselmann, deutsche Schauspielerin
- 06. Dezember: Raymond Smith, australischer Dartspieler
- 07. Dezember: Jennifer Carpenter, US-amerikanische Schauspielerin
- 07. Dezember: Esther Roling, deutsche Schauspielerin
- 08. Dezember: Matthias Maierhofer, österreichischer Organist und Kirchenmusiker
- 08. Dezember: Nick Thune, US-amerikanischer Schauspieler, Comedian und Musiker
- 09. Dezember: Nicolas Alnoudji, kamerunischer Fußballspieler
- 09. Dezember: Manuel Romeike alias King Orgasmus One, deutscher Rapper
- 10. Dezember: Tatjana Nikolajewna Andrianowa, russische Mittelstreckenläuferin
- 10. Dezember: Tora Augestad, norwegische Klassik-, Neue Musik- und Jazz-Sängerin, Dirigentin und Schauspielerin
- 10. Dezember: Ildefons Lima Solà, andorranischer Fußballspieler
- 11. Dezember: Louise Mortensen, dänische Handballspielerin
- 12. Dezember: Emin Araz oğlu Ağalarov, aserbaidschanischer Sänger und Komponist
- 12. Dezember: Diego Baldenweg, australischer Filmmusik-Komponist
- 12. Dezember: Daniel Lins Côrtes, brasilianisch-neuseeländischer Fußballspieler
- 13. Dezember: Jurica Puljiz, kroatischer Fußballspieler
- 14. Dezember: Tobias Willi, deutscher Fußballspieler
- 14. Dezember: Michael Owen, englischer Fußballspieler
- 16. Dezember: Benjamin Kugel, deutscher Fitnesstrainer
- 16. Dezember: Brodie Lee, US-amerikanischer Wrestler († 2020)
- 16. Dezember: Daniel Narcisse, französischer Handballspieler
- 17. Dezember: Aleksandar Radenković, deutscher Schauspieler
- 18. Dezember: Mamady Sidibe, malischer Fußballspieler
- 19. Dezember: Britta Andersen, dänische Badmintonspielerin
- 19. Dezember: Nikolai Bury, deutscher Filmschauspieler
- 19. Dezember: Patrick Stanke, deutscher Musicaldarsteller
- 19. Dezember: Gareth Williams, walisischer Rugbyspieler
- 20. Dezember: Ehud Asherie, US-amerikanischer Jazzmusiker
- 20. Dezember: Michael Rogers, australischer Radrennfahrer
- 21. Dezember: Bini Adamczak, deutsche Autorin
- 21. Dezember: Obaidulla Karimi, afghanischer Fußballspieler
- 21. Dezember: Steve Montador, kanadischer Eishockeyspieler († 2015)
- 21. Dezember: Bert Tischendorf, deutscher Schauspieler
- 22. Dezember: Régis Dorn, französischer Fußballspieler
- 23. Dezember: Ina Paule Klink, deutsche Schauspielerin

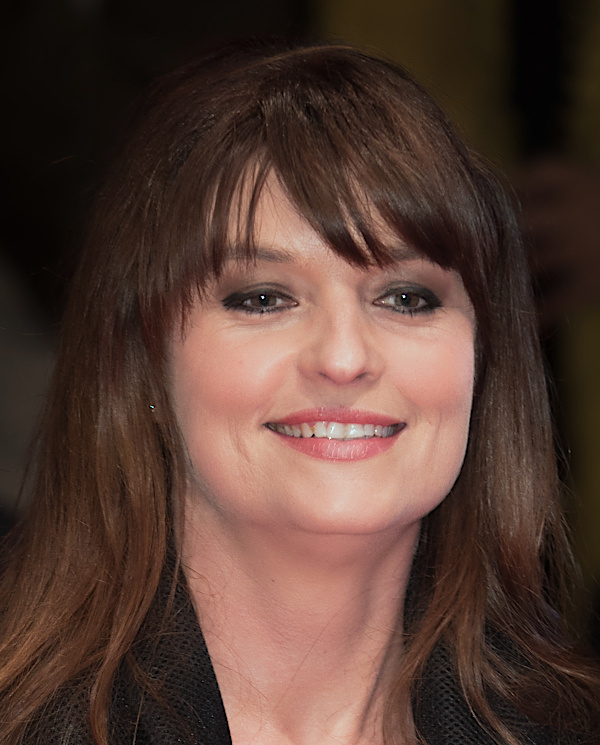
Ina Paule Klink (2018)

- 24. Dezember: Virginie Arnold, französische Bogenschützin
- 24. Dezember: Ariane Grundies, deutsche Schriftstellerin
- 25. Dezember: Ferman Akgül, türkischer Songwriter und Sänger
- 25. Dezember: Robert Huff, britischer Automobilrennfahrer
- 26. Dezember: Mark Cueto, englischer Rugbyspieler
- 27. Dezember: Sven Fricke, deutscher Schauspieler
- 27. Dezember: Walker Hayes, US-amerikanischer Country-Musiker und Songwriter
- 27. Dezember: Aljaksej Kulbakou, belarussischer Fußballschiedsrichter
- 28. Dezember: B-Tight, deutscher Rapper
- 28. Dezember: Senna Guemmour, deutsche Sängerin der Band Monrose
- 28. Dezember: Ute Katharina Kampowsky, deutsche Schauspielerin
- 28. Dezember: Daniel Montenegro, argentinischer Fußballspieler
- 28. Dezember: Noomi Rapace, schwedische Schauspielerin
- 28. Dezember: Frank Schumann, deutscher Handballspieler und -trainer
- 28. Dezember: Sven Waasner, deutscher Schauspieler
- 29. Dezember: Tricia Flores, belizische Leichtathletin
- 29. Dezember: John Paul Hutchinson, australisch-maltesischer Fußballspieler
- 30. Dezember: Flávio da Silva Amado, angolanischer Fußballspieler
- 30. Dezember: Elena Oana Antonescu, rumänische Politikerin
- 31. Dezember: Elaine Cassidy, irische Schauspielerin
- 31. Dezember: Agnieszka Grochowska, polnische Schauspielerin
- 31. Dezember: Rocco Kever, deutscher Politiker
- 31. Dezember: Danny Watts, britischer Automobilrennfahrer

### Tag unbekannt
- Nazanin Afshin-Jam, kanadische Menschenrechtlerin und Sängerin
- Dominic Angeloch, deutscher Literaturwissenschaftler, Philosoph, Psychoanalytiker, Übersetzer und Schriftsteller
- Jacob Bellens, dänischer Singer-Songwriter
- Christoph Bernhard, deutscher Schauspieler
- Gábor Biedermann, deutscher Schauspieler
- Jean-Luc Bubert, deutscher Schauspieler
- Till Butterbach, deutscher Schauspieler
- Bijan Chemirani, iranischer Perkussionist
- Fernando Corral, spanischer Schauspieler
- İsmail Deniz, deutsch-türkischer Schauspieler
- Victoria Fleer, deutsche Schauspielerin
- Natalia González Figueroa, argentinische Pianistin
- Tobias Haaks, deutscher Opern- und Konzertsänger
- Jan Haering, deutscher Filmregisseur und Drehbuchautor
- Lisa Hagmeister, deutsche Schauspielerin
- Henning Hartmann, deutscher Schauspieler und Hörspielsprecher
- Anne Kanis, deutsche Schauspielerin
- Scott Lee, US-amerikanischer Bratschist und Musikpädagoge
- Matthias Lier, deutscher Schauspieler
- Birgit Maiwald, deutsche Drehbuchautorin
- Andreas Merker, deutscher Schauspieler
- Eva Verena Müller, deutsche Schauspielerin
- Hafez Nazeri, kurdisch-iranischer Sänger und Komponist
- Maximilian Pfaff, deutscher Schauspieler
- Jörg Pohl, deutscher Schauspieler
- Inga Raab, deutsche Cellistin
- Simone Schmid, Schweizer Drehbuchautorin
- Julian Schmieder, deutscher Schauspieler
- Isabell Stern, deutsche Schauspielerin
- Vojin Saša Vukadinović, Historiker und Geschlechterforscher
- Patrick Watson, kanadischer Singer-Songwriter
- Anne Werner, deutsche Schauspielerin
- Steffen Wurzel, deutscher Hörfunkjournalist
- Gerdy Zint, deutscher Schauspieler

## Gestorben

### Januar
- 01. Januar: Margerita Trombini-Kazuro, polnische Pianistin, Cembalistin und Musikpädagogin (* 1891)
- 03. Januar: Conrad Hilton, Gründer der Hilton Hotels Corporation (* 1887)
- 04. Januar: Peter Frankenfeld, deutscher Schauspieler, Showmaster, Sänger (* 1913)
- 04. Januar: John B. Hollister, US-amerikanischer Politiker (* 1890)
- 04. Januar: Vincent Korda, ungarischer Szenenbildner (* 1896)
- 05. Januar: Charles Mingus, US-amerikanischer Jazzmusiker (* 1922)
- 06. Januar: Giorgio Colli, italienischer Philosoph (* 1917)
- 07. Januar: Zbigniew Turski, polnischer Komponist und Dirigent (* 1908)
- 08. Januar: Sara Carter, US-amerikanische Country-Sängerin (* 1898)
- 08. Januar: Wuert Engelmann, US-amerikanischer American-Football-Spieler (* 1908)
- 08. Januar: Johannes Georg Dietrich Mebus, deutscher Politiker und Theologe (* 1896)
- 08. Januar: Bogdan Ostromęcki, polnischer Lyriker, Essayist und Übersetzer (* 1911)
- 09. Januar: Edmund Knorr, deutscher Lehrer, Heimatpfleger, Naturschützer und Ornithologe (* 1885)
- 09. Januar: Pier Luigi Nervi, italienischer Bauingenieur (* 1891)
- 09. Januar: Józef Chwedczuk, polnischer Organist und Musikpädagoge (* 1902)
- 12. Januar: Alfred Mahncke, deutscher General (* 1888)
- 12. Januar: Pete Smith, US-amerikanischer Filmproduzent und Oscarpreisträger (* 1892)
- 13. Januar: Donny Hathaway, US-amerikanischer Soul-Musiker (* 1945)
- 15. Januar: Charles W. Morris, US-amerikanischer Semiotiker (* 1901)
- 16. Januar: August Heißmeyer, führendes Mitglied der SS und General der Waffen-SS (* 1897)
- 17. Januar: William Urquhart-Dykes, britischer Automobilrennfahrer und Flieger (* 1897)
- 18. Januar: Hubertus von Aulock, deutscher Militär (* 1891)
- 18. Januar: Maurice Challe, französischer General (* 1905)
- 19. Januar: Egon Höhmann, deutscher Politiker (* 1926)

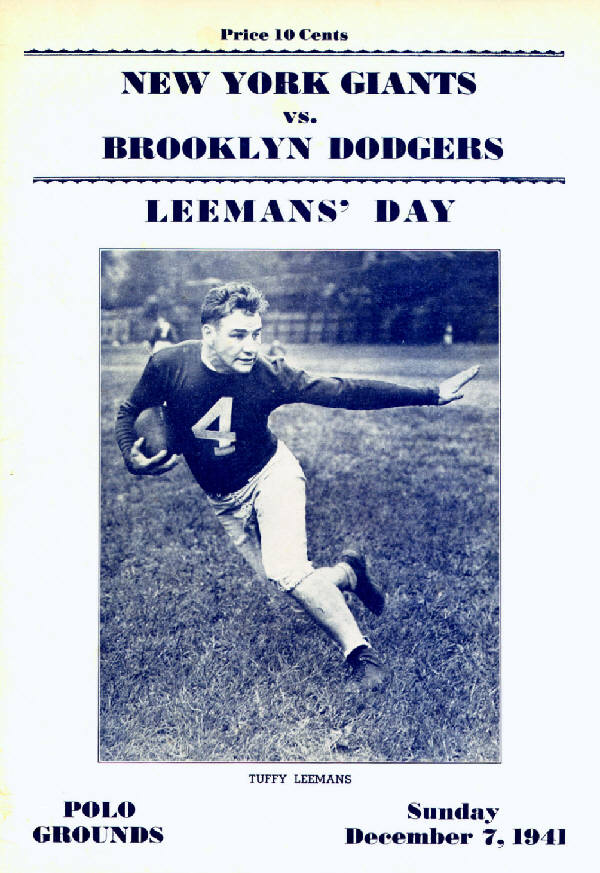
Tuffy Leemans

- 19. Januar: Tuffy Leemans, US-amerikanischer American-Football-Spieler (* 1912)
- 20. Januar: Margarete Gröwel, deutsche Politikerin (* 1899)
- 21. Januar: Hans-Hilmar Staudte, deutscher Schachmeister und Problemkomponist (* 1911)
- 21. Januar: Hermann Gösmann, Präsident des Deutschen Fußball-Bundes (* 1904)
- 22. Januar: Jerwand Kotschar, armenischer Maler und Bildhauer (* 1899)
- 24. Januar: Hermann Hilber, deutscher Arzt und Medizinprofessor (* 1910)
- 26. Januar: Waldemar Augustiny, deutscher Schriftsteller (* 1917)
- 26. Januar: Werner Kallmorgen, deutscher Architekt (* 1902)
- 26. Januar: Nelson Rockefeller, US-amerikanischer Politiker, Vizepräsident der USA (* 1908)
- 27. Januar: Victoria Ocampo, argentinische Schriftstellerin, Übersetzerin und Kulturmanagerin (* 1890)
- 29. Januar: Alf Ahlberg, schwedischer Schriftsteller, Humanist und Philosoph (* 1892)
- 29. Januar: René Deltgen, luxemburgischer Schauspieler (* 1909)

### Februar
- 01. Februar: Luise Albertz, deutsche Politikerin (* 1901)
- 02. Februar: Sid Vicious, britischer Punkrock-Musiker (* 1957)
- 03. Februar: Fritz Berg, Unternehmer, 1. BDI-Vorsitzender nach 1945 (* 1901)
- 07. Februar: Camille Bedin, französischer Politiker (* 1893)
- 07. Februar: Josef Mengele, Arzt im KZ Auschwitz, berüchtigt für seine Menschenversuche (* 1911)
- 08. Februar: Dennis Gábor, ungarischer Physiker (* 1900)
- 10. Februar: Henry B. Ollendorff, US-amerikanischer Jurist und Sozialarbeiter (* 1907)
- 10. Februar: Edvard Kardelj, jugoslawischer Politiker (* 1910)
- 13. Februar: Franz Jacobi, Hüttenbeamter in der Dortmunder Stahlindustrie und Mitbegründer von Borussia Dortmund (* 1888)
- 17. Februar: Al Stillman, US-amerikanischer Songwriter (* 1906)
- 20. Februar: Nereo Rocco, italienischer Fußballspieler und -trainer (* 1912)
- 21. Februar: Waldemar de Brito, brasilianischer Fußballspieler (* 1913)
- 21. Februar: Otto Ambros, österreichischer Schauspieler und Regisseur (* 1910)
- 21. Februar: Leopold Hainisch, österreichischer Schauspieler und Theater-, Film- und Fernsehregisseur (* 1891)
- 23. Februar: W. A. C. Bennett, kanadischer Politiker (* 1900)
- 24. Februar: Hans Pössenbacher, deutscher Schauspieler (* 1895)
- 25. Februar: Henrich Focke, deutscher Flugzeug- und Hubschrauberkonstrukteur (* 1890)
- 26. Februar: Peter Hamel deutscher Regisseur (* 1911)

### März

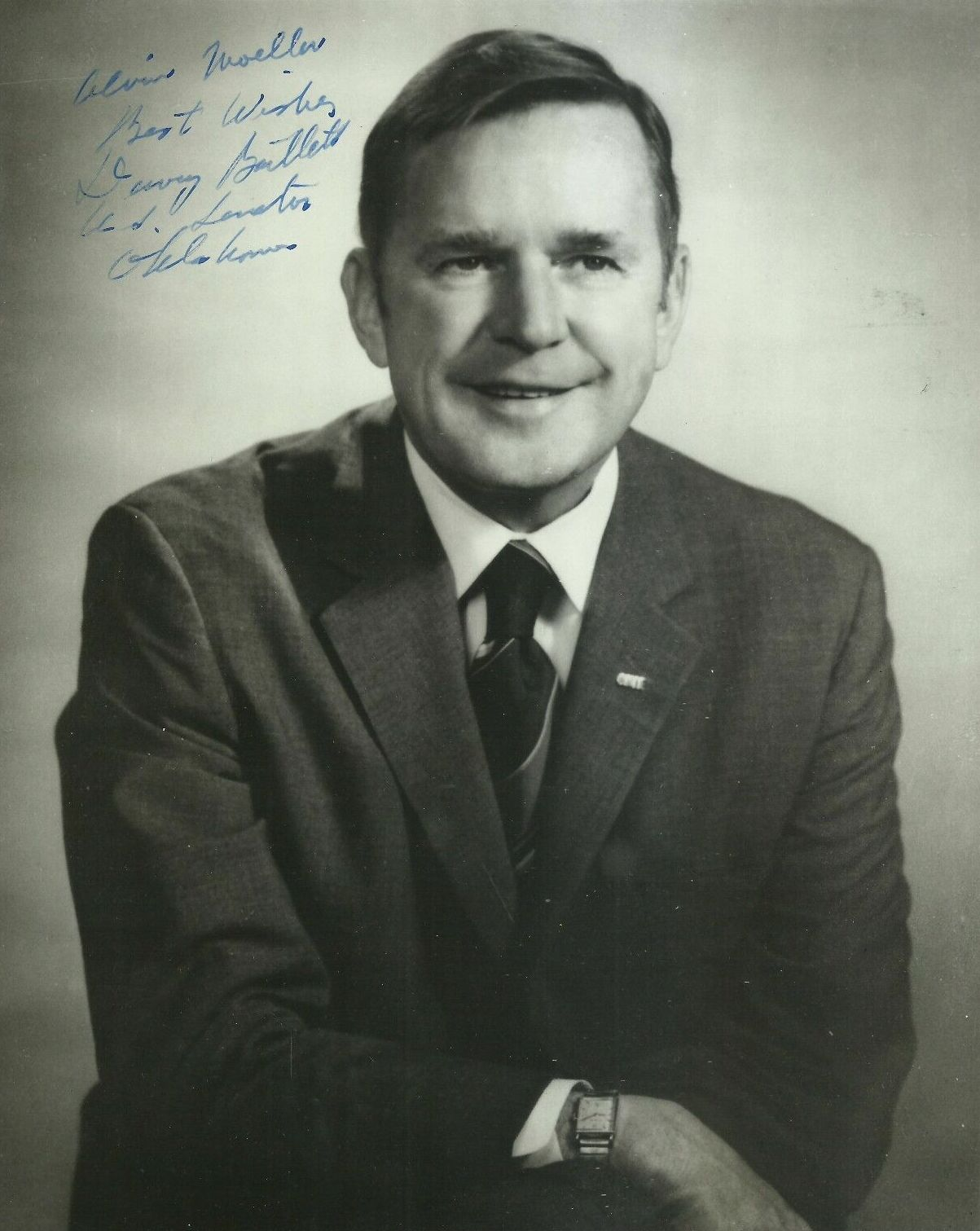
Dewey F. Bartlett

- 01. März: Dewey F. Bartlett, US-amerikanischer Politiker (* 1919)
- 05. März: Dore Jacobs, deutsche Pädagogin (* 1894)
- 07. März: Bill von der Becke, britischer Automobilrennfahrer (* 1907)
- 08. März: Robin J. S. Cooke, australischer Vulkanologe (* 1938)
- 08. März: Karl Nielsen, dänischer Pfarrer, Schriftsteller, Dramatiker, Debattenredner, Herausgeber von Büchern und Zeitschriften (* 1895)
- 08. März: Elias Ravian, papua-neuguineischer Vulkanologe (* 1945)
- 11. März: Beattie Feathers, US-amerikanischer American-Football-Spieler und -Trainer (* 1908)
- 11. März: Jeanne Leleu, französische Komponistin (* 1898)
- 13. März: Per Hækkerup, dänischer sozialdemokratischer Politiker (* 1915)
- 13. März: Parviz Nikkhah, iranischer Studentenführer (* 1939)
- 15. März: Lucien N. Andriot, französischer Kameramann (* 1892)
- 15. März: Sheila Henig, kanadische Pianistin und Sängerin (* 1934)
- 16. März: Jean Monnet, französischer Staatsmann und Politiker (* 1888)
- 22. März: Theo Aaldering, deutscher Gewichtheber (* 1920)
- 22. März: Paul Nevermann, deutscher Politiker (* 1902)
- 24. März: Elisabeth Kellermann, deutsche Zeichenlehrerin und Buchillustratorin (* 1892)
- 25. März: Georges Antenen, schweizerischer Radrennfahrer (* 1903)
- 25. März: Anton Heiller, österreichischer Komponist, Organist und Musikpädagoge (* 1923)
- 25. März: Franco Manzecchi, italienischer Jazz-Schlagzeuger (* 1931)
- 25. März: Gustav Adolf Scheel, NS-Studentenführer, Organisator der Deportation der Karlsruher Juden (* 1907)
- 29. März: Edith von Sanden-Guja, deutsche Tierplastikerin, Malerin (* 1894)
- 30. März: Hans Liesche, deutscher Leichtathlet (* 1891)
- 30. März: José María Velasco Ibarra, Staatspräsident von Ecuador (* 1893)

### April

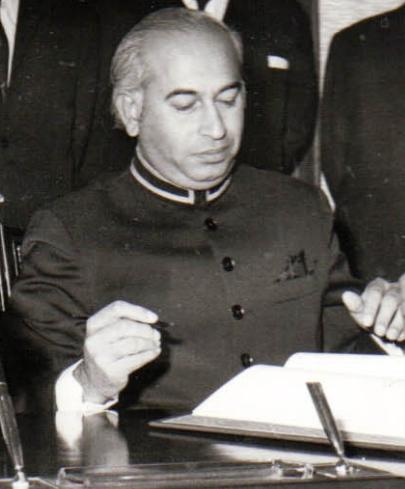
Zulfikar Ali Bhutto

- 03. April: Cornelius Ysselstyn, kanadischer Cellist und Musikpädagoge (* 1904)
- 04. April: Zulfikar Ali Bhutto, Staatspräsident und Premierminister von Pakistan (* 1928)
- 04. April: Gerhard Eberhard Pannenborg, deutscher Kommunalpolitiker und hauptamtlicher SS-Mitarbeiter (* 1903)
- 06. April: Helmut Berve, deutscher Althistoriker, Epigraph und Prosopograph (* 1896)
- 06. April: Marie von Buddenbrock, deutsche Kunstmalerin und Illustratorin (* 1883)
- 06. April: Norman Tokar, US-amerikanischer Filmregisseur und Schauspieler (* 1919)
- 07. April: Bruno Apitz, deutscher Schriftsteller (* 1900)
- 07. April: Amir Abbas Hoveyda, iranischer Premierminister (* 1919)
- 07. April: Charles W. Sawyer, US-amerikanischer Politiker (* 1887)
- 10. April: Dom Paul Benoit, Luxemburger Komponist (* 1893)
- 10. April: Nino Rota, italienischer Komponist (* 1911)
- 11. April: Mohammed Ali Akid, tunesischer Fußballspieler (* 1949)
- 12. April: Karl Anton, tschechischer Filmregisseur, Drehbuchautor und Filmproduzent (* 1898)
- 13. April: Günther Henle, deutscher Politiker (* 1899)
- 14. April: Alfred Loritz, deutscher Politiker (* 1902)
- 14. April: Harry Meyen, deutscher Schauspieler und Ex-Mann von Romy Schneider, Suizid (* 1924)
- 15. April: Ludwig Polsterer, österreichischer Zeitungsherausgeber (* 1927)
- 17. April: Paolo Barison, italienischer Fußballspieler und -trainer (* 1936)
- 19. April: Wilhelm Bittrich, deutscher General und SS-Obergruppenführer (* 1894)
- 19. April: Rogers Morton, US-amerikanischer Politiker (* 1914)
- 20. April: Giuseppe Accattino, italienischer Filmregisseur, Drehbuchautor und Produzent (* 1914)
- 21. April: Franzleo Andries, deutscher Komponist, Musikproduzent und Schlagertexter (* 1912)
- 22. April: Amedeo Biavati, italienischer Fußballspieler (* 1915)
- 24. April: Sabih Arca, türkischer Fußballspieler und -funktionär (* 1901)
- 24. April: Karl Seeburger, österreichischer Politiker (* 1914)
- 25. April: Robert van ’t Hoff, niederländischer Architekt (* 1887)
- 27. April: Celal Atik, türkischer Ringer (* 1918)
- 27. April: Willi Paul, deutscher Autor, Widerstandskämpfer (* 1897)
- 27. April: Willibald Schmaus, deutsch-österreichischer Fußballspieler (* 1911)
- 28. April: Feliks Łabuński, polnisch-amerikanischer Komponist, Pianist und Musikpädagoge (* 1892)
- 28. April: Willi Stech, deutscher Pianist, Bandleader und Komponist (* 1905)
- 30. April: Hugo Scharnberg, deutscher Politiker (* 1893)

### Mai
- 02. Mai: Giulio Natta, italienischer Chemiker (* 1903)
- 03. Mai: Augustus Bertelli, britischer Unternehmer und Automobilrennfahrer (* 1890)
- 04. Mai: Leif Erland Andersson, schwedischer Astronom (* 1943)
- 05. Mai: Rudolf Pfeiffer, deutscher Altphilologe (* 1889)
- 06. Mai: Milton Ager, US-amerikanischer Komponist (* 1893)
- 06. Mai: Karl Wilhelm Reinmuth, deutscher Astronom (* 1892)
- 08. Mai: Talcott Parsons, US-amerikanischer Soziologe (* 1902)
- 10. Mai: Antun Augustinčić, jugoslawischer Bildhauer (* 1900)
- 10. Mai: Louis Paul Boon, flämischer Schriftsteller (* 1912)
- 11. Mai: Barbara Hutton, Enkelin und Erbin von Frank Winfield Woolworth (* 1912)
- 11. Mai: Felix von Eckardt, deutscher Politiker (* 1903)
- 11. Mai: Lester Flatt, US-amerikanischer Country-Musiker (* 1914)
- 11. Mai: Josef Petrak, österreichischer Liedtexter und Komponist (* 1908)
- 13. Mai: Louis Debeugny, französischer Automobilrennfahrer (* 1904)
- 14. Mai: Jean Rhys, britische Schriftstellerin (* 1890)
- 15. Mai: Eduard Zak, österreichischer Schriftsteller, Übersetzer und Kritiker (* 1906)
- 16. Mai: Robert Florey, französisch-US-amerikanischer Regisseur, Autor und Schauspieler (* 1900)
- 18. Mai: Karl E. Schedl, österreichischer Zoologe und Forstwissenschaftler (* 1898)
- 19. Mai: Sami Gabra, ägyptischer Ägyptologe und Koptologe (* 1892)
- 22. Mai: Kurt Jooss, deutscher Tänzer, Choreograf und Tanzpädagoge (* 1901)
- 24. Mai: Jan Arvan, US-amerikanischer Schauspieler (* 1913)
- 24. Mai: Francisco Casabona, brasilianischer Komponist (* 1894)
- 24. Mai: Marvin Duchow, kanadischer Komponist, Musikwissenschaftler und -pädagoge (* 1914)
- 29. Mai: Mary Pickford, kanadisch-US-amerikanische Schauspielerin der Stumm- und frühen Tonfilmzeit (* 1892)
- 31. Mai: Gebhard Amann, österreichischer Politiker (* 1899)

### Juni
- 01. Juni: Werner Forßmann, deutscher Mediziner (* 1904)
- 02. Juni: Leonard W. Hall, US-amerikanischer Politiker (* 1900)
- 03. Juni: Arno Schmidt, deutscher Schriftsteller und Übersetzer (* 1914)
- 04. Juni: Robert Doutrebente, französischer Automobilrennfahrer (* 1893)
- 05. Juni: Heinz Erhardt, deutscher Komiker, Musiker, Entertainer, Schauspieler, Dichter (* 1909)
- 06. Juni: José Reyes, Flamencosänger aus Südfrankreich (* 1928)

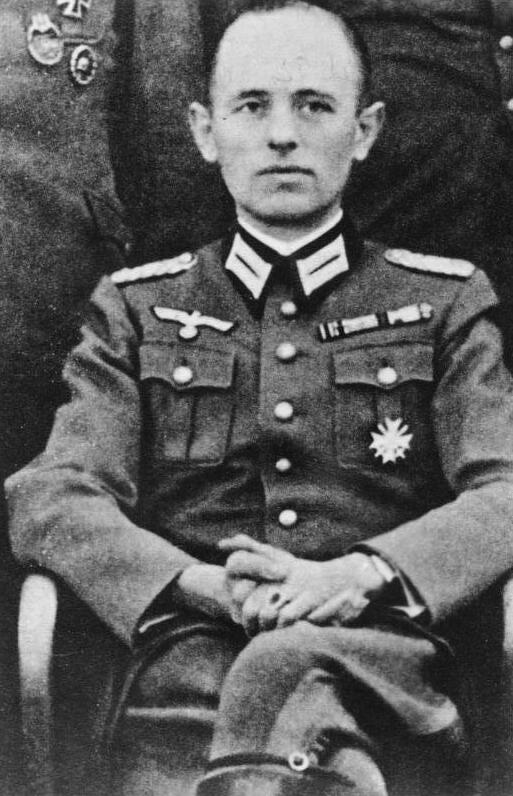
Reinhard Gehlen

- 08. Juni: Reinhard Gehlen, General der Wehrmacht und Präsident des BND (* 1902)
- 09. Juni: Masahito Ara, japanischer Literaturwissenschaftler und -kritiker (* 1913)
- 10. Juni: Anton Rosen, deutscher Lehrer und Heimatforscher (* 1892)

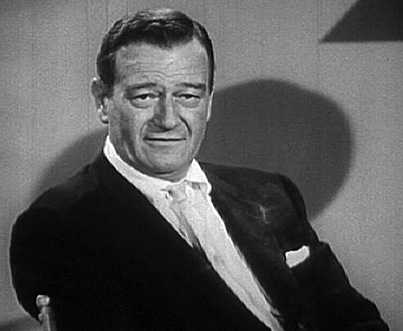
John Wayne, 1963

- 11. Juni: John Wayne, US-amerikanischer Schauspieler (* 1907)
- 12. Juni: Ferenc Nagy, ungarischer Ministerpräsident (* 1903)
- 12. Juni: Hans Richarts, deutscher Politiker (* 1910)
- 13. Juni: Sunshine Sue, US-amerikanische Country-Musikerin (* 1915)
- 14. Juni: Ahmed Zahir, afghanischer Sänger (* 1946)
- 15. Juni: Juan Pedro Arremón, uruguayischer Fußballspieler (* 1899)
- 15. Juni: Ernst Meister, deutscher Schriftsteller (* 1911)
- 16. Juni: Ignatius Kutu Acheampong, Staatschef von Ghana (* 1931)
- 16. Juni: Akwasi Afrifa, Staatschef von Ghana (* 1936)
- 16. Juni: Roy Knapp, US-amerikanischer Perkussionist und Musikpädagoge (* 1891)
- 16. Juni: Nicholas Ray, US-amerikanischer Filmregisseur (* 1911)
- 16. Juni: Liselotte Welskopf-Henrich, deutsche Schriftstellerin und Althistorikerin (* 1901)
- 18. Juni: Sigmund Graff, deutscher Schriftsteller (* 1898)
- 21. Juni: Angus MacLise, US-amerikanischer Schlagzeuger, Komponist, Dichter und bildender Künstler (* 1938)
- 22. Juni: Louis Chiron, monegassischer Automobilrennfahrer (* 1899)
- 25. Juni: Ewa Bandrowska-Turska, polnische Sängerin und Musikpädagogin (* 1894)
- 25. Juni: Philippe Halsman, US-amerikanischer Fotograf lettischer Herkunft (* 1906)
- 25. Juni: J. Millard Tawes, US-amerikanischer Politiker (* 1894)
- 26. Juni: Fred Akuffo, Staatschef von Ghana (* 1937)
- 26. Juni: Franz-Josef Röder, Ministerpräsident des Saarlandes (* 1909)
- 28. Juni: Paul Dessau, deutscher Komponist und Dirigent (* 1894)
- 29. Juni: Lowell George, US-amerikanischer Musiker (* 1945)
- 29. Juni: Blas de Otero, spanischer Lyriker (* 1916)
- 30. Juni: Hugh Garner, kanadischer Schriftsteller (* 1913)

### Juli
- 01. Juli: Wsewolod Bobrow, sowjetischer Fußball- und Eishockeyspieler (* 1922)
- 01. Juli: Eduard Bargheer, deutscher Maler (* 1901)
- 01. Juli: Takiguchi Shūzō, japanischer Lyriker, Kunstkritiker und Maler (* 1903)
- 02. Juli: Antonio Castejón Espinosa, spanischer General (* 1896)
- 06. Juli: Antonio María Barbieri, Erzbischof von Montevideo und Kardinal (* 1892)
- 06. Juli: Van McCoy, US-amerikanischer Musiker und Produzent (* 1940)
- 06. Juli: Elizabeth Ryan, US-amerikanische Tennisspielerin (* 1892)
- 08. Juli: Charles Kynard, US-amerikanischer Kirchenorganist und Hammond-Orgel-Spieler (* 1933)
- 08. Juli: Tommaso Landolfi, italienischer Schriftsteller (* 1908)

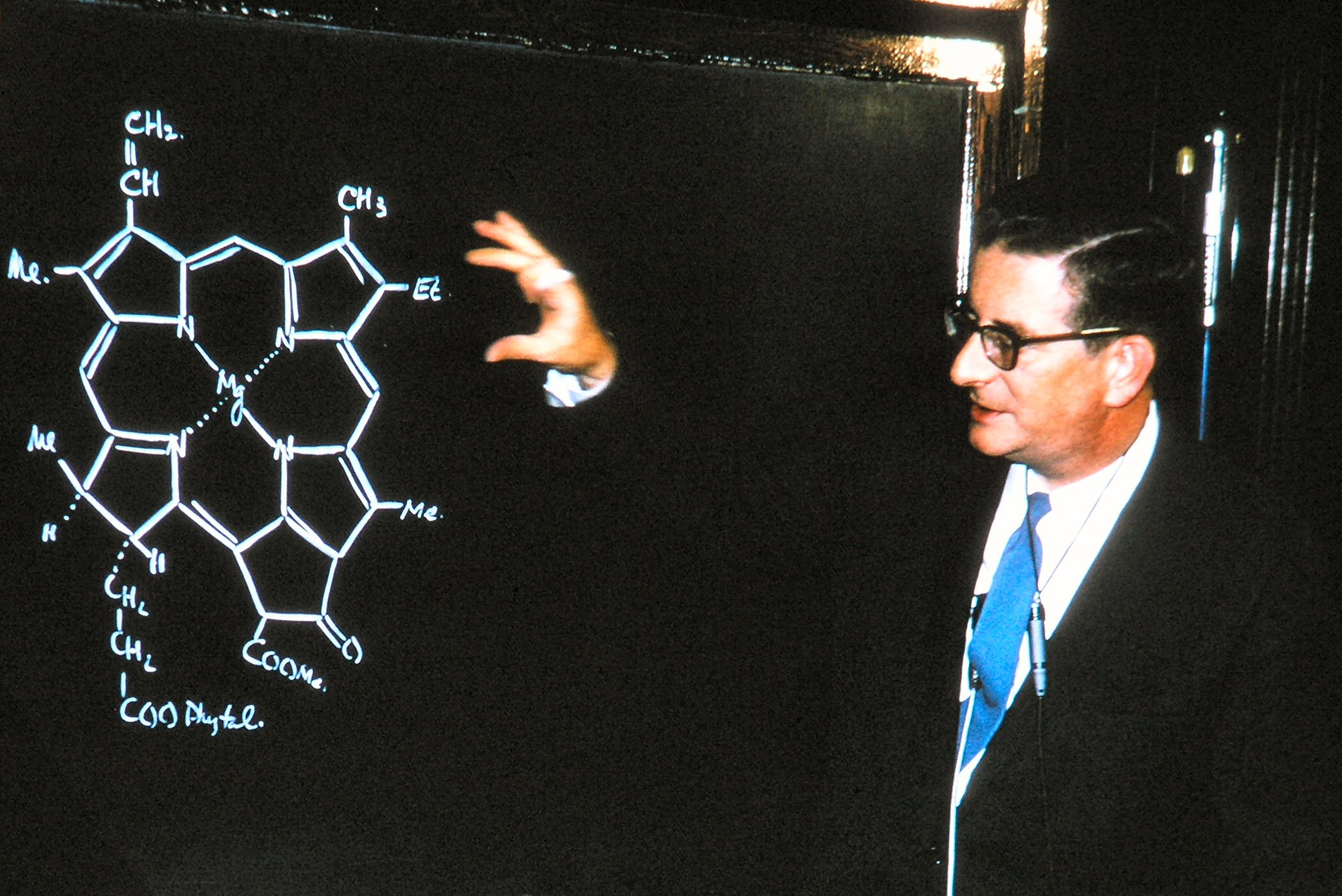
Robert B. Woodward

- 08. Juli: Robert B. Woodward, US-amerikanischer Chemiker (* 1917)
- 08. Juli: Shin’ichirō Tomonaga, japanischer Physiker (* 1906)
- 09. Juli: Adolphus Peter Elkin, australischer Ethnologe, Anthropologe und Linguist (* 1891)
- 10. Juli: Arthur Fiedler, US-amerikanischer Dirigent und Violinist (* 1894)
- 11. Juli: Walter Arnold, deutscher Bildhauer (* 1909)
- 11. Juli: Hermann Zondek, in Posen geborener Arzt (* 1887)
- 12. Juli: Georgi Berijew, sowjetischer Flugzeugkonstrukteur (* 1903)
- 12. Juli: Kalervo Tuukanen, finnischer Komponist (* 1909)
- 13. Juli: Ludwig Merwart, österreichischer Künstler (* 1913)
- 14. Juli: Santos Urdinarán, uruguayischer Fußballspieler (* 1900)
- 15. Juli: Georges Darrieus, französischer Ingenieur (* 1888)
- 15. Juli: Gustavo Díaz Ordaz, mexikanischer Politiker und Präsident von Mexiko (* 1911)
- 16. Juli: James Francis McIntyre, Erzbischof von Los Angeles und Kardinal (* 1886)
- 16. Juli: Georg Paucker, Kurzschrifttheoretiker und -praktiker (* 1910)
- 16. Juli: Alfred Deller, englischer Sänger (* 1912)
- 16. Juli: Bob Douglas, US-amerikanischer Sportmanager, Gründer der New York Renaissance (* 1882)
- 16. Juli: Herbert Weymar, deutscher Ingenieurkartograph und Amateurbotaniker (* 1911)
- 17. Juli: Edward Akufo-Addo, Präsident von Ghana (* 1906)
- 18. Juli: Herbert Hennies, deutscher Schauspieler, Hörspielsprecher, Schriftsteller und Liedtexter (* 1900)
- 18. Juli: Wolfgang Yourgrau, US-amerikanischer Sozialpsychologe, Physiker und Journalist (* 1908)
- 20. Juli: Hans-Joachim Schuke, deutscher Orgelbauer (* 1908)
- 21. Juli: Ludwig Renn, deutscher Schriftsteller (* 1889)
- 22. Juli: J. V. Cain, US-amerikanischer American-Football-Spieler (* 1951)
- 22. Juli: Sándor Kocsis, ungarischer Fußballspieler (* 1929)
- 23. Juli: Mathieu Ahlersmeyer, deutscher Opernsänger und Schauspieler (* 1896)
- 23. Juli: Joseph Kessel, französischer Journalist und Schriftsteller (* 1898)
- 25. Juli: Eric Pohlmann, österreichisch-britischer Schauspieler und Synchronsprecher (* 1913)
- 26. Juli: Dieter Koulmann, deutscher Fußballspieler (* 1939)
- 28. Juli: Don Miller, US-amerikanischer Jurist, American-Football-Spieler und -Trainer (* 1902)
- 28. Juli: Herbert Rehbein, deutscher Violinist, Orchesterleiter, Arrangeur und Komponist (* 1922)
- 28. Juli: Frederick Stafford, österreichischer Schauspieler (* 1928)
- 31. Juli: José Della Torre, argentinischer Fußballspieler und -trainer (* 1906)
- 31. Juli: Wilhelm Nauhaus, deutscher Buchbinder, Künstler, Archivar und Publizist (* 1899)

### August
- 01. August: Ethelbert Stauffer, protestantischer Theologe (* 1902)
- 02. August: Franz Blatt, österreichisch-dänischer mittellateinischer Philologe (* 1903)
- 02. August: Hermann Schmitt-Vockenhausen, deutscher Politiker und MdB (* 1923)

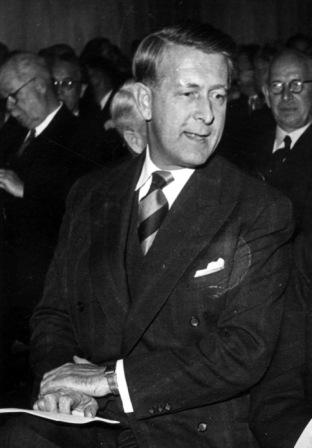
Bertil Ohlin.

- 03. August: Bertil Ohlin, schwedischer Ökonom (* 1899)
- 03. August: Alfredo Ottaviani, römisch-katholischer Kardinal (* 1890)
- 05. August: Joseph Arregui y Yparaguirre, spanischer Geistlicher (* 1903)
- 06. August: Feodor Lynen, deutscher Biochemiker und Nobelpreisträger (* 1911)
- 08. August: Emil Belzner, deutscher Journalist und Schriftsteller (* 1901)
- 09. August: Josef Eichner, Politiker und Bundestagsabgeordneter der Bayernpartei (* 1899)
- 10. August: Walther Gerlach, deutscher Physiker (* 1889)
- 10. August: José María Pinilla Fábrega, 34. Staatspräsident von Panama (* 1919)
- 11. August: Michail An, sowjetischer Fußballspieler (* 1953)
- 11. August: James Gordon Farrell, irisch-britischer Schriftsteller (* 1935)
- 11. August: Georgi Florowski, orthodoxer Theologe (* 1893)

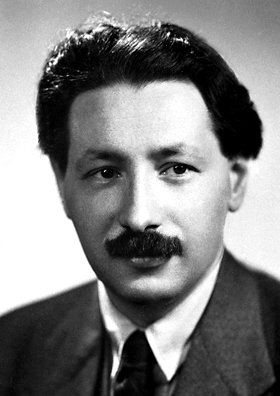
Ernst Boris Chain

- 12. August: Ernst Boris Chain, britischer Biochemiker (* 1906)
- 13. August: Fukunaga Takehiko, japanischer Schriftsteller und Übersetzer (* 1918)
- 14. August: Richard Alewyn, deutscher Germanist und Literaturkritiker (* 1902)
- 15. August: Asa Martin, US-amerikanischer Old-Time-Musiker (* 1900)
- 16. August: John Diefenbaker, kanadischer Politiker (Premierminister) (* 1895)
- 16. August: F. Ryan Duffy, US-amerikanischer Politiker und Jurist (* 1888)
- 17. August: Vivian Vance, US-amerikanische Schauspielerin (* 1909)
- 19. August: Morris Surdin, kanadischer Komponist und Dirigent (* 1914)
- 21. August: Ernst Assmann, deutscher Forstwissenschaftler (* 1903)
- 21. August: Karl Bergmann, deutscher Politiker, MdB (* 1907)
- 21. August: Giuseppe Meazza, italienischer Fußballspieler und -trainer (* 1910)
- 22. August: James T. Farrell, US-amerikanischer Schriftsteller (* 1904)
- 22. August: Snjolaug Sigurdson, kanadische Pianistin und Musikpädagogin (* 1914)
- 23. August: Anna Maria Peduzzi, Italienische Automobilrennfahrerin (* 1912)
- 24. August: Hanna Reitsch, deutsche Flugpionierin und Fliegerin (* 1912)
- 24. August: Fritz Riemann, deutscher Psychoanalytiker (* 1902)
- 24. August: Nakano Shigeharu, japanischer Schriftsteller (* 1902)
- 25. August: Stan Kenton, US-amerikanischer Klavierspieler und Komponist (* 1911)
- 25. August: Hans Schimank, deutscher Physiker und Wissenschaftsgeschichtler (* 1888)
- 26. August: Mika Waltari, finnischer Schriftsteller (* 1908)
- 27. August: Louis Mountbatten, 1. Earl Mountbatten of Burma, britischer Admiral und Staatsmann (* 1900)
- 27. August: Bill Spear, US-amerikanischer Automobilrennfahrer (* 1916)
- 27. August: Bolesław Szabelski, polnischer Komponist (* 1896)
- 28. August: Andreas Matthäus, österreichisch-französischer Fußballspieler (* 1909)
- 28. August: Konstantin Michailowitsch Simonow, sowjetischer Schriftsteller, Lyriker und Kriegsberichterstatter (* 1915)
- 30. August: Jean Seberg, US-amerikanische Schauspielerin (* 1938)
- 31. August: Percival Borde, US-amerikanischer Tänzer, Choreograph und Tanzpädagoge (* 1923)
- 31. August: Celso Emilio Ferreiro, spanisch-galicischer Schriftsteller und Journalist (* 1912)

### September
- 02. September: Johannes Kleinhappl, katholischer Priester und Moraltheologe (* 1893)
- 04. September: Sefton Delmer, englischer Journalist (* 1904)
- 05. September: Alberto di Jorio, Kardinal der römisch-katholischen Kirche (* 1884)
- 06. September: Ronald Binge, britischer Komponist (* 1910)
- 06. September: Joachim Jeremias, Theologe und Orientalist (* 1900)
- 07. September: Rita Hovink, niederländische Jazz-, Chanson- und Schlagersängerin (* 1944)
- 07. September: Erich Schumm, deutscher Fabrikant Erfinder von ESBIT (* 1907)
- 09. September: Thomas Fothringham-Parker, britischer Autorennfahrer (* 1907)
- 09. September: Ali-Naghi Vaziri, iranischer Musiker und Komponist (* 1887)
- 10. September: Stanislaw Ljudkewytsch, russischer Komponist (* 1879)
- 10. September: Agostinho Neto, erster Präsident von Angola, Dichter und nationalistischer Führer (* 1922)
- 11. September: Ignacio Aguirrezabala, spanischer Fußballspieler (* 1909)
- 11. September: Alexander Schawinsky, Schweizer Maler, Fotograf und Bühnenbildner (* 1904)
- 12. September: Agop Dilâçar, türkischer Professor und Turkologe (* 1895)
- 12. September: Jocelyne LaGarde, französisch-polynesische Schauspielerin (* 1924)
- 12. September: Josef Müller, deutscher Politiker, CSU-Vorsitzender (* 1898)
- 14. September: Raymond Loucheur, französischer Komponist (* 1899)
- 15. September: Orrice Abram Murdock, US-amerikanischer Politiker (* 1893)
- 16. September: Gio Ponti, italienischer Architekt (* 1891)
- 16. September: Rob Slotemaker, niederländischer Automobilrennfahrer (* 1929)
- 16. September: Heinrich Tenhumberg, Bischof von Münster (* 1915)
- 17. September: Günther Jachmann, deutscher Altphilologe (* 1887)
- 20. September: Ludvík Svoboda, tschechoslowakischer General und Präsident (* 1895)
- 21. September: Bernard L. Austin, US-amerikanischer Vizeadmiral (* 1902)
- 21. September: Sámal Joensen-Mikines, färöischer Maler (* 1906)
- 21. September: Dieter Seeler, deutscher Fußballspieler (* 1931)
- 22. September: Otto Frisch, britischer Atomphysiker (* 1904)
- 24. September: Michelangelo Abbado, italienischer Violinist, Dirigent und Musikpädagoge (* 1900)
- 24. September: Carl Laemmle junior, US-amerikanischer Filmproduzent (* 1908)
- 25. September: Tapio Rautavaara, finnischer Leichtathlet, Musiker und Schauspieler (* 1915)
- 27. September: Jimmy McCulloch, britischer Musiker (* 1953)
- 27. September: Pascal Pia, französischer Schriftsteller und Journalist (* 1903)
- 28. September: Franz Gruss, österreichischer Maler, Zeichner und Freskant (* 1891)
- 28. September: Catherine Hessling, französische Schauspielerin (* 1900)
- 29. September: Francisco Macías Nguema, erster Präsident von Äquatorialguinea (* 1924)

### Oktober
- 01. Oktober: Dorothy Arzner, US-amerikanische Regisseurin (* 1897)
- 01. Oktober: Roy Harris, US-amerikanischer Komponist (* 1898)
- 02. Oktober: Ray Genet, US-amerikanischer Bergsteiger (* 1931)
- 02. Oktober: Hannelore Schmatz, deutsche Bergsteigerin (* 1940)
- 03. Oktober: Humberto Teixeira, brasilianischer Musiker und Komponist (* 1915)
- 05. Oktober: Karl Obrecht, Schweizer Jurist und Politiker (* 1910)
- 05. Oktober: Sophie Dorothee von Podewils, deutsche Erzählerin und Lyrikerin (* 1909)
- 06. Oktober: Elizabeth Bishop, US-amerikanische Schriftstellerin und Dichterin (* 1911)
- 06. Oktober: Tatjana Iwanow, deutsche Schauspielerin und Sängerin (* 1925)

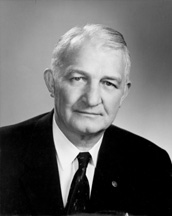
W. Chapman Revercomb

- 06. Oktober: W. Chapman Revercomb, US-amerikanischer Politiker (* 1895)
- 08. Oktober: David Izenzon, US-amerikanischer Jazz-Bassist (* 1932)
- 09. Oktober: Iknadios Bedros XVI. Batanian, Patriarch von Kilikien (* 1899)
- 10. Oktober: Paul Paray, französischer Dirigent und Komponist (* 1886)
- 13. Oktober: Rebecca Clarke, englische Komponistin und Bratschistin (* 1886)
- 14. Oktober: Arthur Mendel, US-amerikanischer Chordirigent, Musikwissenschaftler und -pädagoge (* 1905)
- 15. Oktober: Gus Cannon, US-amerikanischer Blues-Musiker (* 1883)
- 15. Oktober: Jacob L. Devers, US-amerikanischer General (* 1887)
- 17. Oktober: Pierre Bernac, französischer Sänger und Gesangslehrer (* 1899)
- 17. Oktober: Karel Reiner, tschechischer Komponist (* 1910)
- 18. Oktober: Hellmuth von Hase, deutscher Verleger (* 1891)
- 18. Oktober: Kathi Hock, deutsche Bildhauerin (* 1896)
- 18. Oktober: Hans Seigewasser, deutscher Politiker (* 1905)
- 19. Oktober: Richard Friedenthal, deutscher Schriftsteller (* 1896)
- 22. Oktober: Nadia Boulanger, französische Musikpädagogin, Komponistin und Dirigentin (* 1887)
- 22. Oktober: Joan Chetwynd, britische Automobilrennfahrerin (* 1898)
- 23. Oktober: Carlo Abarth, italienischer Motorradrennfahrer und Unternehmer (* 1908)
- 23. Oktober: Antonio Caggiano, Erzbischof von Buenos Aires und Kardinal (* 1889)
- 24. Oktober: Giovanni Maria Cornaggia Medici, italienischer Adeliger, Jurist, Politiker und Automobilrennfahrer (* 1899)
- 24. Oktober: Heinz Frommhold, deutscher Politiker (* 1906)
- 26. Oktober: Park Chung-hee, südkoreanischer Politiker (* 1917)
- 27. Oktober: Wolf von Kahlden, deutscher Brigadegeneral, Angehöriger der Organisation Gehlen (* 1901)
- 31. Oktober: Carl Merz, österreichischer Kabarettist und Schriftsteller (* 1906)

### November
- 01. November: Mamie Eisenhower, First Lady der USA (* 1896)
- 04. November: Jeanne d’Autremont, französische Schachspielerin (* 1899)
- 05. November: Al Capp, US-amerikanischer Comiczeichner und -autor (* 1909)
- 06. November: Cecil Purdy, australischer Schachspieler (* 1906)
- 10. November: Pedro Geoffroy Rivas, salvadorianischer Journalist, Lyriker, Anthropologe und Linguist (* 1908)
- 10. November: Friedrich Torberg, österreichischer Schriftsteller und Journalist (* 1908)
- 10. November: Erwin Kramer, Minister für Verkehrswesen der DDR (* 1902)
- 11. November: Dimitri Tiomkin, russisch/ukrainisch-US-amerikanischer Filmkomponist und Dirigent (* 1894)
- 12. November: Ursula Adam, deutsche Journalistin und Dichterin (* 1922)
- 16. November: Robert Asher, britischer Filmregisseur (* 1920)
- 17. November: Héctor Barinas, venezolanischer Sänger und Komponist (* 1935)
- 17. November: John Glascock, britischer Musiker (* 1951)
- 17. November: Roman Ryterband, polnischer Komponist, Dirigent und Pianist (* 1914)

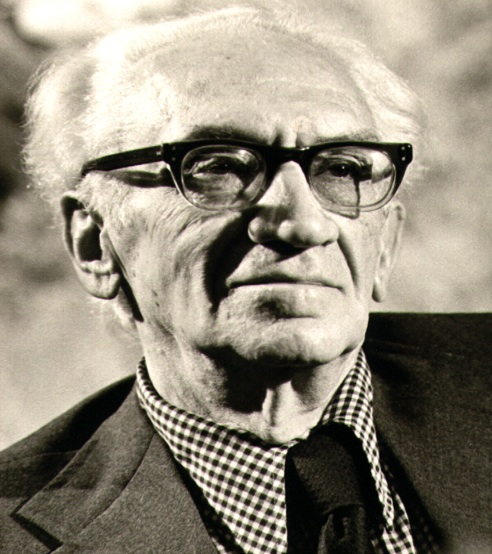
Immanuel Velikovsky

- 17. November: Immanuel Velikovsky, weißrussischer Arzt, Psychoanalytiker und Autor (* 1895)
- 21. November: Maurizio Arena, italienischer Schauspieler (* 1933)
- 22. November: George Froeschel, österreichisch-amerikanischer Schriftsteller und Drehbuchautor (* 1891)
- 22. November: Frans de Bruyn Kops, niederländischer Fußballspieler (* 1886)
- 23. November: Merle Oberon, britische Schauspielerin (* 1911)
- 23. November: Charles E. Potter, US-amerikanischer Politiker (* 1916)
- 24. November: Hans Nachtsheim, deutscher Zoologe und Genetiker (* 1890)
- 26. November: John Cromwell, US-amerikanischer Schauspieler und Regisseur (* 1887)
- 26. November: Conny Méndez, venezolanische Schauspielerin, Malerin und Karikaturistin, Schriftstellerin und Komponistin und Begründerin des Movimiento de Metafísica Cristiana (* 1898)
- 29. November: Zeppo Marx, US-amerikanischer Komiker (* 1901)
- 29. November: Walter Matthias Diggelmann, Schweizer Schriftsteller (* 1927)
- 30. November: Arno Assmann, deutscher Schauspieler, Regisseur und Intendant (* 1908)
- 30. November: Mario Astarita, italienischer Bankier und Kunstsammler (* 1896)

### Dezember
- 02. Dezember: Hans Rohde, deutscher Fußballspieler (* 1914)
- 04. Dezember: Friedrich Ebert junior, SED-Funktionär der DDR und Oberbürgermeister von Ost-Berlin (* 1894)
- 04. Dezember: Hans Vogt, deutscher Ingenieur, Erfinder des Lichttonverfahrens (* 1890)
- 04. Dezember: Walther Müller, deutscher Physiker (* 1905)
- 05. Dezember: Sonia Delaunay-Terk, französische Malerin (* 1885)
- 05. Dezember: Alfred Quellmalz, deutscher Musikwissenschaftler (* 1899)
- 07. Dezember: Eddie Gottlieb, US-amerikanischer Unternehmer und Sportfunktionär (* 1898)
- 07. Dezember: Nicolas Born, deutscher Schriftsteller (* 1937)
- 09. Dezember: Arthur Mertins, deutscher Politiker (* 1898)
- 10. Dezember: Alfredo Núñez de Borbón, mexikanischer Geiger und Komponist (* 1908)
- 11. Dezember: Alfred Jepsen, deutscher lutherischer Theologe und Religionshistoriker (* 1900)
- 11. Dezember: Carlo Schmid, deutscher Politologe und Politiker (* 1896)

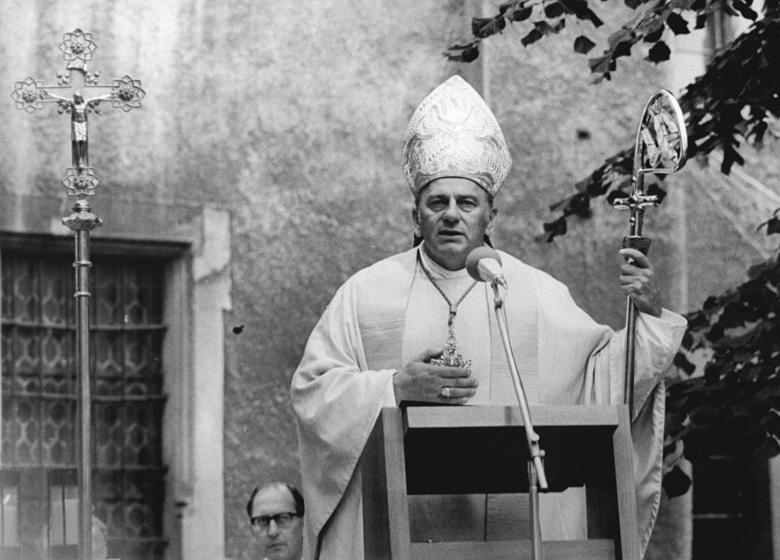
Kardinal Bengsch

- 13. Dezember: Alfred Bengsch, katholischer Bischof und Kardinal (* 1921)
- 15. Dezember: Georg Trexler, deutscher Kirchenmusiker, Musikpädagoge und Komponist (* 1903)
- 16. Dezember: Vaqif Mustafazadə, aserbaidschanischer Komponist und Pianist (* 1940)
- 19. Dezember: Nat W. Finston, US-amerikanischer Komponist und Dirigent (* 1895)
- 19. Dezember: Wilhelm Kaisen, deutscher Politiker, Bremer Bürgermeister (* 1887)
- 20. Dezember: José Loreto Arismendi, venezolanischer Rechtsanwalt und Politiker (* 1898)
- 20. Dezember: Wolfgang Metzger, deutscher Psychologe, Vertreter der zweiten Generation der Gestalttheorie (* 1899)
- 21. Dezember: Michl Lang, deutscher Volksschauspieler (* 1899)
- 21. Dezember: Ermindo Onega, argentinischer Fußballspieler (* 1940)
- 22. Dezember: Albin Angerer, deutscher Arzt und Studentenhistoriker (* 1885)
- 23. Dezember: Peggy Guggenheim, US-amerikanische Kunstsammlerin und Galeristin (* 1898)
- 24. Dezember: Rudi Dutschke, deutscher Studentenführer, Dissident (* 1940)
- 26. Dezember: Karl Hubbuch, deutscher Kunstprofessor (* 1891)
- 26. Dezember: Helmut Hasse, deutscher Mathematiker (* 1898)
- 26. Dezember: Olga Iliwicka-Dąbrowska, polnische Pianistin und Musikpädagogin (* 1910)
- 28. Dezember: Walter Hochmuth, deutscher Politiker und Antifaschist (* 1904)
- 29. Dezember: Leo Arnstam, sowjetischer Filmregisseur und Autor (* 1905)
- 29. Dezember: Branimir Sakač, kroatischer Komponist (* 1918)
- 30. Dezember: Hirakushi Denchū, japanischer Bildhauer (* 1872)
- 30. Dezember: Richard Rodgers, US-amerikanischer Musical-Komponist (* 1902)
- 31. Dezember: Claudio Ferrer, puerto-ricanischer Komponist und Sänger (* 1904)
- 31. Dezember: Marje Sink, estnische Komponistin (* 1910)

### Tag unbekannt
- Eduardo Andreozzi, brasilianischer Jazzmusiker (* 1892)
- Fernando Cortés, puerto-ricanischer Schauspieler, Regisseur und Drehbuchautor (* 1909)
- Jeanne Dusseau, kanadische Sängerin und Musikpädagogin (* 1893)
- June Finlayson, australische Journalistin, Schönheitskönigin und Rundfunkmoderatorin (* 1935)
- Antonin Fontaine, französischer Automobilrennfahrer (* 1900)
- Yusef Forutan, iranischer Setarspieler (* 1891)
- Robert Lannoy, französischer Komponist (* 1915)
- Cecil Williams, britisch-südafrikanischer Bürgerrechtler und Dramaturg (* 1909)
- Napoleón Zayas, dominikanischer Merenguemusiker, Komponist, Saxophonist und Orchesterleiter (* 1904)

## Wissenschaftspreise

### Nobelpreise
- Physik: Sheldon Lee Glashow, Abdus Salam und Steven Weinberg
- Chemie: Herbert Charles Brown und Georg Wittig
- Medizin: Allan McLeod Cormack und Godfrey Hounsfield
- Literatur: Odysseas Elytis
- Friedensnobelpreis: Mutter Teresa
- Wirtschaftswissenschaft: Theodore W. Schultz und W. Arthur Lewis

### Turing Award
- Kenneth E. Iverson, für Programmiersprachen und mathematische Notation, Implementierung interaktiver Systeme, Nutzung von APL in der Ausbildung sowie Beiträge zur Theorie und Praxis der Programmiersprachen.

## Musik

### Band-Gründungen
- Hans-A-Plast
- Bad Brains
- Men at Work
- No Means No
- Fehlfarben
- Godewind
- Social Distortion

### Album-Veröffentlichungen
- ABBA – Voulez-Vous
- AC/DC – Highway to Hell
- David Bowie – Lodger
- Chris de Burgh – Crusader
- The Clash – London Calling
- The Cure – Three Imaginary Boys
- Dire Straits – Communiqué
- Nina Hagen – Unbehagen
- Michael Jackson – Off the Wall
- Elton John – Victim of Love
- Joy Division – Unknown Pleasures
- Kiss – Dynasty
- Led Zeppelin – In Through the Out Door
- Peter Maffay – Steppenwolf
- Manfred Mann’s Earth Band – Angel Station
- Bob Marley & The Wailers – Survival
- Motörhead – Bomber
- The Alan Parsons Project – Pyramid und Eve
- Pink Floyd – The Wall
- The Police – Reggatta de Blanc
- Queen – Live Killers
- Scorpions – Lovedrive
- Tina Turner – Love Explosion
- Neil Young & Crazy Horse – Live Rust
- Frank Zappa – Joe’s Garage Act I & II
- ZZ Top – Degüello
- Iron Maiden – The Soundhouse Tapes (Demoaufnahme)
- Van Halen – Van Halen II

### Sonstiges
- Gali Atari und Milk & Honey gewinnen am 31. März in Jerusalem mit dem Lied Hallelujah für Israel die 24. Auflage des Eurovision Song Contest
- Liste der Nummer-eins-Hits in Deutschland (1979)